# ジョー・バイデン
ジョー・バイデン（英語: Joe Biden、発音: [dʒoʊ ˈbaɪdən] ( 音声ファイル)）、本名ジョセフ・ロビネット・バイデン・ジュニア（Joseph Robinette Biden Jr.、1942年11月20日 - ）は、アメリカ合衆国の政治家、弁護士。同国第46代大統領（在任: 2021年1月20日 -2025年1月20日 ）。2025年現在、アメリカ合衆国史上最高齢の大統領経験者である。 
民主党に所属し、ニューキャッスル郡議会議員、デラウェア州選出連邦上院議員、副大統領を歴任した後、2021年1月20日に78歳で大統領に就任した。ジョン・F・ケネディ以来2人目のカトリックの大統領であり、ジェームズ・ブキャナン以来2人目のペンシルベニア州出身の大統領でもある。2024年7月21日、同年の大統領選挙への不出馬を表明した。リンドン・ジョンソン（民主）以来56年ぶりに大統領選挙への不出馬を表明した現職の大統領となった。 

## 来歴
ペンシルベニア州スクラントンに誕生し、デラウェア州ニューキャッスル郡で育った。アイルランド系カトリックの中産階級の家庭の生まれである。子供のころは吃音に悩み鏡の前でアイルランドの詩を朗読するという独自の発声練習で克服したという。高校・大学ではアメフトに夢中になった。
デラウェア大学で学んだ後、シラキュース大学で法務博士号を取得。ロー・スクールを経て1969年に弁護士となり、1970年にデラウェア州のニューキャッスル郡議会議員に選出された。1973年1月に29歳でデラウェア州から連邦議会上院議員に当選し、アメリカ史上5番目に若い上院議員となった。同年12月にクリスマスの買い物に出かけた妻と娘を交通事故で失った。1977年6月に現在の妻であるジルと再婚している。
1973年1月から2009年1月まで連続6期も連邦上院議員を務め、外交・刑事司法・薬物問題に取り組み、上院司法委員会の委員長や上院外交委員会の委員長などを歴任した。政策実現を重んじる調整型の政治家として党派を超えた信頼を確立した。
1991年1月の湾岸戦争に上院議員として反対し、東ヨーロッパへのNATOの拡大と1990年代のユーゴスラビア紛争への介入を支持した。2002年のイラク戦争承認決議を支持したが、2007年のアメリカ軍増派には反対した。また、1987年1月から1995年1月まで上院司法委員会の委員長を務め、麻薬政策・犯罪防止・市民の自由に関連する問題を扱っていた。バイデンは暴力犯罪取締法と女性に対する暴力法の成立に向けた取り組みを主導し、ロバート・ボークとクラレンス・トーマスの最高裁判所長官への指名を監督した。
2008年アメリカ合衆国大統領選挙でバラク・オバマと並んで副大統領に当選した後に上院議員を辞任した。4番目に在職期間の長い上院議員だった。オバマとバイデンは2012年アメリカ合衆国大統領選挙においても再選され、2期8年に渡って務めた。副大統領としてバイデンはリーマンショックの不況に対抗するために2009年にインフラ支出を監督した。バイデンの議会の共和党との交渉は、オバマ政権が税制の行き詰まりを解決した2010年税制救済法、債務上限危機を解決した2011年予算管理法、差し迫った財政の崖に対処した2012年アメリカ納税者救済法などの法案を通過させるのを助けた。外交政策ではアメリカ合衆国およびロシア連邦との間で新START条約の成立に向けた取り組みを主導し、リビアへの軍事介入を支持し、2011年12月のアメリカ軍の撤兵までイラクに対するアメリカの政策を所管した。2012年12月のサンディフック小学校銃乱射事件の後、バイデンはアメリカにおける銃暴力の原因に対処するために設立された「銃暴力タスクフォース」を率いた。
2015年5月に長男のボー・バイデンを脳腫瘍で亡くし、失意から2016年アメリカ合衆国大統領選挙への出馬を見送った。2017年1月にオバマ大統領はバイデンに大統領自由勲章を授与した。

### 2020年アメリカ大統領選挙
2019年4月、2020年アメリカ合衆国大統領選挙への立候補を発表した。2020年2月から各州で始まった予備選挙・党員集会で急進左派候補バーニー・サンダースらを破って勝利し、6月には党の指名を確保するために必要な1991人の代議員数の閾値を満たした。2020年8月11日にバイデンは2020年アメリカ合衆国大統領選挙の副大統領候補として上院議員であるカマラ・ハリスを発表した。
11月3日に大統領選挙が実施され、11月7日にABC、AP通信、CNN、FOXニュース、NBC、ニューヨーク・タイムズ、ロイターなどの主要メディアは現職のドナルド・トランプを破って勝利を確実にしたことを報じた。12月14日に各州で選挙人による投票が実施されたが、誓約違反投票は発生せず、過半数の306人の選挙人を獲得しての当選を確実にし、2021年1月6日から1月7日の連邦議会の上下両院合同会議において、その投票結果が承認された。1月20日正午の就任式を経て第46代大統領に就任した。ジョン・F・ケネディ以来のカトリック教徒の大統領であり、また就任時の年齢は78歳という歴代最高齢の大統領である。2022年11月20日には80歳の誕生日を迎えた。これは現職の大統領としては初めてである。

2023年4月25日、翌年の大統領選挙への再選出馬を正式に表明したが、翌年7月21日に不出馬の意向を表明。
2025年5月18日、前立腺癌と診断されたことをバイデンの個人事務所が発表した。骨への転移がみられるという。

## 大統領就任前の経歴

### 少年・学生時代
1942年11月20日、ペンシルベニア州スクラントンにて父ジョセフ・バイデン・シニア（Joseph Robinette Biden Sr.）と母キャスリーン・ユージニア・フィネガン（Catherine Eugenia Finnegan）の間に4人兄弟の長男として誕生した。父親のジョセフ・バイデン・シニアは20代のころはヨット・狩猟・自動車などの趣味に熱中するなど、非常に裕福な生活を送っていた。しかし長男であるジョーが生まれたころには、彼は数件の事業に失敗し、その為にジョーの母方の祖父母に当たるフィネガン夫妻と数年に渡って同居しなければならなくなるなど、バイデン一家は苦しい生活を送っていた。
その後、1950年代の経済低迷の中で、父のジョセフ・シニアも生計を立てていくだけの十分な仕事が得られなくなってしまったことから、10歳のころにデラウェア州クレイモントに引っ越し、その後さらに父親が勤めていた冷暖房用ボイラー清掃会社のあるデラウェア州ニューキャッスル郡のウィルミントンへ引っ越し、以後高校卒業までこの地で過ごす。ウィルミントンは、後にバイデンが弁護士として初めて開業した地であり、現在に至るまで自宅を構えている地でもある。ちなみにこの前後にフルートを愛好していたことから、「Fleet Flutin Joe」というあだ名が付いていたという。その後ジョセフ・シニアは中古車のセールスマンの職を得て、バイデン一家は中産階級家庭として安定した生活を送ることになる。
バイデンはクレイモントにあるカトリック系の私立学校であるアーキメア・アカデミーへ入学し、1961年の卒業までこの学校で過ごした。在学中はフットボールと野球に熱中し、特にフットボールにおいては、高校のフットボールチームに所属し、ハーフバック（ランニングバックの一種。）やワイドレシーバーのポジションで活躍、長年にわたって敗北続きだったチームを最終学年時にはシーズン無敗を達成するまでの強豪チームに成長させた一翼を担った。また、政治活動についても、ウィルミントンの劇場で行われた人種差別に反対する座り込み活動に参加するなど、積極的に取り組んだ。学業に関しては平凡で目立たない生徒であったものの、バイデンはリーダーシップを発揮する生徒であったという。

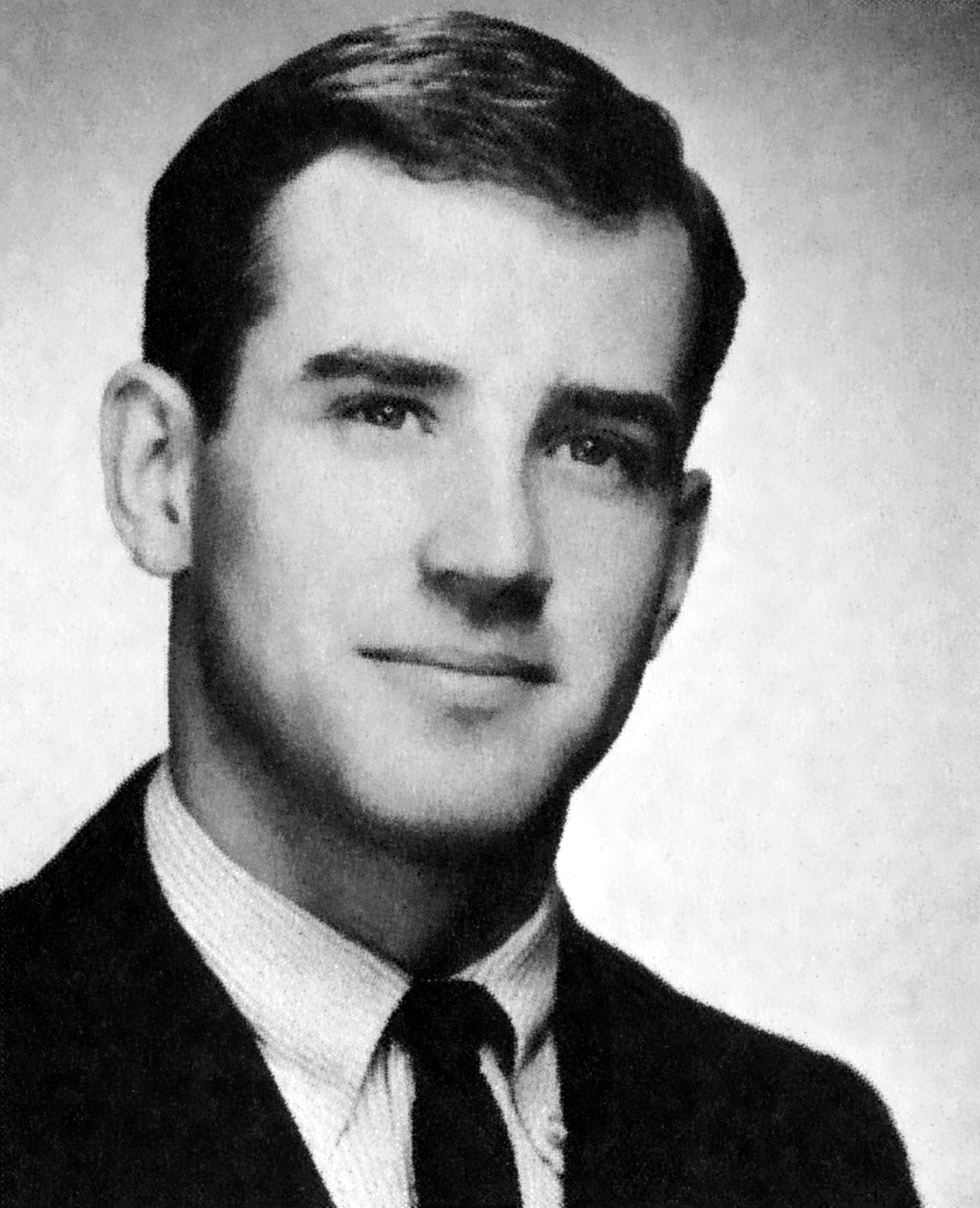
デラウェア大学の卒業アルバムに掲載されるバイデンの写真（1965年撮影）

1961年にアーキメア・アカデミーを卒業した後、ニューアークにあるデラウェア大学に進学し、歴史学と政治学を専攻した。当初はアーキメア・アカデミー時代と同様にフットボールに熱中、デラウェア大学のチームであるデラウェア・ファイティンブルー・ヘンズに所属し、最初は新入生チームにおいてハーフバックとしてプレーしていた。しかし大学3年の時に、デラウェア州外に住む恋人と過ごす時間を確保するために、大学代表チームでディフェンシブバックとしてプレーする計画を諦めざるを得なくなった。このように、スポーツや友人・恋人との交際に熱中していたためか、学業の成績はあまり優れず、専攻していた歴史学と政治学において学士号を取得し、1965年に卒業したものの、688人中506番目というあまり良くない成績で卒業することになった。しかし友人たちは、むしろバイデンの詰め込み勉強の才能に驚かされたという。
その後、シラキューズ大学のロースクールに進学。在学中の1年目（1965年）に法律評論誌の記事（全15ページ）から5ページにわたって論文を盗用したことが1965年に発覚し、同校から盗用事件としてその科目「法律的手法（legal method）」の単位を取り消されたものの、退学処分には科されず、バイデンは翌年の1966年にその単位を取得した。この事件についてバイデンは、「引用についての正確なルールを知らなかったことによる不注意で起こしてしまったものだ」として、悪意があったことを否定している。1968年に法務博士号を取得、修了後の翌1969年にはデラウェア州弁護士会へ加入し、ウィルミントンで弁護士として開業した。
ロースクール在学中の1966年に彼は最初の妻であるネイリア・ハンターと出会って結婚する。ネイリアとの間には2男1女（ジョセフ・ロビネット・バイデン3世（愛称：ボー）、ロバート・ハンター・バイデン、ナオミ・バイデン）をもうけた。
ベトナム戦争の最中、バイデンは大学在学中の1963年からロースクール在学中の1968年までの間、少年時代の喘息の病歴を理由に5回の徴兵猶予を受けていた。このためベトナム戦争には従軍していなかった。
幼少期から吃音症に苦しみ、その克服に20代前半まで要した。鏡の前で詩の朗読を続けていた。また近親者がアルコール中毒で苦しんでいたことから禁酒家となった。

### 上院議員当選、前妻・娘を失う事故

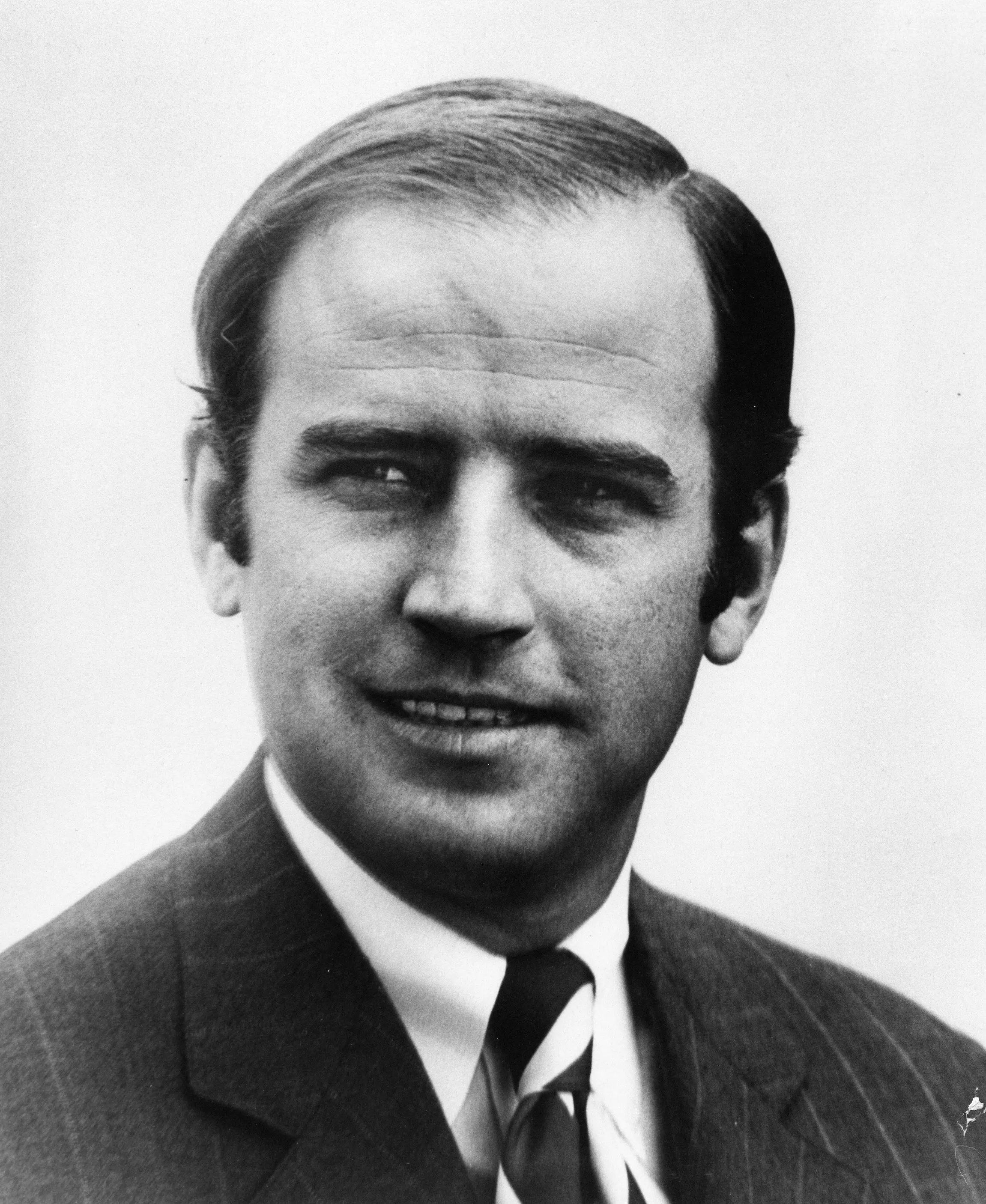
上院議員となったバイデンの公式写真（1973年）

1970年11月にバイデンはニューキャッスル郡郡議会選挙の第4区に民主党候補として出馬し、当選を果たした。このころは弁護士としての活動を開始してから間も無い時であった。
その後、1972年11月の上院議員選挙に民主党から出馬する。この時現職だった共和党のJ.キャレブ・ボッグス議員は、著名な議員の1人であったが、ボッグス議員は政界引退を考えていた。しかしながら、共和党内でボッグスの後継をめぐって、デラウェア州選出の下院議員だったピエール・S・デュポン4世（のちデラウェア州知事）と、ウィルミントン市長であったハリー・G・ハスケル・ジュニアが対立し、共和党陣営内での分裂が生じた。この打開策として、リチャード・ニクソン大統領はボッグスにもう1期出馬するよう要請し、共和党が全面的に支援することを約束したため、ボッグスもこれを受諾した。しかしながら、最終的にはバイデンがボッグスを破って勝利を収めた。連邦上院議員では建国以来5番目の若さでの当選となった。
1972年12月18日、妻のネイリアが交通事故で亡くなった。彼女はクリスマスの買い物をするため、3人の子供たちを連れてデラウェア州ホケッシンに車で出かけていたのだが、ネイリアの運転するステーションワゴンは、交差点でトレーラーに追突され、ネイリアとまだ幼かったナオミが死亡し、ボーとロバートは生き残ったものの、瀕死の重傷を負った。当時の警察の記録はすでに失われているが、当時の新聞の報道はトレーラーの運転手に過失は無いことを明らかにしている。なお、この日は連邦上院議員に当選した直後であった。

### 若手上院議員からベテラン上院議員へ

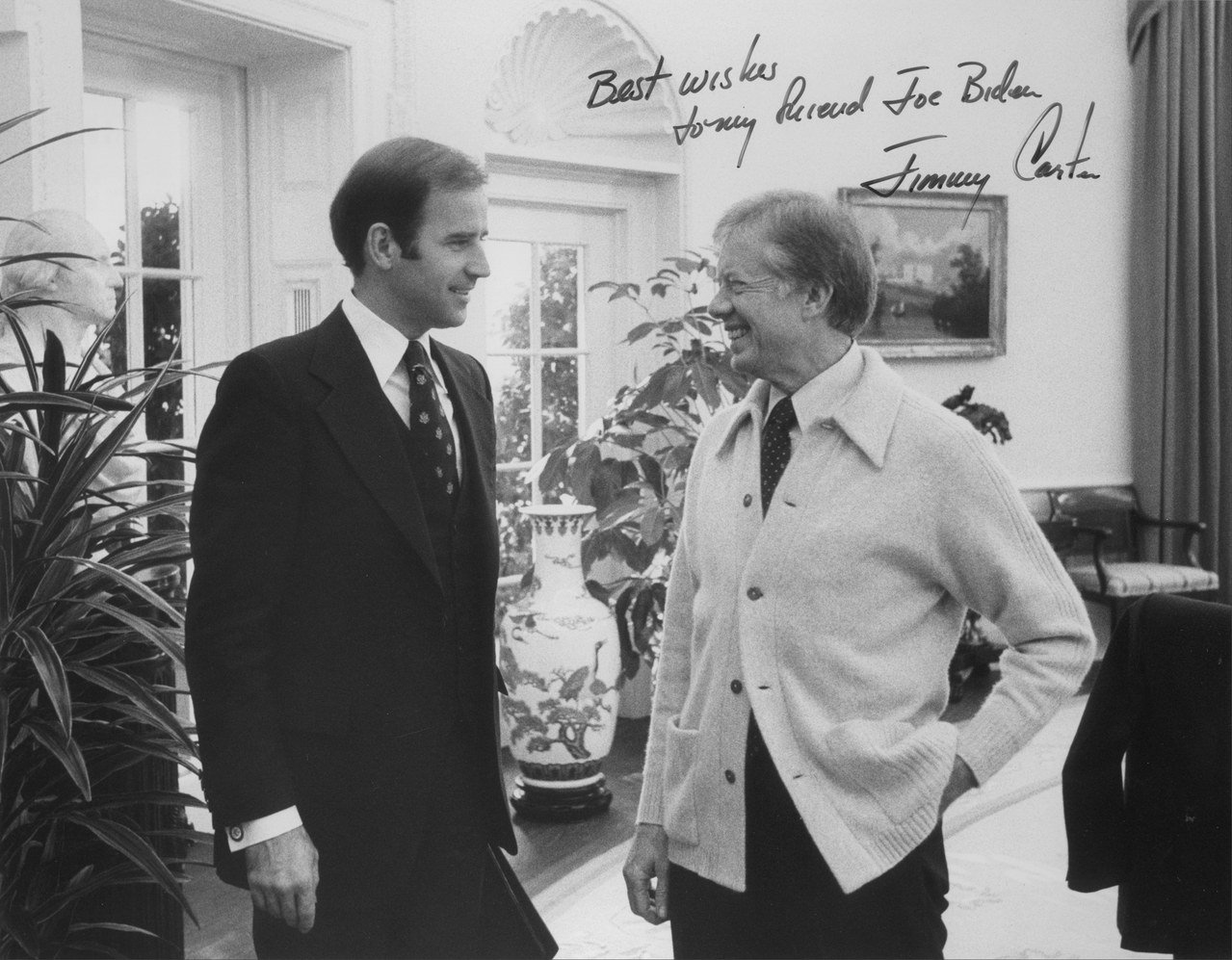
当時の大統領ジミー・カーターとバイデン（1970年代後半に撮影）

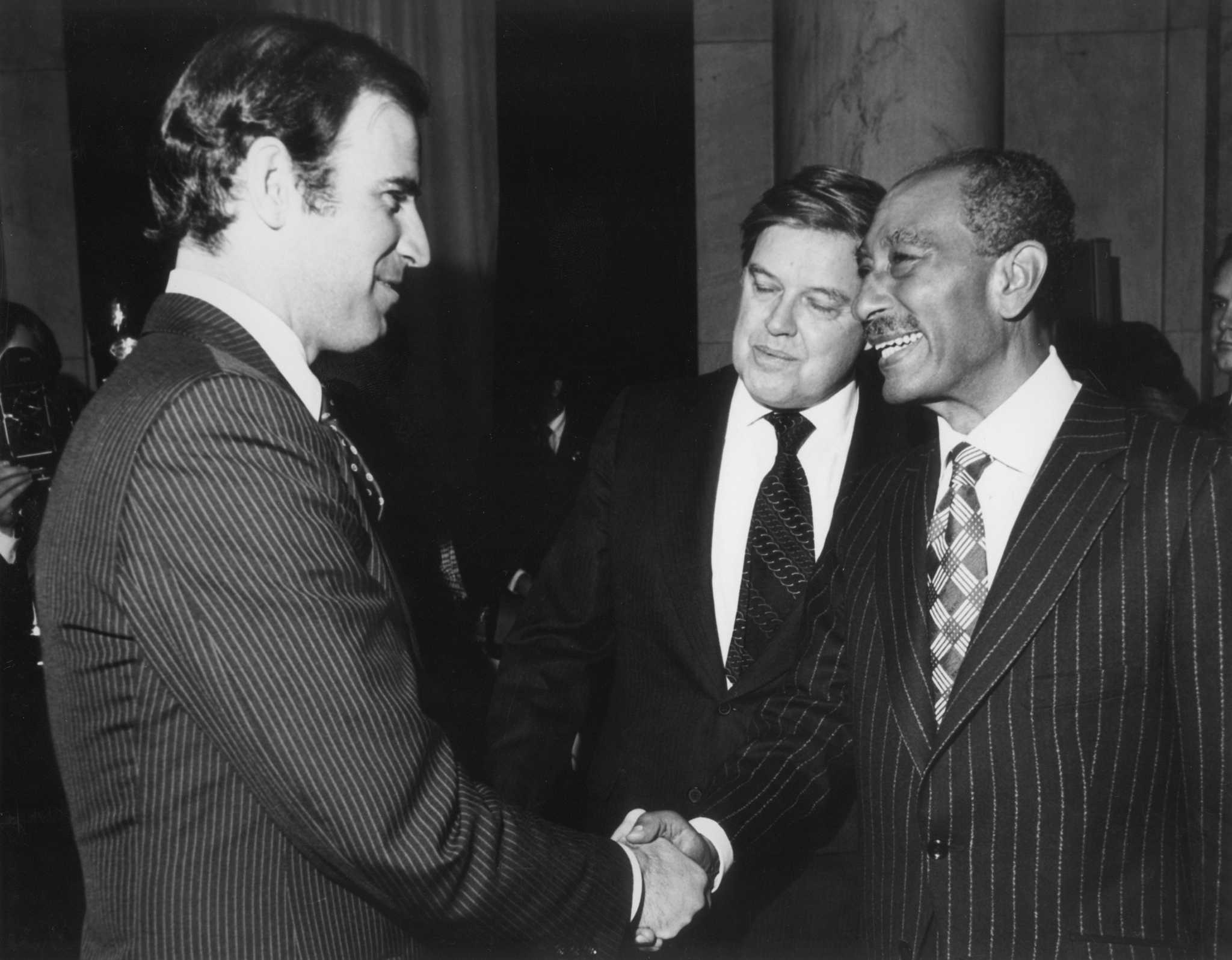
エジプト・イスラエル平和条約調印後に談笑するバイデン（左）とフランク・チャーチ（中）、エジプト大統領アンワル・アッ＝サーダート（右）。1979年撮影

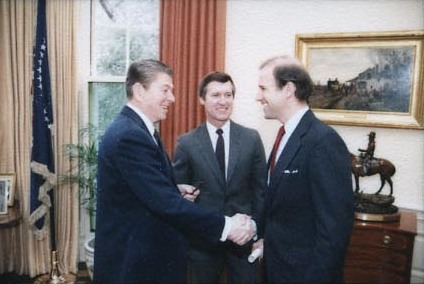
当時の大統領ロナルド・レーガンとバイデン（1984年3月）

バイデンは1度は息子たちの看病・世話を理由に議員職を辞退しようとしたが、当時民主党の上院院内総務であったマイケル・マンスフィールドから辞退を思い留まるよう説得を受け、議員に就任することを決意し、1973年1月5日に息子の病室から上院議員としての宣誓を行った。1973年1月から他の議員と同様に通常通り登院し、議員活動を開始した。この時バイデンは30歳で、30歳での上院議員はアメリカ史上5番目の若さだった。通常は議員になるとワシントンD.C.に居住する議員が多い中で、彼は息子たちの為に毎日片道1時間半かけてウィルミントン郊外の自宅とワシントンD.C.を電車通勤した。
1974年、バイデンはタイム誌の「200 Faces for the Future」の1人に選ばれるなど、議会の内外で活躍の場を広げ、知名度を高めていった。また私生活においても、1977年6月に2人目の妻のジル・トレイシー・ジェイコブスと結婚し、1女（アシュリー）をもうけた。1978年の選挙では、ジェームズ・H・バクスター・ジュニアを破り再選を、1984年の選挙ではジョン・M・バリスを破り3選を果たすなど、ベテラン議員への仲間入りを果たしていく。
1974年6月のインタビューでは自らの政治的立場について公民権・自由・高齢者の問題や医療についてはリベラルだが、中絶・軍の徴兵制については保守だと説明した。
1970年代半ば、デラウェア州白人有権者に反対者が多かった「差別撤廃に向けたバス通学」に反対した。民主党上院議員の中の主要な反対者の一人となった。南部州のような法律上の人種隔離を是正するためにバスを利用することには賛成したが、デラウェア州のような近隣居住の人種パターンから生じる事実上の分離を是正するためのバスの使用には反対という立場だった。この件について2019年に民主党候補指名争いの討論会でカマラ・ハリスから追及された。
上院議員になって最初の10年は軍備管理に関わることが多かった。1979年に民主党のジミー・カーター大統領とソ連のレオニード・ブレジネフ首相の間で締結されたSALTIIがアメリカ議会の批准を得られなかった後、バイデンはソ連のアンドレイ・グロムイコ外相と会談し、アメリカの懸念と上院外交委員会の異議に対応する修正を行うよう求めた。
共和党の大統領ロナルド・レーガンが戦略防衛構想の為にSALTIを大雑把に解釈したいと主張した時、バイデンは条約を厳格に遵守することを求めた。またアパルトヘイトを進める南アフリカをレーガン政権が支援したことについて、上院の公聴会でシュルツ国務長官を非難して注目を集めた。
1981年1月、上院司法委員会の少数党筆頭委員に就任した。1984年の包括的防犯法の可決に民主党側の議場指導者として協力。後にこの法律は厳しくなっていったため、2019年にバイデンはこれを可決させたことは大きな誤りだったと自省している。彼の支持者は彼がこの法律の最も最悪な部分を複数修正したことを賞賛しており、それが彼の立法上の最大の功績としている。この法律には連邦アサルトウェポン禁止法や、彼が自分が携わった立法の中でも最も重要なものとする女性に対する暴力法が含まれる。
1987年1月、上院司法委員長として初めて常任委員会の委員長に就任した。

### 1988年アメリカ合衆国大統領選挙予備選挙と脳の手術

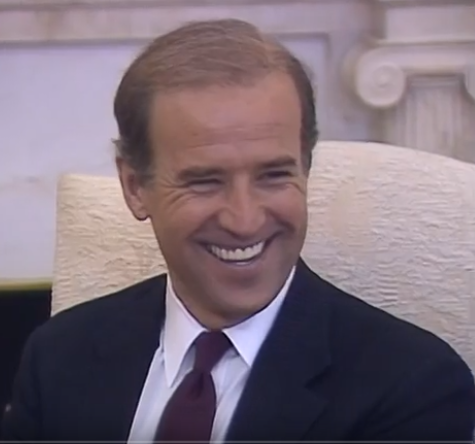
1987年のバイデン

1987年6月9日、翌年の大統領選挙民主党予備選挙への出馬を表明した。彼の人柄やロバート・ボーク最高裁判所裁判官任命をめぐる上院司法委員長としての知名度、ベビーブーマーへのアピールなどにより有力候補と見なされていた。もし大統領に当選していればジョン・F・ケネディに次ぐ2番目に若い大統領になっていた。
1987年の第1四半期まで最有力候補だったが、9月には英労働党党首ニール・キノックの演説内容を盗用した疑いが持ち上がり、さらに学生時代の論文盗用の疑惑も持ち上がり、公式に盗用を認めてシラキュース大学法科大学院に謝罪し、大統領候補指名予備選挙が始まる前に立候補を取りやめた。
1988年2月、バイデンは首の痛みに悩まされ、救急車でウォルター・リード陸軍病院に搬送された。脳動脈瘤が破裂したのが原因であり、脳の手術を受けた。回復中、肺塞栓症を患い、重篤な合併症に苦しんだ。同年5月には2度目の脳動脈瘤の手術を受け、入院から7ヶ月で上院に復帰した。

### 上院外交委員会委員長として

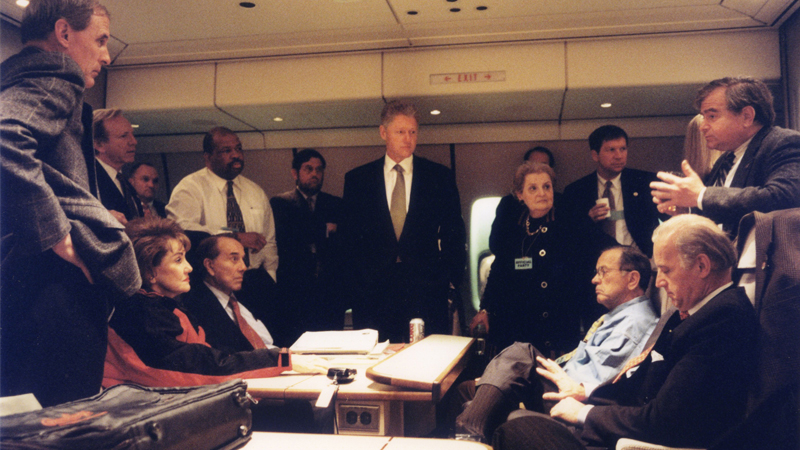
1997年12月22日、大統領専用機エアフォースワン内での会議に出席するバイデン（右手前）。中央が当時の大統領ビル・クリントン

病気から復帰後、バイデンは再び上院議員として活躍した。1991年1月の湾岸戦争に反対票を投じた。民主党上院議員55人のうち45人と同じ立場に立ち、湾岸戦争連合軍における負担をほとんどすべてアメリカが負わされているとして反対した。
1991年にはクロアチア紛争におけるセルビア人の残虐行為を聞き、ユーゴスラビア紛争に関心を持った。ボスニア・ヘルツェゴビナ紛争が勃発すると、武器禁輸を解除してボスニアのイスラム教徒に武器を提供して訓練するとともに、NATOによる空爆で彼らを支援し、戦争犯罪を調査するという「リフト・アンド・ストライク」政策を最初に主張したのがバイデンだった。しかしジョージ・H・W・ブッシュ政権もビル・クリントン政権もバルカン半島がもつれることを恐れ、この政策の実施には消極的だった。1993年4月にバイデンはセルビア共和国大統領スロボダン・ミロシェヴィッチと緊迫した3時間の会談を行い、ミロシェヴィッチに対して「私は貴方は戦争犯罪人だと思う。裁判にかけられるべきだ」と伝えている。1992年にはブッシュ政権に対してボスニア人への武器提供を迫る修正案を書き、1994年にはクリントン政権が好んだやや柔らかい表現に変更されるも、1年後にはボブ・ドールやジョー・リーバーマンが後援するより強力な案に署名した。バイデンは、1990年代半ばにバルカン半島への政策に影響を与えたことについて「公的人生のうち最も誇り高い瞬間だった」と述べている。
1997年には上院外交委員会の少数党筆頭委員に就任し、民主党が上院の多数派を占めた2001年から2003年と2007年から2009年の間には同委員会委員長となった。外交に関する彼のスタンスはリベラル国際主義を基調とした。彼は共和党とも太いパイプがあり、時には民主党の方針にも反対した。
1999年3月のコソボ戦争中にはユーゴスラビア連邦共和国に対するNATOの空爆を支持した。バイデンは共和党のジョン・マケインと連携し、当時の大統領クリントンに対して地上部隊を含むすべての必要な戦力を使い、コソボのアルバニア人に対するユーゴスラビアの政策を阻止してミロシェヴィッチと対決することを求めた。

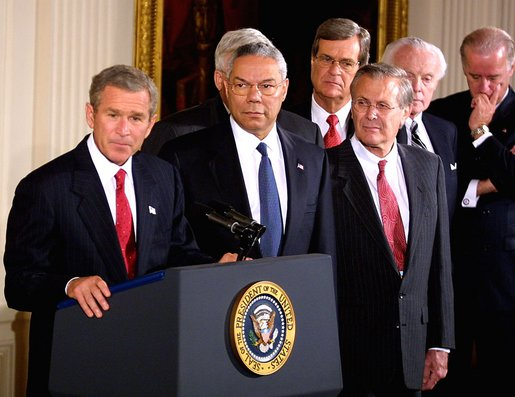
2002年10月16日、イラクに対する軍事力行使承認決議案への署名に際して連邦議会の主要議員とともに記者会見を行うジョージ・W・ブッシュ（大統領）。右端がバイデン（上院外交委員会委員長）

2001年9月の同時多発テロの後のアフガン作戦を支持した。2002年にバイデンは上院外交委員長として「サダム・フセインは国家安全保障に対する最大の脅威であり、その脅威を排除する以外に選択肢はない」と述べ、同年10月16日のイラクに対する軍事力行使承認決議案に賛成した。この直後の2002年11月の中間選挙で民主党が少数党に転落したため、新しい連邦議会が招集された2003年1月3日付で外交委員長職を離れ、少数党筆頭委員に戻った。また、2004年11月の大統領選挙への出馬にも意欲を見せたが、最終的に断念した。
その後、2006年11月の中間選挙で民主党が多数党に返り咲いてからは、2007年1月4日より2度目の外交委員長職を務めている。また同時に、司法委員会に連なる犯罪および麻薬に関する小委員会の委員長を務めている。特に外交委員会では、同委員会のリーダーとして、また外交通として、積極的な発言を行った。また、上院本会議においても、行き詰まりを見せていたイラク政策に関連して、2007年9月26日に共和党の上院議員サム・ブラウンバックと共に、法的拘束力のない「イラク分割決議」を75対23で成立させた。
2008年時点では6回連続当選・在職36年目を誇る、押しも押されもせぬ上院民主党の重鎮となっている。ちなみに彼は、故郷デラウェア州の歴史上、最も長く在職した上院議員となっている。しかし、これほど多くの連続当選と長い在職期間を誇りながら、彼がデラウェア州の先任上院議員（アメリカでは Senior Senator と呼ばれている。各州2名の上院議員のうち、それまで連続して当選しており、より任期の長い議員が先任上院議員となる。）となったのは2000年のことであり、かなり遅いと言える。これは、バイデンの2年先輩にあたる共和党の上院議員ウィリアム・ヴィクター・ロス・ジュニア（William Victor Roth Jr.）が、1971年の初登院以来、2000年の選挙で民主党の州知事トーマス・リチャード・カーパー（Thomas Richard Carper）に敗れて引退するまで、約30年にわたって議席を維持した為である。

### 2度目の大統領選挙挑戦・副大統領へ
2008年11月、自身2度目の大統領選挙となる2008年アメリカ合衆国大統領選挙に挑戦するが、バラク・オバマとヒラリー・クリントンの2候補が他を突き放す形勢となり、選挙資金不足で1月3日に撤退した。しかし、この大統領選挙中にバイデンはオバマから感心されるようになり、国家安全保障政策と外交政策について助言を求められるようになった。バイデンがオバマのことを「自分の考えがしっかり言えるし、聡明で清潔でルックスもいい最初の黒人候補」と評したことについて批判された時もオバマはバイデンをかばって「彼の心の中にあるものを私は全く疑っていない。彼は常にこの国の人種的平等に敬意を払っているものと信じている」と述べている。
8月23日に大統領候補の指名を確実にしたオバマから副大統領候補指名の意向が発表され、これを受諾してその後8月27日にコロラド州デンバーで開催された民主党全国大会で、オバマと共に民主党の正副大統領候補に正式指名された。

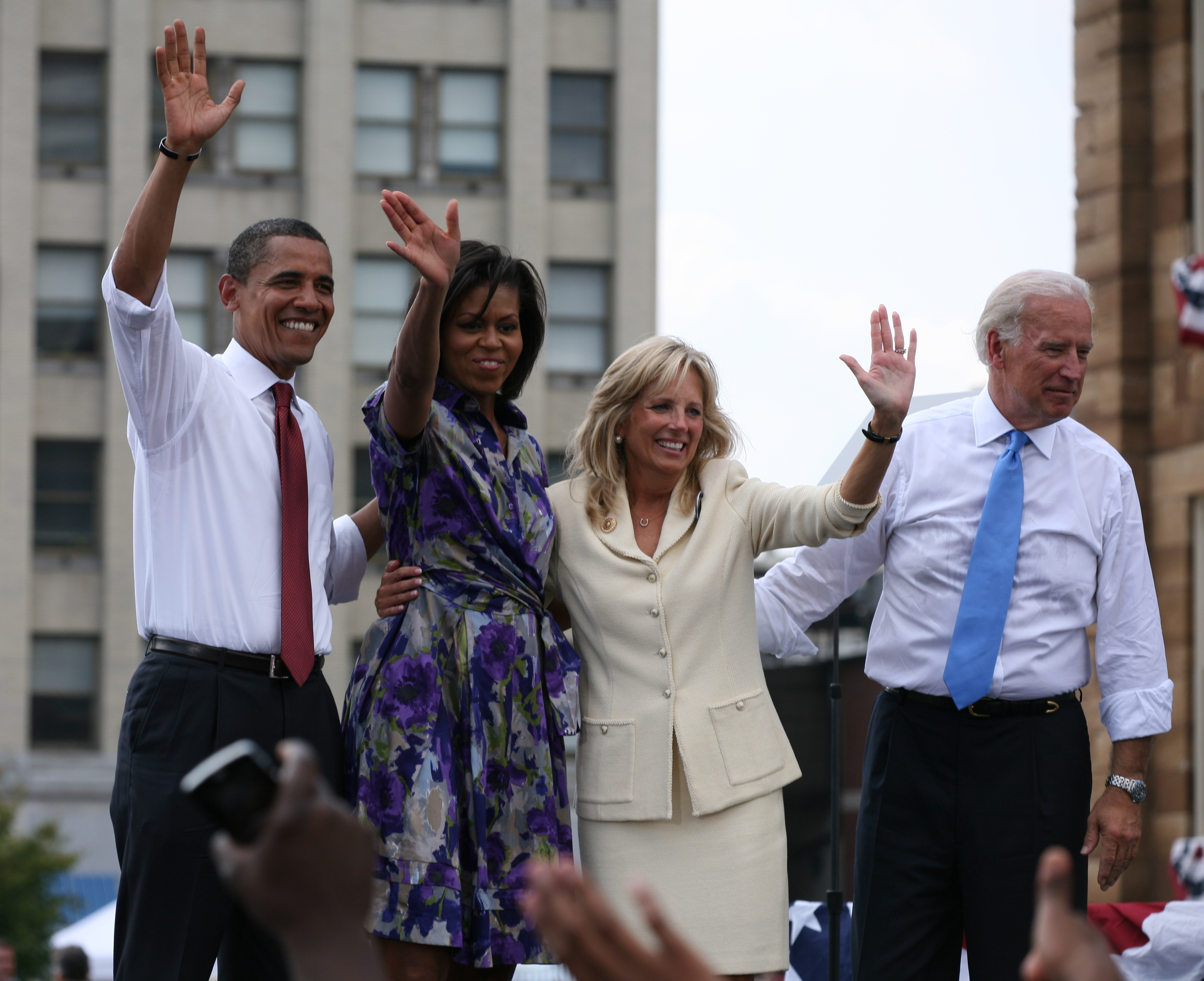
副大統領候補指名内定後の初集会にて。左から大統領候補のバラク・オバマ、ミシェル・オバマ
、ジル・バイデン、副大統領候補のジョー・バイデン（2008年8月23日）

オバマの副大統領候補としてメディアから有力視されていたのは、オバマの最大の対抗馬であったヒラリー・クリントンであった。激しい予備選の過程でオバマとクリントンの支持者同士の感情が険悪化しており、党内融和のためにもオバマ-クリントンの「ドリームチケット」が期待されていた。そのためバイデンが選ばれた事に関しては少なからず驚きの声があった。この選択理由としては次のような点が評価されたためと言われている。
- オバマが弱いとされている有権者層である白人（特に白人労働者）・カトリックに強いこと。
- 民主党中道派の重鎮であり、政治的・思想的に偏りが少ないという点。当時クリントンはオバマ同様に民主党でもリベラル寄りと見なされており、リベラル同士のチケットでは本選挙の鍵を握る中道層の取り溢しが懸念された。
- オバマに関して指摘されていた経験で特に外交経験の不足を補う上で、上院外交委員長として外交経験豊富であり、国民にも"外交通"として認知されているバイデンは、オバマの弱点をうまく補完できるという点[72]。
- 議会対策の上でも、上院民主党の重鎮であったバイデンの影響力が期待できること[73]。
- アイルランド系カトリックとして労働組合にも太いパイプがあること[72]
- 中産階級層の出身という経歴であること。

しかし、共和党のジョン・マケイン候補がサラ・ペイリンを副大統領候補に抜擢したことと比較され、地味な選択とみられた。また、バイデンは予備選でオバマ候補の経験不足を指摘していたため、指名受諾後にはその点を共和党側より批判された。
本選挙の選挙戦では、オバマが攻撃的な発言を抑制するかたわらバイデンはマケインへの激しい批判を展開した。ペイリンとの副大統領候補討論会後の世論調査では「討論はバイデンの勝利」と答えた者が多数を占めたものの、好感度の面ではペイリンに軍配を上げる者が多かった。
2008年11月4日（現地時間）に実施された大統領選挙の投開票において、民主党のバラク・オバマが第44代アメリカ合衆国大統領に当選したことに伴い、自身も第47代副大統領に当選が確定した。
バイデンは大統領選挙での敗北も想定した上で、大統領選挙と同日投票となった上院議員選挙にも出馬していた。この選挙では選挙区全体の65パーセントの票（25万7484票）を獲得し、対立候補であった共和党のクリスティーン・オドネルに大差を付ける形で、自身7回目となる上院議員当選を果たした。その上で2009年1月3日に開会した第111期連邦議会では、1月15日まで上院議員職に留まり、同日辞職した。尚、自身が務めていた上院外交委員長職については、新しい議会の招集を契機に1月3日付で辞職した。外交委員長としての最後の仕事となったのは、1月の第2週目に行ったイラク・アフガニスタン・パキスタンの3カ国歴訪・首脳会談であった。バイデンの議席は、長年にわたって彼のアドバイザーを務めていたテッド・カウフマンに、外交委員長のポストは2004年アメリカ合衆国大統領選挙において民主党の大統領候補だった上院議員のジョン・フォーブズ・ケリーに引き継がれた。

### 副大統領

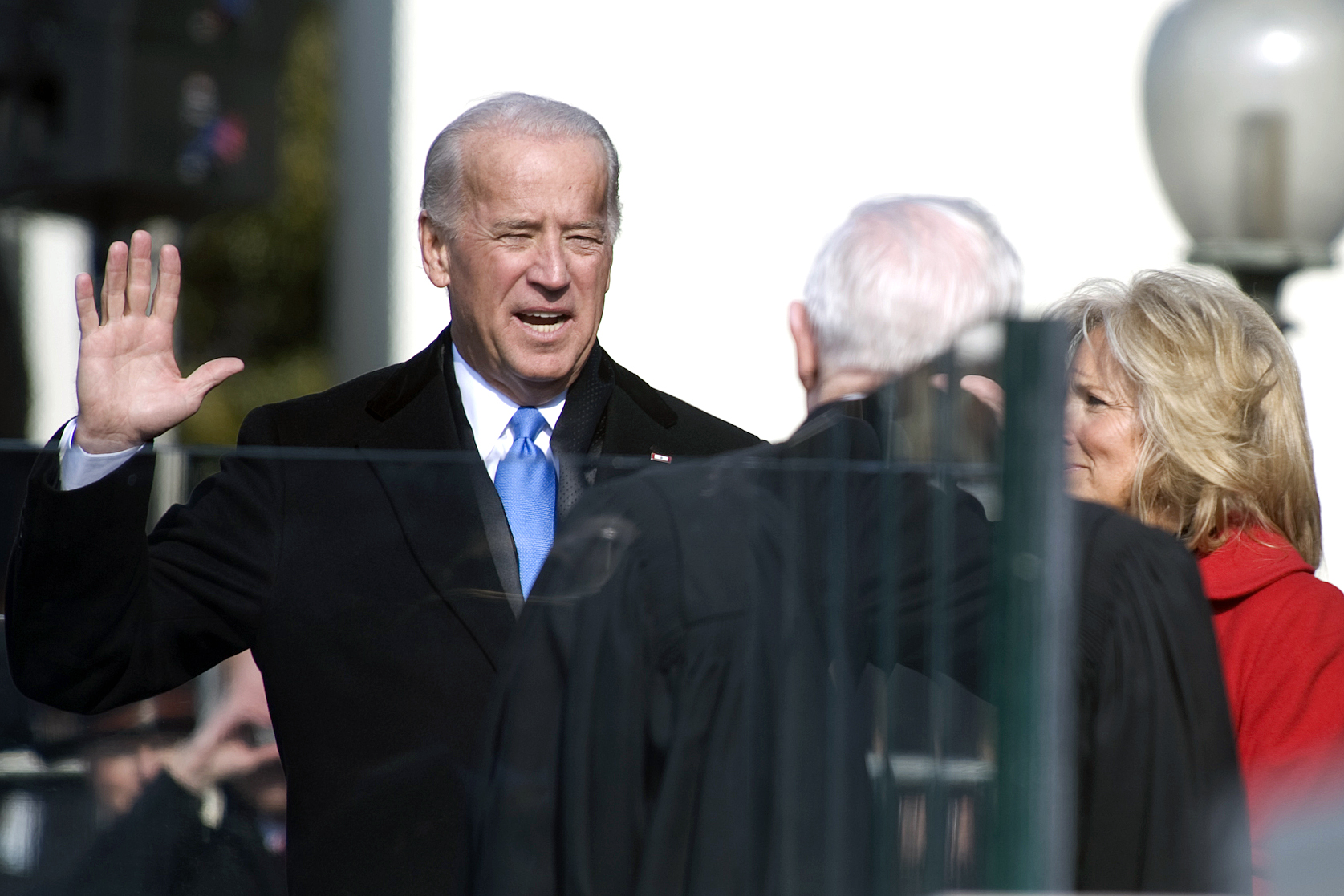
2009年1月20日、1期目の副大統領就任宣誓

2009年1月20日にバラク・オバマの大統領就任に伴い、自身も副大統領に正式に就任した。連邦議会議事堂（キャピトル・ヒル）で開催されたオバマの就任式には、セカンドレディとなった妻のジルと共に出席し、オバマに先立って、連邦最高裁判所判事ジョン・ポール・スティーブンスの立ち会いの下で就任宣誓を行った。最初のデラウェア州出身の副大統領、また最初のローマ・カトリックの副大統領となった。
又、自身のスタッフ選任も進め、首席補佐官には民主党のベテラン弁護士であるロン・クレインを、広報部長にはタイムのワシントンD.C.支局長であるジェイ・カーニーを任命した。
バイデンは、前任者であるディック・チェイニーが従来の副大統領とは異なり、政策決定や実務など大統領であるジョージ・W・ブッシュの政権運営にかなり深い部分まで関わっていたのに対して、「自らは（チェイニー前副大統領のように）大統領の政策決定などに深く関わることはしない」という旨を言及している。その一方で、「オバマ大統領が重大な決断を下す際には、その全てにおいてアドバイスや助言を行う」と述べた。

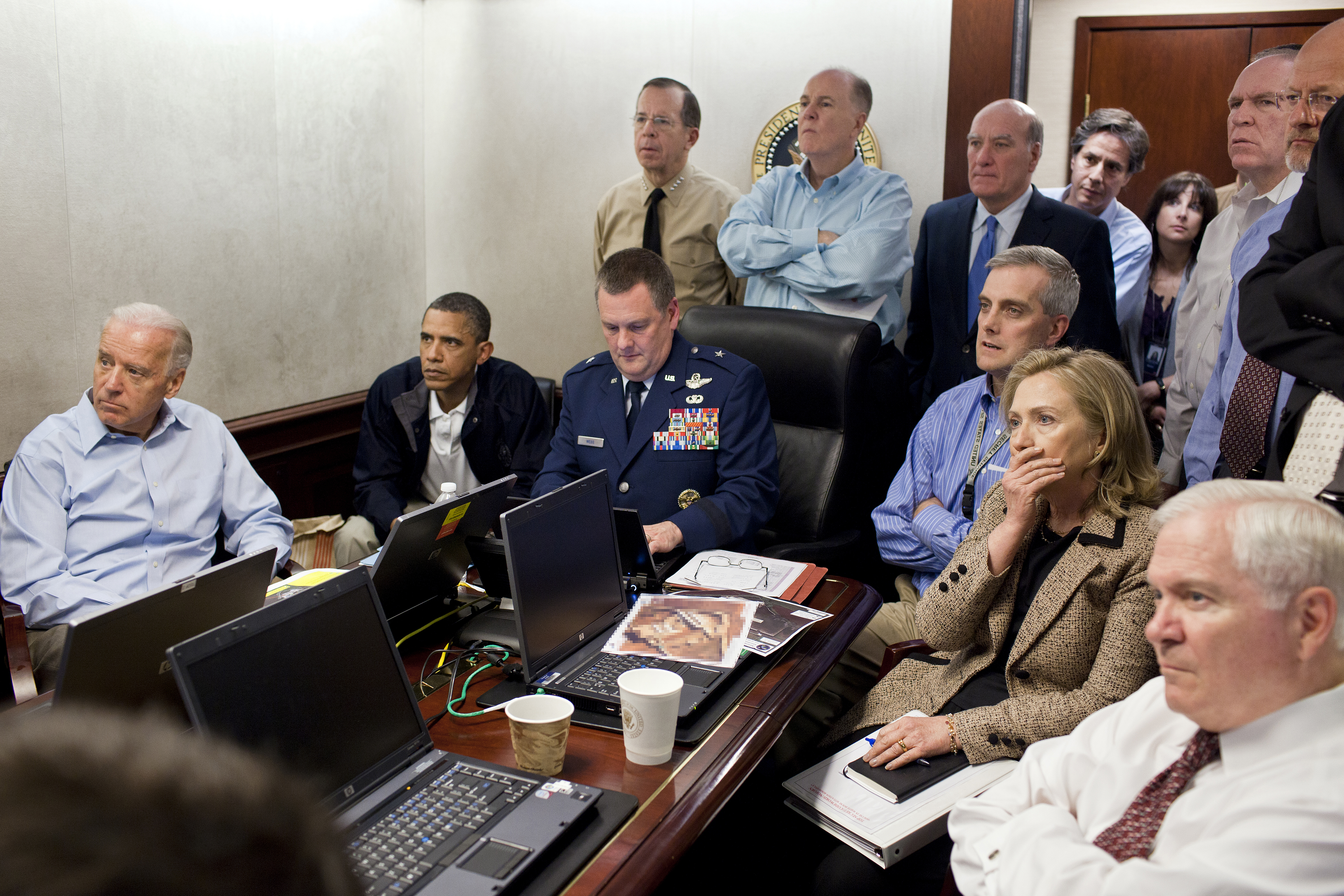
2011年5月1日、ホワイトハウス・シチュエーションルームでオバマやバイデン、ヒラリー・クリントン、ロバート・ゲーツら国家安全保障会議メンバーが米軍のビン・ラディン殺害作戦を見守る。後方に9年半後にバイデンが国務長官に指名することになるアントニー・ブリンケンの姿も見える

オバマ政権のメンバーによればバイデン副大統領の政権内での役割はあえて反対意見を述べることで、他の人に自分の立場を守らせようとすることにあったと証言する。ホワイトハウス首席補佐官ジェイ・カーニーはバイデンが集団思考に陥るのを防いだと評価している。バイデンの広報部長も「バイデンはシチュエーションルームの悪役を演じた」と表現している。オバマも「ジョーの一番いいところは、みんなが集まった時、みんなに考えること、自分の立場を守ること、あらゆる角度から物事を見ることを強要することにある。それは私にとって非常に大事だ」と述べている
2010年8月までにイラクにおけるアメリカ軍の役割を終わらせると宣言したオバマは、2008年6月にバイデンをイラクに関する責任者に任じ、以降バイデンは2カ月に一度はイラクを訪問するようになり、イラク政府にアメリカ政府のメッセージを伝える政府要人になった。2012年までバイデンは8回イラクを訪問したが、2011年にアメリカ軍がイラクから撤退するとバイデンのイラクへの関与も減った。
2010年6月11日には2010 FIFAワールドカップ南アフリカ大会のイングランド対アメリカの試合を観戦し、その後エジプト・ケニアを訪問した。
2010年11月の中間選挙に民主党が敗北すると長い議会生活で共和党議員ともコネクションがあるバイデンの役割がより重要になった。 新戦略兵器削減条約の上院通過を主導したのはバイデンだった。12月にもブッシュ減税の延長を含む共和党との妥協案をまとめた。
2011年のNATOのリビア軍事介入を支持した。ロシアとより緊密な経済関係を持つことに賛成し、ロシアのWTO加盟を支持した。いくつかの報告書によればバイデンは2011年5月2日に実行されたビン・ラディン殺害作戦に反対していたという。

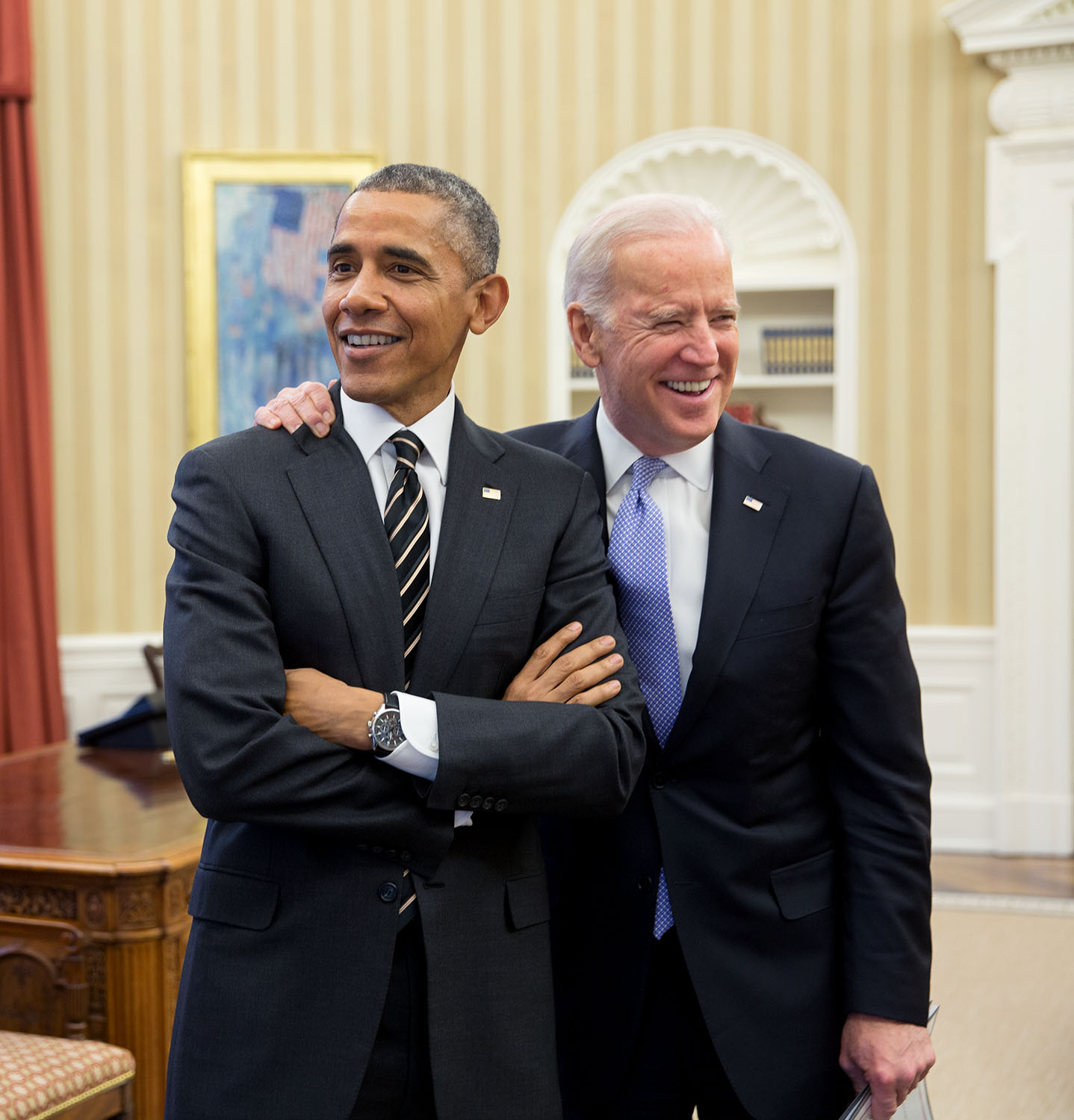
当時の大統領バラク・オバマと副大統領のバイデン（2015年2月9日、ホワイトハウス・大統領執務室にて）

オバマ政権の支持率低下傾向から、2012年11月の大統領選挙では副大統領候補をバイデンではなくヒラリー・クリントンに置き換えるべきだという声も上がっていたが、オバマは引き続きバイデンを副大統領候補にし再選された。
2012年12月のサンディフック小学校銃乱射事件を受けて設立した銃規制の強化を検討するための特別チームのトップになった。31日には共和党のミッチ・マコーネル上院院内総務との間で「財政の崖」を回避する合意を成立させた。
2014年3月にロシアがクリミア併合を強行するとオバマ政権はウクライナ政府を支持し、ウクライナ支援とロシア経済制裁を行った。バイデンも2015年12月にウクライナ議会でウクライナを支持する演説を行った。バイデンは南米の指導者にも顔が利き、副大統領在職中に16回も南米を訪問している。
2016年8月にはセルビアを訪問して大統領であるアレクサンダル・ヴチッチと会見し、コソボ紛争中の爆撃による民間犠牲者に哀悼の意を表した。コソボではコソボの裁判官や検察官の育成に貢献し、2015年5月に死去した息子であるボー・バイデンの功績が称えられてボーの名に因む高速道路が作られ、父であるジョー・バイデンが式典に出席した。
2016年アメリカ合衆国大統領選挙にはオバマは任期制限により出馬できないためにバイデンの出馬が取り沙汰され、勝手連（Draft）のPACも結成された。民主党候補者として有力視されていたのはヒラリー・クリントン前国務長官であったが、党内からは強力な対抗馬としてバイデンの立候補を強く期待する声も上がっていた。2015年9月11日の時点では出馬するか否かを決めていないと述べたが、意中の後継者がヒラリーであったオバマの意を受けた側近より立候補を断念するよう説得されていた。最終的には立候補を断念し10月21日に不出馬を表明したが、その数カ月前の5月に長男ボーを病気で亡くしていたことも判断に影響したとされている。オバマやジル夫人が見守る中、バイデンはホワイトハウスで行った出馬断念の記者会見で、党の指名を獲得するための時はもうないと無念の胸中を明かした。民主党予備選挙ではオバマともども当初いずれの候補への支持も表明せず、ヒラリーが指名を確実とした後の2016年6月9日に同候補への支持を表明。11月8日に行われた大統領選挙でヒラリーが共和党のドナルド・トランプに敗れると、バイデンは自分なら勝てていたはずだと周囲に漏らしていたという。
2017年1月12日、副大統領としての功労を讃えられ、大統領自由勲章を大統領であるオバマより受章した。受賞を事前に知らされていなかったバイデンは涙し、即興のスピーチを20分間行った。
バイデンは上院の議長決裁をしなかった副大統領でもあり、その期間が最長の副大統領でもある。

### 3度目の大統領選挙挑戦で当選

#### 出馬における経緯

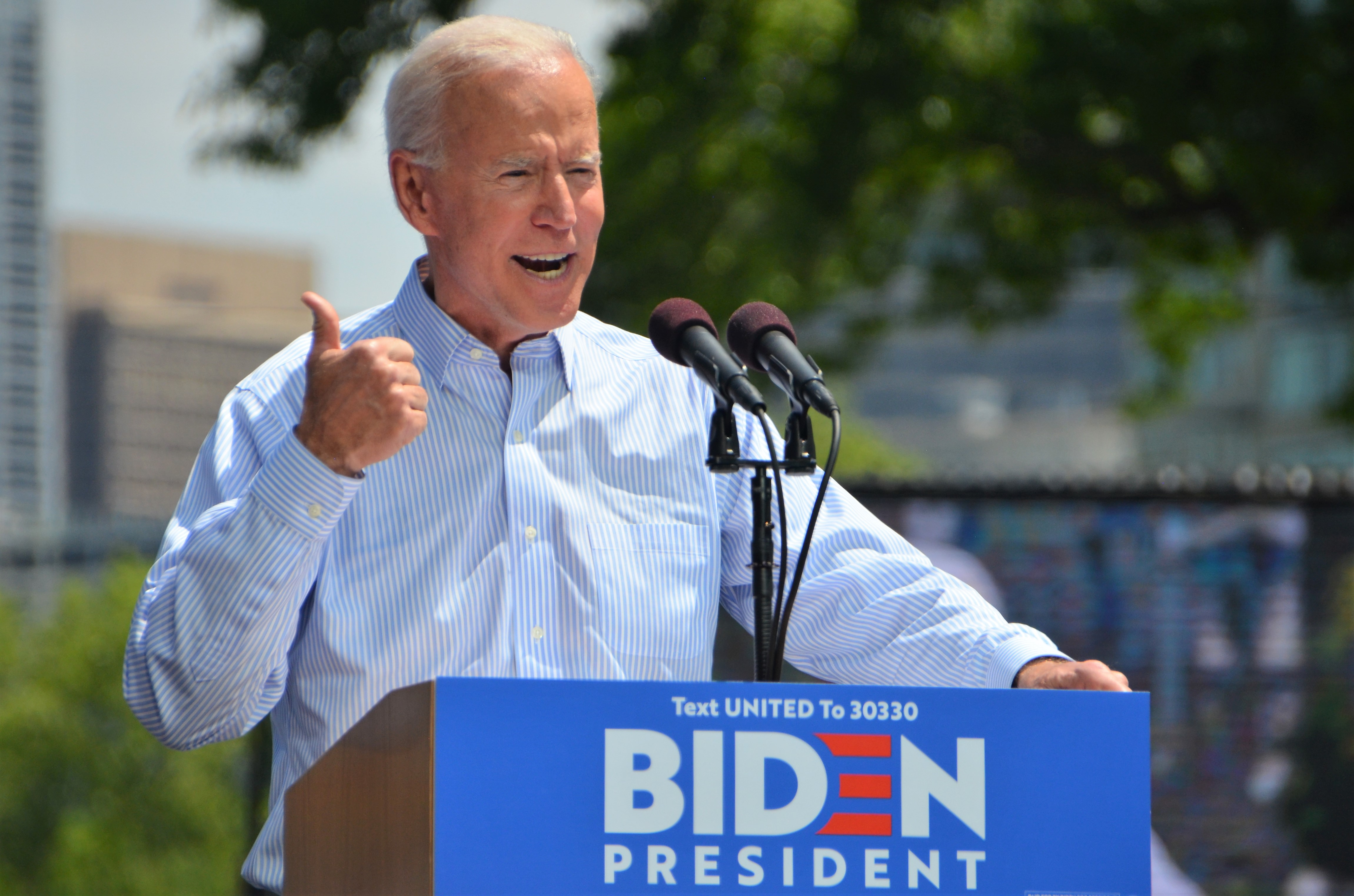
大統領選挙出陣式で演説するバイデン（2019年5月18日、フィラデルフィアにて。）

2017年6月1日、政治行動委員会（PAC）「米国の可能性（American Possibilities）」の設立を発表した。2020年アメリカ合衆国大統領選挙への出馬を検討している可能性があると報じられた。
2019年4月25日、2020年アメリカ合衆国大統領選挙へ出馬することを正式に公表した。
動画での声明では出馬の理由について、2017年8月にバージニア州シャーロッツビルで起きた極右集団とその反対派の衝突で女性が死亡した事件についてトランプが「どちらの側にも素晴らしい人々がいた」と述べて極右を非難しなかったことに言及したうえで「アメリカの大統領はこの言葉によって、憎悪を撒き散らす人々と、それに立ち向かう勇気ある人々を倫理的に同等に扱った」「この国の核となる価値や（中略）私たちの民主主義、アメリカをアメリカたらしめる全てが危険にさらされている」「歴史がこの4年を振り返ったとき、そこには異常さしか残っていないと思う。しかしトランプ氏が8年間ホワイトハウスに居座れば、トランプ氏はアメリカの本質や私たちの性質を永久に、根本的に変えてしまう。それを黙って眺めていることはできない」と述べた。

#### 党大統領候補指名争い

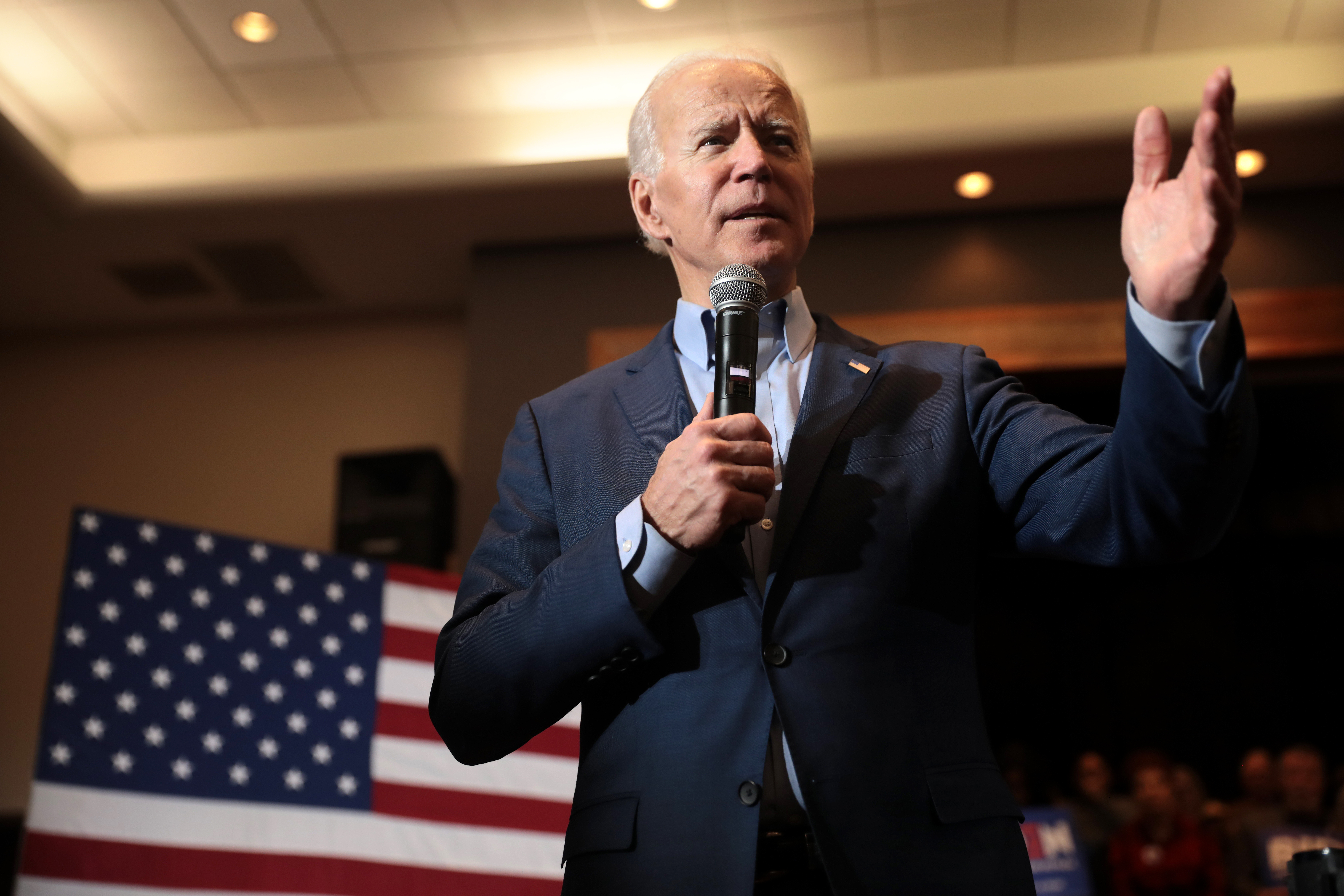
ネバダ州ヘンダーソンでの演説（2020年2月14日）

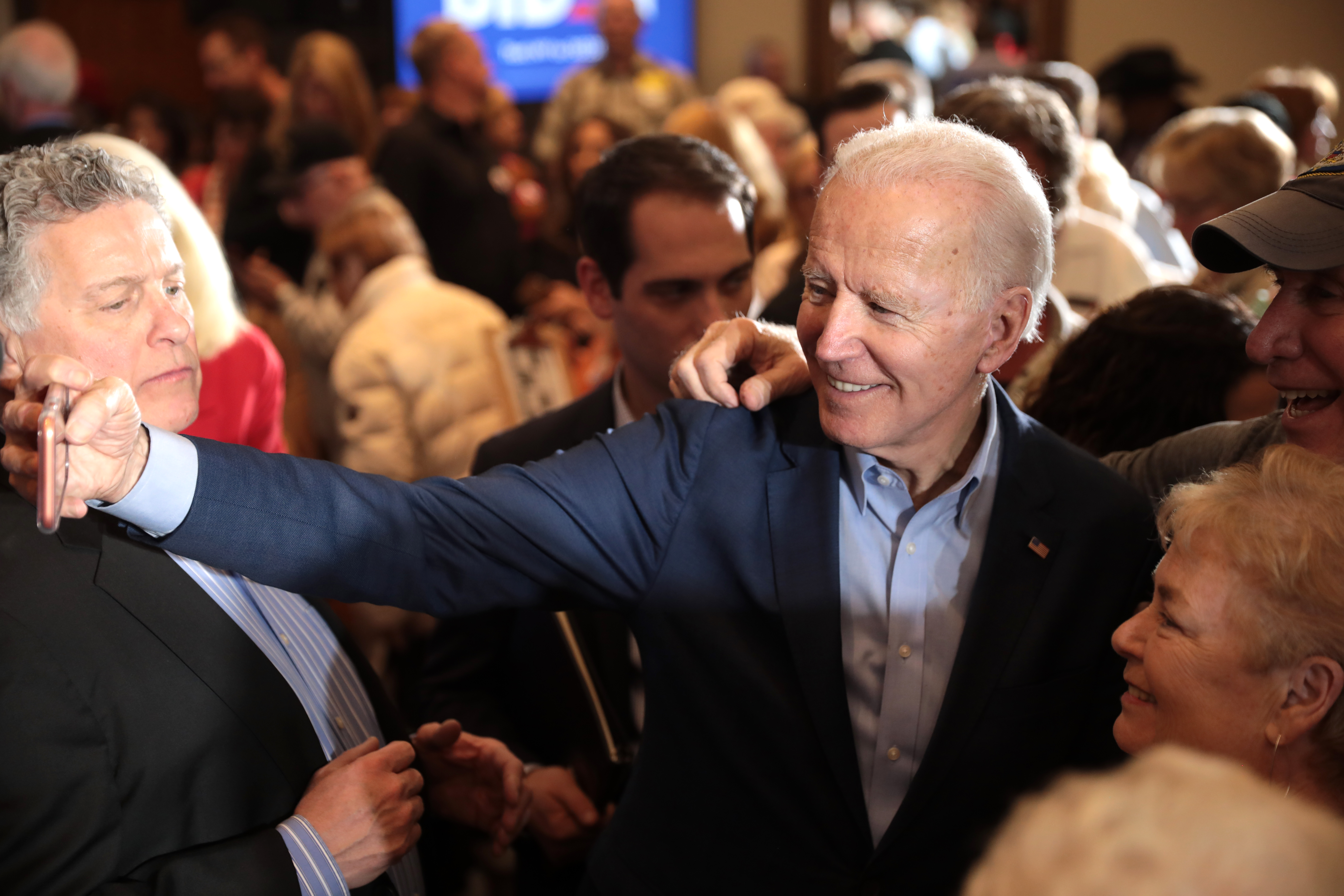
同集会で支持者と写真を撮るバイデン

2019年6月27日に行われた民主党候補者らによる討論会のバイデンのパフォーマンスは酷評されたが、8月にCNNが民主党および民主党寄りの登録有権者に対して行った候補者に対する調査では、29パーセントの支持を集めて首位に立った。しかし予備選挙・党員集会直前の2020年1月22日のCNNの世論調査では左派の候補バーニー・サンダースに支持率で抜かれた。
2月3日に民主党指名候補選びの初戦であるアイオワ州党員集会が開催された。翌日の暫定結果の発表では、中道派のピート・ブティジェッジが首位となり、バイデンは4位に沈んだ。続く2月11日のニューハンプシャー州の予備選挙もサンダースが首位となり、バイデンは5位だった。3戦目の2月22日のネバダ州の党員集会もサンダースが勝利し、バイデンは2位ながら大差を付けられた。勝利できなければ敗退濃厚とみられていた同月29日のサウスカロライナ州の予備選挙で4戦目にして初勝利を得た。
スーパーチューズデーの直前の3月1日にブティジェッジ、翌2日にはエイミー・クロブシャーがそれぞれ予備選挙戦から撤退することを表明し、いずれもバイデン支持を表明した。これにより民主党中道派はバイデンのもと結束して左派サンダースと対決する構図となった。そして3月3日に14州で行われた予備選挙・党員集会（スーパーチューズデー）において10州でサンダースに勝利、これにより獲得代議員数で首位に立つ候補となった。スーパーチューズデーの勝利で支持率も上昇し、サンダースを抜いて再び支持率首位に立った。3月4日にマイケル・ブルームバーグも撤退してバイデン支持を表明、3月5日にエリザベス・ウォーレンも撤退したが、彼女は誰を支持するか明言しなかった。
3月10日にミシガン州など6州の予備選挙・党員集会があり、4州で勝利したことでさらに優勢となった。3月17日のフロリダ州など3州の予備選挙でもバイデンが大勝、サンダースを更に引き離して指名獲得が濃厚となった。サンダースの岩盤層であったはずのリベラル層がサンダースから離れてバイデンに投票している傾向が確認できる。
3月19日に撤退表明したトゥルシー・ギャバードもバイデン支持を表明。最後まで残った対立候補のサンダースも4月8日に撤退を表明し、4月13日にバイデン支持を表明した。これによりバイデンが指名を確実にした。候補が決まったことを受けて、4月14日に前大統領バラク・オバマがバイデン支持を表明し、4月15日には態度を明らかにしてなかったウォーレンからも支持表明を受け、4月18日には前回候補ヒラリー・クリントンからも支持表明を受けて挙党体制を整えた。
5月25日にペンシルベニア州で黒人男性のジョージ・フロイドが白人警察官によって暴行死させられた事件をきっかけに始まった人種差別抗議運動のブラック・ライヴズ・マター（BLM）に連帯を表明。「暴動や略奪、放火は抗議ではない。違法行為だ」としてデモに乗じての暴力行為は支持しないことを明言しつつ、人種や党派分断をあおる発言を繰り返し、各地の抗議活動に対抗する武装した自身の支持者を糾弾しないトランプの姿勢が、衝突に拍車をかけていると批判した。
8月11日、黒人とインド系のハーフである非白人女性のカマラ・ハリスを副大統領候補に選んだことを発表した。BLM運動の高まりに配慮した人選と考えられている。
8月18日、民主党全国大会で正式に党大統領候補に指名され、20日に指名受諾演説を行い「名誉ある米大統領候補指名を謹んで受諾する」「団結すれば我々は米国の暗黒の季節を克服できる。克服しよう」と述べ、科学を重視し、国民の命と生活を守り、同盟国と協調し、独裁者と親密になったりせず、あらゆる人の尊厳と融和を重視すると強調した。また、トランプについて「この大統領は一切の責任をとらず、先頭に立とうとせず、何事も他人のせいにし、独裁者と仲良くして、憎悪と分断の炎をあおり続ける」と批判した。

#### 大統領選挙本選
大統領選挙戦中、バイデンはトランプ政権の新型コロナウイルスの感染対策遅れについて「ドナルド・トランプが米国を守ることに失敗し、アメリカを恐怖に陥れているというのが事実だ」と批判し、トランプ政権側の「コロナの最悪期はすぎた」という主張も否定した。また、バイデン陣営は車を乗り入れるドライブイン形式で集会を行い、参加者にはマスク着用を要請するというコロナ対応を行った。
公約として連邦最低賃金時給15ドル、グリーン･エネルギーへ2兆ドル投資、アメリカ製品購入促進に連邦予算4000億ドル拠出、オバマケア拡大、人種差別を是正する刑事司法改革（ただし左派が主張する警察予算削減には反対）、トランプ政権による富裕層や企業への減税措置の廃止、トランプ政権による移民規制政策の廃止、トランプ政権が離脱したパリ協定への復帰、トランプ外交の単独主義を廃して北大西洋条約機構（NATO）など同盟国との関係を強化し中国に対抗していく外交、学生ローンの返済免除や大学無償化、小学校以前の学習機会を全国民に提供などを上げた。また全米単位のマスク着用の義務化や、地方政府に資金や人材を支援して検査能力を引き上げて検査を拡大させる新型コロナ対策を訴え、感染症の専門家からは評価を受けた。
前回選挙での民主党の敗因として、当時の大統領候補ヒラリー・クリントンが左派を軽視しすぎたせいで左派の票が十分に得られなかったという分析があった為、公約をかなり左派に寄せたものになった。しかしそのために大統領選挙ではトランプから「バイデンは極左に乗っ取られた操り人形」、「社会主義者の『トロイの木馬』」と批判される材料となった。
9月29日の最初の大統領選挙討論会ではトランプが度々バイデンの持ち時間の最中に割り込んだため、次回からは候補者の１人が発言する際に相手側のマイクを一定時間切る措置が取られることになった。
10月22日にテネシー州ナッシュビルで開催された2度目の大統領選挙討論会では、前回と変わって両者の不規則発言は無くなり、新型コロナウイルス対策や北朝鮮問題、人種差別や気候変動対策など、様々な政策課題についてお互いが主張を展開し、批判し合った。人種差別問題ではトランプが「リンカーン元大統領を除けば私ほど黒人のために貢献した人物はいない」「私はこの部屋にいる人のなかで、最も非差別的な人間だ」と述べたのに対し、バイデンは「アメリカの歴史で最も人種差別主義者の大統領がここにいる」と攻撃した。

2020年大統領選挙本選の両候補の獲得州の図。数字は州に割り当てられた選挙人数。青がバイデン（獲得選挙人数306人）。赤がトランプ（同232人）

11月3日に大統領選挙の本選挙が実施され、11月7日午前に主要メディアは、バイデンが接戦州のラストベルト3州（ペンシルベニア州、ミシガン州、ウィスコンシン州）で勝利を確実とし、獲得が確実になった選挙人数が過半数に達したため当選確実になったと報道した。これを受けてバイデンは同日夜に勝利宣言を行い「私は分断するのではなく団結させる大統領になると誓います。赤と青に分かれた州ではなく、団結した州（合衆国）を見る大統領に、国民全員の信頼を勝ち取るために全身全霊で努力する大統領に」と決意を述べた。11月13日には全50州の勝者が判明し、バイデンはラストベルト三州のほか、共和党の地盤だったアリゾナ州とジョージア州でも勝利して306人の選挙人（トランプは232人）を獲得する見通しであると複数のメディアにより報じられた。
現職の大統領であるトランプは敗北を認めておらず、政権移行に協力しないよう各省庁に指示していたため、政権移行手続きが滞っていたが、手続きの遅れは国家安全保障に悪影響を与えるとの懸念が広がったため、11月23日に一般調達局が政権移行手続きを承認。バイデンは政権移行の準備のための政府資金の提供や機密情報アクセスなどを受けられるようになった。
2020年12月14日に全米50州とコロンビア特別区で選挙人による投票が実施された。誓約違反投票をした選挙人は出ず、過半数の306人の選挙人を確保しての次期大統領当選が確定した。
この結果を受けてバイデンは改めて演説を行い、トランプの選挙結果を覆そうという様々な試みにもかかわらず、民主制度は持ちこたえたとの認識を表明し「民主主義の炎はこの国ではるか昔に灯された。パンデミックや権力乱用もこの炎を消すことはできないことが分かった」「米国の魂のための闘いで民主主義が勝利した」と語った。そして「（トランプの時代から）ページをめくり、結束し癒やしを得る時が来た」「今回の選挙キャンペーンを通じて、私は全ての米国民の大統領になると述べた。私に投票した人々のためと全く同じように私に投票しなかった人々のためにも懸命に働く」と述べた。
2020年12月21日にはファイザーとビオンテックが開発したCOVID-19ワクチン（Tozinameran）の公開接種を受けた。
2021年1月6日から上下両院の合同会議が行われ、先の選挙人の投票結果が正式に確定される予定だったが、議会の開始直後、選挙結果を認めないトランプ支持者の一部が連邦議会に乱入、議会を占拠する事件が発生した。この暴動に対してバイデンは「われわれの民主主義がかつてない攻撃にさらされている」「連邦議会議事堂に突入し、窓ガラスを割り、オフィスと米上院の議場を占拠し、適法に選出された議員の安全を脅かした。 これは抗議デモではない、反乱だ」と述べた。
この騒ぎで議会が一時中断されたが、州兵が動員されて乱入したトランプ支持者たちが排除された後の6日夜に再開され、7日未明に選挙人投票の結果が承認されて正式にバイデンの当選が確定した。

### バイデン新政権への準備

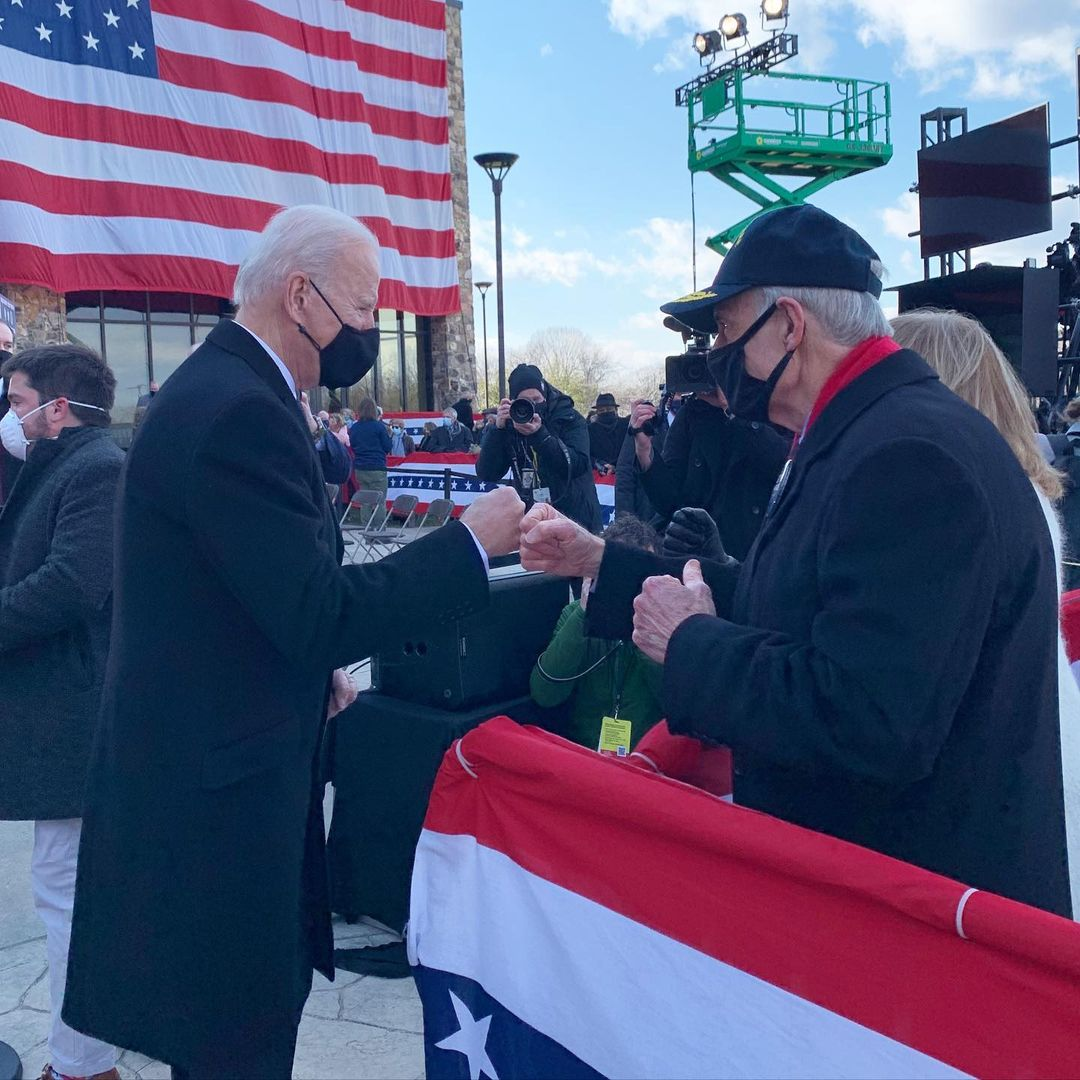
大統領就任の前日の2020年1月19日、グータッチするバイデン次期大統領とデラウェア州選出上院議員トム・カーパ―。地元デラウェア州ニューキャッスルの集会で

大統領選挙の当確報道が出た後からバイデン新政権の閣僚指名が順次行われている。国務長官にはオバマ政権下で国務副長官を務めたアントニー・ブリンケン、国防長官には黒人の元陸軍大将ロイド・オースティン、財務長官には連邦準備制度理事会（FRB）前議長ジャネット・イエレン、内務長官には先住民のニューメキシコ州下院議員デブ・ハーランド、司法長官にはかつてオバマ政権が上院共和党の反対で最高裁判事にするのに失敗したリベラル派の連邦高裁判事メリック・ガーランド、労働長官にはボストン市長マーティ・ウォルシュ、運輸長官には同性愛者（ゲイ）を公言する前サウスベンド市長で予備選挙を争った若手のピート・ブティジェッジ、国土安全保障長官にはヒスパニック系の元同省次官アレハンドロ・マヨルカス、保健福祉長官にはヒスパニック系のカリフォルニア州司法長官ハビエル・ベセラ、農務長官にはオバマ政権でも農務長官を務めたトマス・ジェイムズ・ヴィルサック、国家情報長官には元CIA副長官アヴリル・ヘインズ、通商代表には台湾系で下院歳入委員会法律顧問のキャサリン・タイが内定した。ただしこれらの閣僚ポストへの人事は上院の同意が必要である。
大統領首席補佐官には副大統領時代のバイデンの主席補佐官だったロン・クレイン、外交・安保の総合調整を担う国家安全保障担当大統領補佐官には、副大統領時代のバイデンの国家安全保障担当補佐官だったジェイク・サリバンが指名された。オバマ政権の国務長官だったジョン・フォーブズ・ケリーは気候変動問題担当大統領特使に指名された。またオバマ政権時代に国家安全保障担当大統領補佐官・国連大使を務めた黒人女性スーザン・ライスは国内政策チームのトップとなる。これらの人事には上院の承認は不要である。
バイデンは「（新政権は）アメリカを象徴するようなものにしたい」と発言しており、性別や人種など多様性の確保に配慮した人事と考えられている。上記人事が上院の承認を得られれば、ハーランドは先住民として初めての閣僚、ブティジェッジは同性愛者を公表している人物として初めての閣僚となる。
また当確直後の2020年11月9日に新政権で新型コロナウイルス対策を率いる新型コロナウイルス諮問委員会を創設したことを発表した。疫学者や免疫学者、生物兵器防衛専門家ら13人の専門家から成る。
2021年1月5日のジョージア州の上院議員選挙決選投票（2議席）は、上下両院で民主党が過半数を押さえて主導権を握れるか、あるいは「ねじれ議会」になるのか、1月20日から発足するバイデン新政権の今後を占う選挙として注目されていた。次期大統領バイデンも現職大統領トランプもジョージア州に入り、自らの党候補の応援演説を行った。バイデンは前日の4日にアトランタで演説し、トランプ政権の新型コロナウイルスワクチン配布が遅いとして「（新年は）ひどいスタートを切った」「大統領は問題に対処するより、泣き言や不満を言うことに多くの時間を割いている」と批判し、民主党候補なら国民向けの2000ドル現金給付が実現するよう取り組むと述べ「明日はアトランタ、ジョージア州、そして米国にとって新しい日となり得る」と訴えた。開票後の1月6日に2議席とも民主党候補（ラファエル・ワーノックとジョン・オソフ）に当確報道が出された。次期副大統領であるカマラ・ハリスの議長決裁を含めて民主党が上院の多数派を得た。民主党がホワイトハウスと上下両院をすべて掌握したのは2009年以来のことである。
1月8日、大統領就任式への欠席を表明したトランプについて「彼は国家の恥だ。来ないのは良いことだ」と述べて欠席を歓迎した。一方、マイク・ペンス副大統領については「（出席してもらえれば）名誉だ」と述べた。前大統領が新大統領の就任式に出席しないのは1869年以来152年ぶりのこととなる。連邦議会襲撃事件をめぐって反乱を扇動したとしてトランプの弾劾条項を含む訴追決議案が議会で進んでいることについては、「弾劾は議会が決めることだ」としつつ、「トランプ大統領は以前からこの職務にふさわしくなかった」と述べた。
大統領就任前日の1月19日に地元のデラウェア州ニューキャッスルにある亡き長男ボーの名に因んだ州兵本部で演説し「ボーがこの場にいないことだけが残念だ。大統領として息子を紹介できたのだが」と述べて涙を拭った。

## アメリカ合衆国大統領

### 2021年
2021年1月20日にワシントンの連邦議会前でカマラ・ハリスとともに大統領・副大統領就任式に臨み、第46代大統領に就任した。宣誓の後「アメリカをまたひとつにまとめて、立て直すため、全身全霊をかける」「私たちはまたしても、民主主義が貴重だと学ぶことになった。民主主義は壊れやすい。そして皆さん、今この時には、民主主義が打ち勝った」「恐怖ではなく希望の、分断ではなく団結の、暗闇ではなく光の、アメリカの物語を一緒に書いていきましょう」と演説した。
同日中に15の大統領令に署名。気候変動抑制に関するパリ協定への復帰、カナダからアメリカ中西部まで原油を運ぶ「キーストーンXLパイプライン」の建設認可取り消し、アラスカ州北東部の北極野生生物国家保護区での石油・ガス開発に向けたリース活動の停止措置、自動車の燃費基準やメタン排出規制の見直し検討の指示など、環境重視の政策への転換を示した。しかしアメリカ石油協会やアラスカ州州知事のマイク・ダンリービーからは批判の声が起きている。またWHOからの脱退の取り消し、連邦庁舎内でのマスク着用や社会的距離の確保の義務化、メキシコとの国境の壁建設に連邦資金を振り向ける根拠になっていた非常事態宣言の解除の命令も含まれる。翌1月21日には新型コロナウイルスの感染拡大を抑えるため、ワクチン供給加速などを目指す計10本の大統領令に署名した。

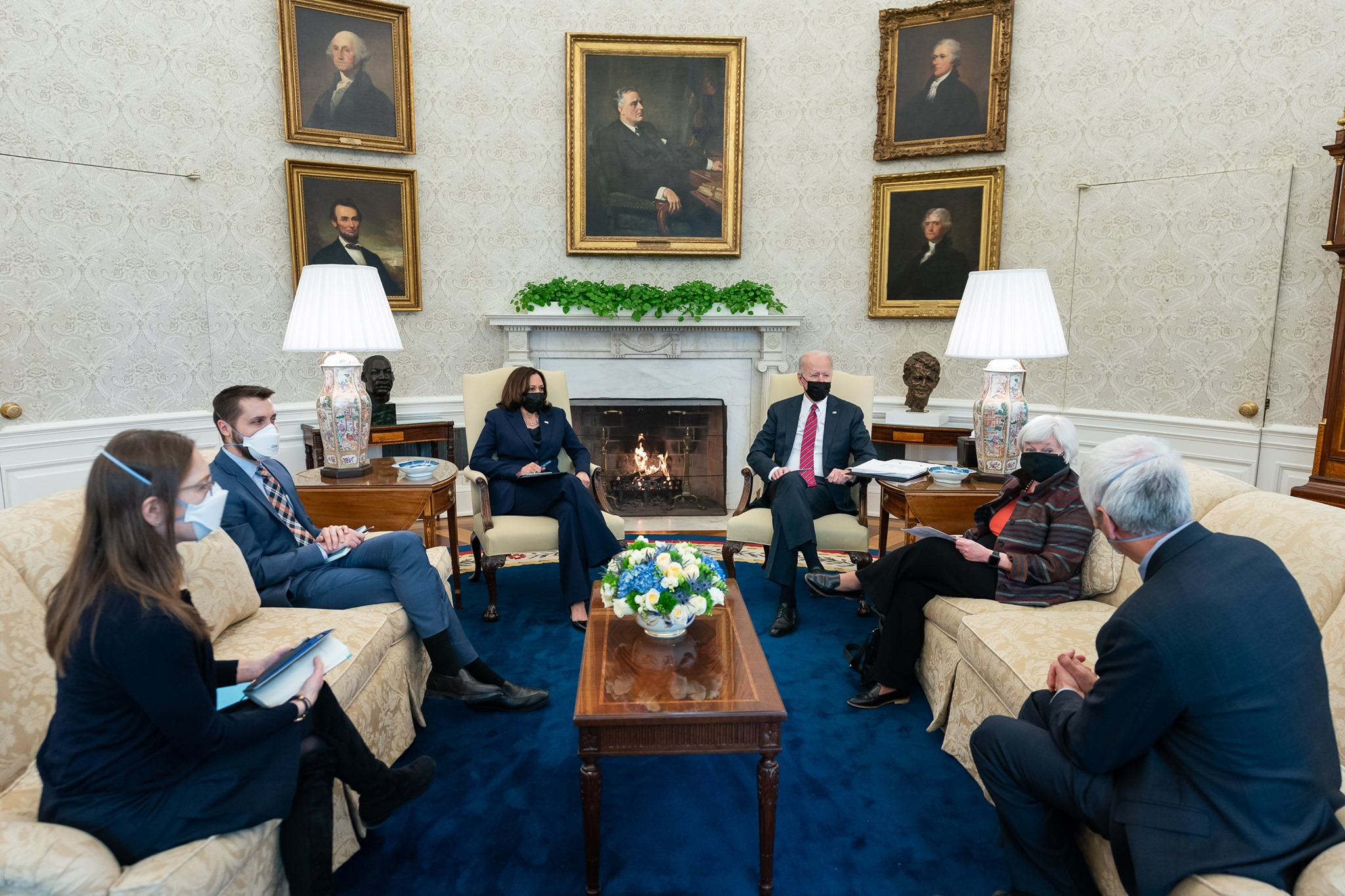
大統領執務室でジャネット・イエレン財務長官らと話すジョー・バイデン大統領とカマラ・ハリス副大統領（2021年1月29日）

1月22日までにホワイトハウス・大統領執務室の模様替えを行い、イギリスの首相ウィンストン・チャーチルの胸像を執務室から撤去させ、代わりにヒスパニック系の公民権運動指導者セザール・チャベス、マーチン・ルーサー・キング牧師、ケネディ大統領の弟で司法長官を務めたロバート・ケネディ、公民権運動家ローザ・パークス、フランクリン・ルーズベルト大統領の妻エレノア・ルーズベルトの胸像が置かれた。また暖炉の上の最も目立つ場所にはフランクリン・ルーズベルト第32代大統領の肖像画がかけられた（トランプ時代にはジョージ・ワシントン初代大統領の肖像画）。その両側には、トーマス・ジェファーソン第3代大統領と、当時ジェファーソン大統領と対立したアレクサンダー・ハミルトン財務長官の肖像画が並べられた。「共和制の枠内での意見の違いは民主主義にとって重要だという象徴」とバイデン政権は説明する。逆側にはジョージ・ワシントン初代大統領と、エイブラハム・リンカーン第16代大統領の肖像画が対になって飾られた。
1月25日には政府調達でアメリカ製品を優先する「バイ・アメリカン」法の運用を強化する大統領令に署名した。27日には公有地での石油や天然ガスの新たな掘削の禁止や、洋上風力発電を2030年までに倍増させるなど気候変動対策に関する一連の大統領令に署名した。「今日はホワイトハウスの気候変動の日だ」と述べ、気候変動危機に対する世界的な対応をアメリカが「リードしなければならない」と述べた。1月28日には「トランプ前政権によるダメージを修復する」として国民の医療保険加入拡大に向けた2種類の大統領令に署名した。またトランプ政権下で実施されたメディケイド（低所得者向け公的医療保険）の加入資格厳格化などの政策を見直すよう連邦政府機関に指示した。
3月11日に1兆9000億ドル規模の新型コロナウイルス追加経済対策法案に署名して成立させた。追加対策の柱となる現金給付について、ホワイトハウスの試算によれば約1億6000万世帯が給付の対象となる。
3月20日には公約に掲げていた100日以内の1億回のワクチン接種を約60日で達成した。
3月26日に就任後初めての正式な記者会見を行い、米中関係を「21世紀における民主主義と専制主義の闘い」と定義した。世界一の大国になろうという中国の野望は自分が大統領でいる限り、そうはさせないと表明した。南部国境でメキシコからアメリカへ入国しようとする子供が増え、当局の施設に留められている問題についてバイデン政権がトランプ前政権の政策を転換して、親などが同行していない子供に限り入国を認め始めたためではとの疑念に対しては、一時滞在の施設の確保を進めるなど対策を急ぐと釈明するとともに「トランプ政権のあまりにも非人道的な政策をやめたからといって謝罪はしない」と述べた。また年齢から1期で辞めるつもりなのではないかという噂について記者会見で否定し、2024年の出馬にも意欲を示した。
3月31日に「アメリカ雇用計画」と銘打って2兆2500億ドル規模のインフラ計画を発表した。バイデンはこの計画が成立すれば1900万人の雇用が生まれるとしている。またその財源の一つとしてトランプ前政権が35%から21%に引き下げていた連邦法人税を28%まで上げることを提案した。2017年にトランプ政権が実施した富裕層と大企業優遇の減税措置を撤回するものだとしているが、法人税増税には野党の共和党やワシントンの企業ロビイストの反発が強く、民主党穏健派からは25％への引き上げなら支持できるといった妥協案も出ている。
4月8日に製造番号が無く追跡が困難になっている「ゴースト銃」と呼ばれる自家製銃の規制などを目指す最初の銃規制政策を発表した。追加の規制政策も出す姿勢を示している。連邦議会では銃購入時の身元確認を厳格化する法案などが審議中だが、野党の共和党が反対しており、また与党の民主党内にも一部に慎重論がある。規制反対派から違憲として訴訟が起こされる可能性もある。
4月20日、ジョージ・フロイドを死亡させたとして殺人罪に問われていた元警官の裁判で有罪判決が出たことを受けて声明を出し、「フロイドさんは帰ってこないが、この評決はアメリカでの正義に向けた闘いの中で大きな前進となる可能性がある」「我々は真の改革のため、ここで立ち止まらず、今回のような悲劇が再び起こらないように、もっと努めなければならない。フロイドさんが最後に言った『息ができない』という言葉を忘れてはならない。いまこそ大きな変革のときだ」と述べ、人種差別解消や警察改革の必要性を訴えた。

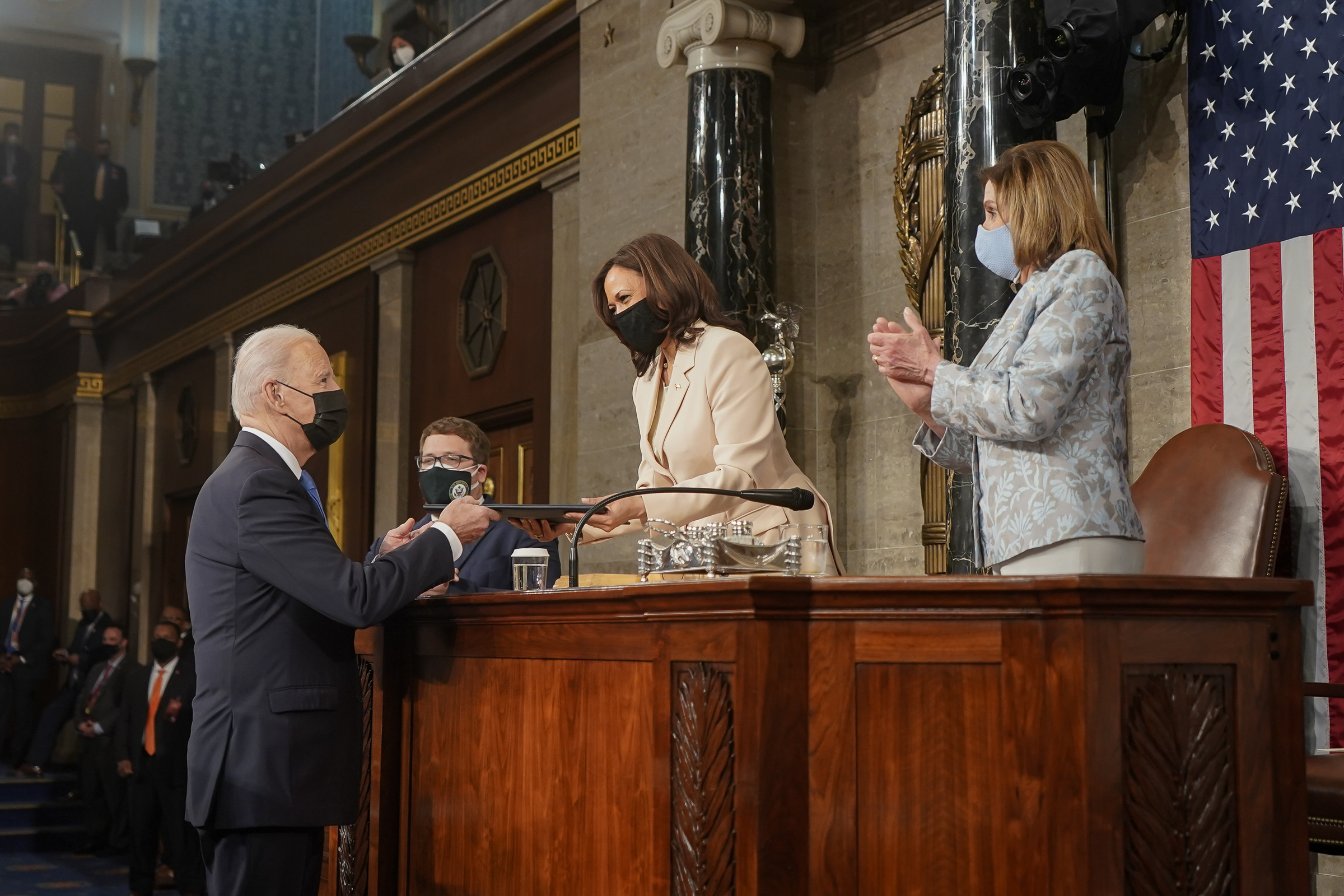
2021年4月28日上下両院合同会議での施政方針演説。上院議長（副大統領）カマラ・ハリスと下院議長ナンシー・ペロシと

4月28日に上下両院合同会議で施政方針演説を行った。
新型コロナ危機の中で政権を引き継いだが、100日にして危機から脱しつつあるとして「アメリカは再び動き出した」と宣言。また中国の習近平総書記については改めて「専制主義者」と定義し、「専制主義者の彼らは、民主主義は21世紀において専制主義に対抗できないと考えている」として、中国との競争に勝利するためにも国内融和や中間層復活につながる経済政策が必要と強調。民主主義の優位を示すためにも分断を乗り越えて結束することを国民に呼びかけた。「この国をつくったのはウォール街ではなく、中間層だ」として低中所得の労働者への支援姿勢を示した。先に発表した2兆ドル規模のインフラ計画に加え、児童教育無償化など、育児や教育支援を軸とした総額1.8兆ドル規模の追加経済対策を示した。財源には富裕層増税を主に充てるべきだとし、議会に予算措置を要求した。

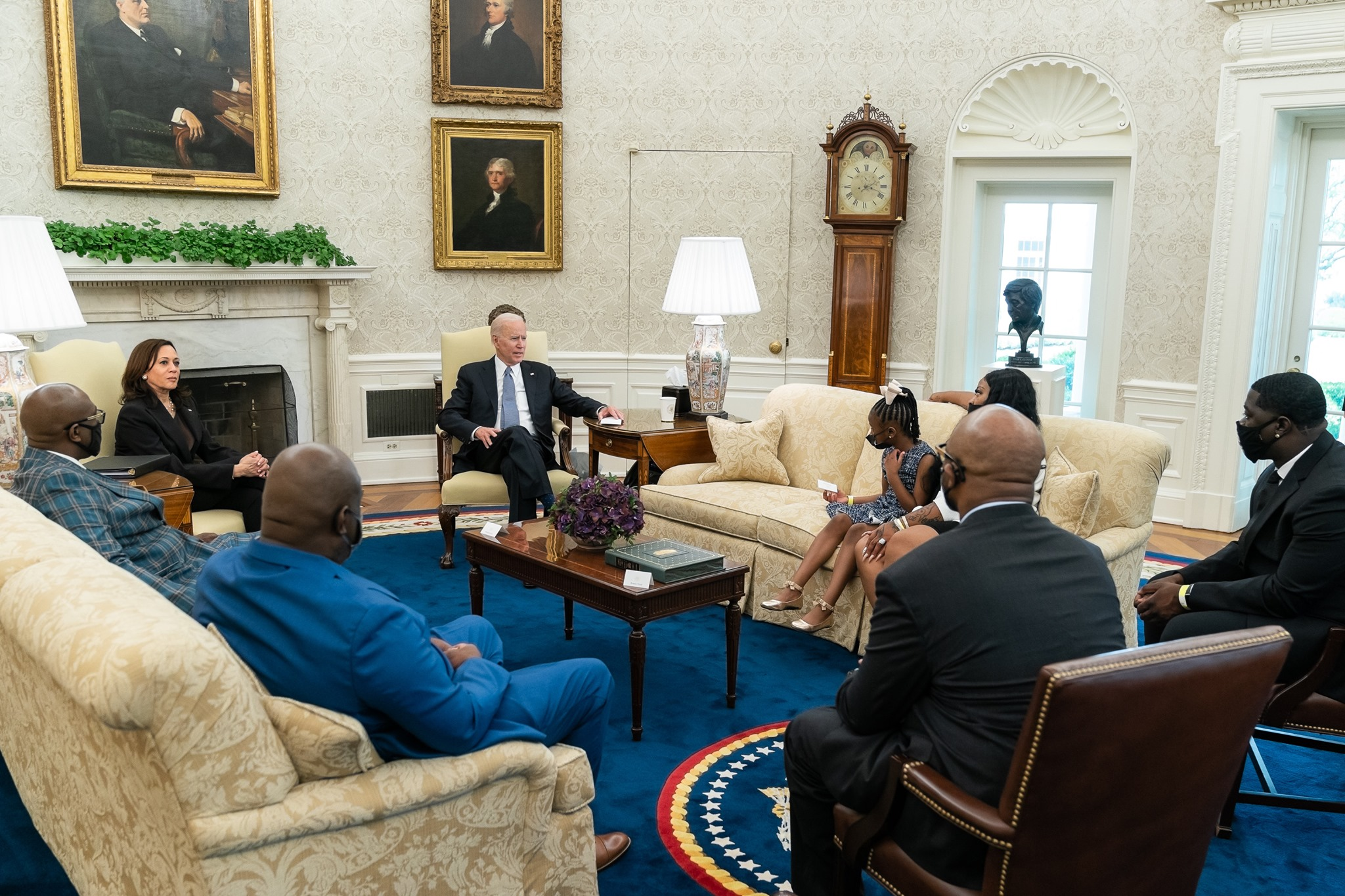
2021年5月25日、ジョージ・フロイドの家族と面会するバイデン大統領とハリス副大統領

5月25日、ジョージ・フロイドの家族らとホワイトハウスで面会し、「彼の殺害は1960年代の公民権運動以来の『抗議の夏』を生み出し、すべての人種と世代の人々を平和的に一つにした」とする声明を出した。4月の施政方針演説で「フロイドさんの命日までに、警察と市民の信頼関係の再構築や警察改革などを実現させたい」と述べていたが法案が成立していないことについては「法案の議会での議論は続いている。（最終的に署名する）私の机に早く法案を届けてくれることを願っている」と述べた。
6月19日にはテキサス州で奴隷解放宣言が読み上げられた1865年6月19日の「ジューンティーンス」を記念して6月19日を連邦祝日とする「ジューンティーンス独立記念日法案」に署名して成立させた。バイデンは「大統領になってまだ数カ月しかたっていないが、私にとってこれは、大統領としての最大の栄誉の一つとして語り継がれることになると思う」と述べた。
9月15日、新たな対中安全保障の枠組みとしてイギリス、オーストラリアと互いに軍事情報や技術を交換するAUKUSを創設した。
連邦予算のうち約5500億ドルを高速道路や道路・橋・都市の公共交通・旅客鉄道の整備、清潔な飲料水の提供、高速インターネット回線、電気自動車充電スポットなど全国的ネットワーク整備などに充てるアメリカインフラ投資法案を推進し、11月6日に下院で一部民主党議員の造反に遭いながらも一部共和党議員の賛成を得て可決に漕ぎつけた。アメリカの国内インフラ投資としては数十年来の規模となる。
12月9日と10日の2日間にかけて中国やロシアなど専制主義国家の覇権主義に対抗するため欧州主要国や日本・台湾など民主主義国111か国が招待されてのオンライン形式の国際会議「民主主義サミット」を主催。これに対して中国やロシアは「世界の分裂をあおるものだ」と批判している。サミットでは各国指導者が「権威主義に対する防衛」「汚職への対応と闘い」「人権の促進」という三つのテーマに基づくそれぞれの国内情勢について報告を行い、民主主義の促進を話し合った。バイデンは閉幕の演説で「専制主義国家は、世界中の人々の心の中で燃えさかる自由の炎を決して消すことは出来ない」と演説して締めくくった。またこのサミットに合わせてオーストラリア、デンマーク、ノルウェーと共同声明をだし、専制主義国家が反体制派の監視など人権侵害に利用しかねない技術の拡散を防ぐため、輸出管理の行動規範の作成で協力しあうことを確認した。またバイデンは民主主義サミットを来年も今度は対面形式で開催したいという意欲を表明した。
COVID-19パンデミックから立ち直る中で、世界中でインフレーションが発生したが、特に2021年以降の米国では顕著であった。米国労働省が12月10日に発表した11月の消費者物価指数（CPI）は前年同月比で6.8%。39年ぶりの高い数値を記録した。6カ月連続で5%を超え、インフレは一過性であると主張し続けていたジェローム・パウエルFRB議長でさえ、翻意した。様々な要因がある中で、バイデン政権にも責任があると考える有権者は多く、「バイデンフレーション」という造語もつくられた。具体的には、経済回復の進む3月に民主党のみで可決した米国救済計画法による多額の給付金が、中長期的には不人気なインフレをもたらしたと考えられている。その後もCPIは上がり続け、ついに3月には約3年ぶりの政策金利上げ（0.25%）が決定された。
12月12日と13日にアメリカ南部・中西部で発生し90人が死亡した大規模竜巻被害について「連邦政府としてできることは何でもする」として被災者の救援や復興支援に全力を挙げる考えを示した。12月15日には最も被害が大きい南部ケンタッキー州を訪問し、復旧にかかる当面の費用を連邦政府が全面的に負担する考えを示した。

### 2022年
2022年1月6日、トランプ支持者による連邦議会襲撃から1年の節目に声明を出し「議事堂を襲撃した者と襲撃を扇動した者は、アメリカの民主主義ののど元に短剣を突きつけた」「我々の歴史上初めて、選挙で敗れた大統領が暴徒の議会侵入によって平和的な権力の移行を妨げようとした」「1月6日を民主主義の終わりではなく、自由とフェアプレーの再興の始まりとする、米国史の新たな一章を書いていこう」と述べた。また米国や世界の多くの地域で、民主主義と独裁主義の戦いが繰り広げられているとして、米国の民主主義を守っていく誓いを立てた。
1月7日には同日に発表された失業率がコロナ前の水準である3％台まで改善したことに関して「私の経済計画が機能している」と述べて実績をアピールした。しかし、COVID-19や経済政策といった重要課題に対する評価は芳しくなく、1月の世論調査では支持率は41%に低下した。
アメリカのインテリジェンスはロシアのウクライナ侵略前から侵略計画を事前に掴んでいたとみられ、バイデンはロシアが侵略を予定している日時をリークし続けたが、ロシア側は「アメリカが煽っているだけ」として侵攻計画を否定し続けていた。しかし2月24日にはロシア大統領ウラジーミル・プーチンがウクライナ全面侵略を実際に開始した。これを受けてバイデンは声明を出し「この攻撃がもたらす死と破壊の責任はロシアだけにある」「米国と同盟国は団結し、断固とした方法で対応する。世界はロシアの責任を追及する」と非難した。

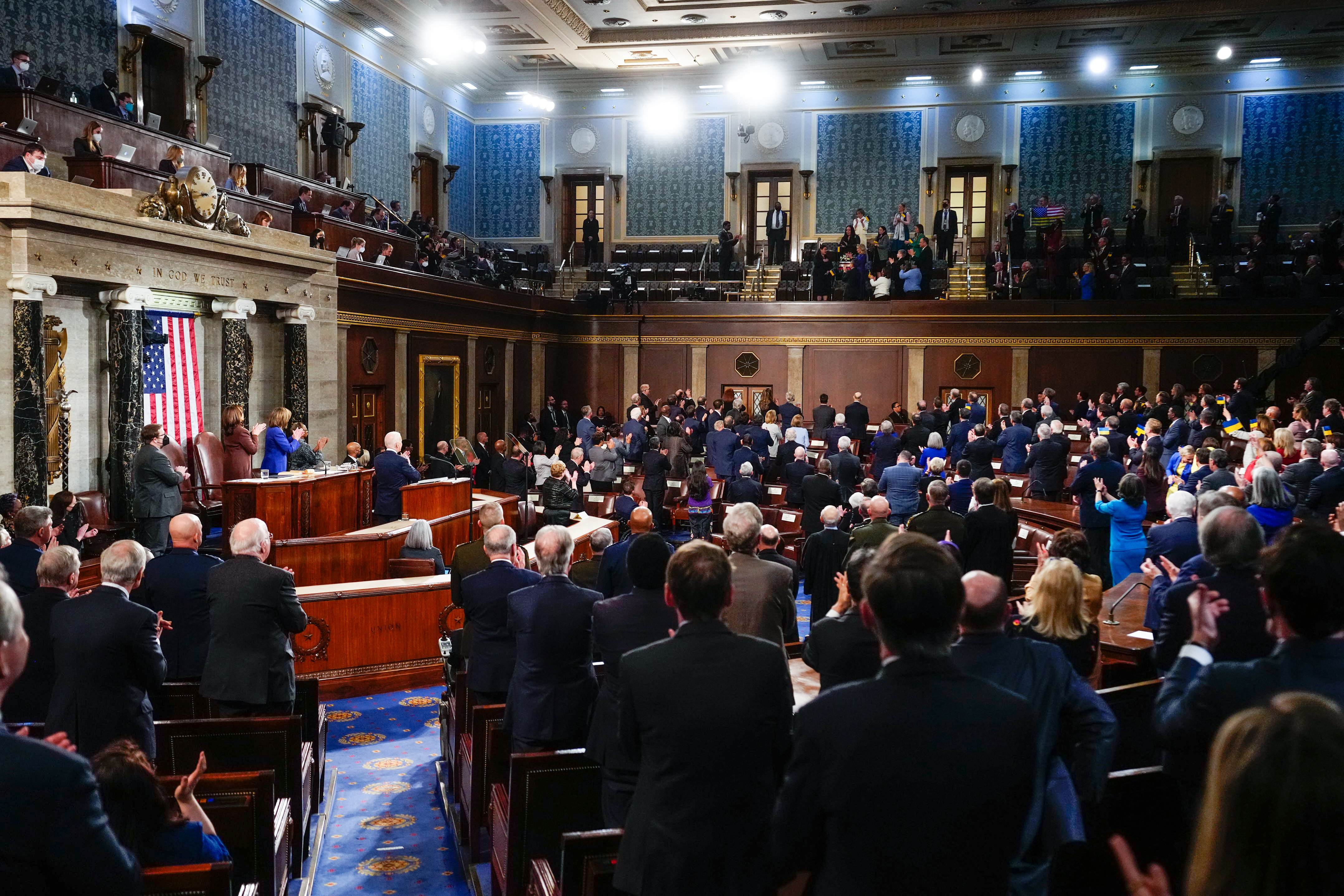
2022年3月2日の一般教書演説。ウクライナ大使に拍手を送るバイデン大統領と連邦議会議員ら

3月2日、駐米ウクライナ大使も隣席の中で上下両院合同会議で一般教書演説を行った。
プーチンには敬称を与えず呼び捨てで強く非難した。「ロシアのウラジーミル・プーチンは世界を彼の威嚇的なやり方に屈服させることができると考え、その基盤を揺るがそうとした。しかし彼はひどい誤算をした。彼はウクライナになだれ込むことができ、世界は言いなりになると思っていた。その代わりに、彼は想像もしなかった強固な壁に出くわした。ウクライナの人々だ。ゼレンスキー大統領からあらゆるウクライナ国民まで、彼らの大胆不敵さ、勇気、決意が世界を触発している。体を張って戦車を止める市民たち。学生から退職者、教諭まで誰もが母国を守る戦士となった。この戦いでは、ゼレンスキー氏が欧州議会への演説で語ったように『光が闇を打ち負かす』のだ。駐米ウクライナ大使が今夜、ここにいる。今夜、この議場にいる我々それぞれが、ウクライナと世界に明白なシグナルを送ろうではないか。」と宣言した。また「独裁者が侵略行為への代償を払わなければ、彼らはさらなる混乱を引き起こすという教訓を、歴史を通じてわれわれは学んできた。アメリカや世界への脅威は増大し続ける」としてプーチン・ロシアに制裁を加えることの重要性を訴え「同盟国とともに、ロシアをさらに孤立させ、経済を圧迫させる」と宣言した。そして「プーチンはかつてないほど世界から孤立している。この時代の歴史を振り返るとき、ウクライナに対するプーチンの戦争はロシアを弱体化させ、世界を強くしたと評価されるだろう」「民主主義と専制主義の闘いで民主主義国家は今まさに立ち上がりつつあり、世界は明らかに平和と安全の側を選んでいる。プーチンは自由主義社会の決意を弱めることは決してできない」と決意を述べた。しかし非同盟国のウクライナへの米軍派遣は改めて否定し、東欧に行っている派兵についてポーランドやルーマニア、バルト3国などのNATO同盟国をロシアの侵攻から守るために派兵していると説明した。この演説後の公共ラジオNPRとマリスト研究所の世論調査で支持率が前週の39%から47%に8ポイント上昇し、特にロシアに対する経済制裁への支持率は83%に達した。
G7諸国はじめ同盟国と一緒にSWIFTからのロシア排除やロシア中央銀行の資産凍結、最恵国待遇の取り消し、ロシア産原油、天然ガス、石炭などの輸入禁止、ロシア航空機の領空封鎖といったロシア制裁措置の強化とともにウクライナへの軍事援助や人道支援を進めている。特に3月16日にはウクライナやその近隣の東欧諸国を支援するための136億ドル規模の予算を盛り込んだ2022会計年度（21年10月から22年9月）の予算案に署名して成立させた。アメリカからウクライナに提供されたジャベリンやHIMARSなどの兵器がロシア軍に大きな打撃を与えている。
また「脱炭素」を掲げるバイデン政権はこれまで石油業界に冷淡だったが、ウクライナ危機による原油供給不安および価格高騰を背景に対場を変更。エネルギー長官ジェニファー・グランホルムは「我々は戦時体制にある」と宣言し業界にシェールオイル増産を呼び掛け推進するようになった。急速に米国の原油生産量が上がってきており、2022年12月の原油生産は2月と比較して日量100万バレル以上増える見通しとなった。ただし、その後6月までの生産量変化は従来と同じペースにすぎなかった。テキサス周辺地域のエネルギー会社へのアンケートでは、その理由として、将来的な脱炭素の世界合意による需要低下の懸念や投資家の姿勢があげられた。さらに、中東産油国に対しても、3月には電話で、7月には直接訪問して大幅増産の圧力をかけたが、OPEC+は原油相場の激しい値動きを「ファンダメンタルズでなく、進行中の地政学的な展開によるものだ」として、従来通りの小幅増産を維持した。
2022年4月1日の演説でインフレについてロシアのウクライナ侵略の影響で世界中でガソリンや食品の価格が上昇したとしたロシアに責任があると述べたが、政権による大型経済対策の影響で侵攻以前よりインフレ率が約40年ぶりの高水準だったため、野党共和党などから責任転嫁ではとの批判の声も起きた。12日発表のロイター／イプソスによる世論調査では支持率が45%から41%に低下した。
5月に22年ぶりとなる0.5%の利上げ、翌月には27年ぶりの0.75%利上げを決定した。しかし、6月のCPIは1981年以来の9.1%に達し、第1四半期の実質GDP成長率も-0.9%（速報値）とマイナスで、前期と異なり実質国内最終需要もマイナスだったため、リセッション（景気後退）のリスクが高まった。通常は2四半期連続で実質GDPが前期比マイナスとなった場合はリセッションと見なされるが､正式に認定するのは全米経済研究所（NBER）であり、イエレン財務長官は「米国の労働市場は非常に力強い。１カ月当たり40万人近くの雇用を創出している状況はリセッションではない」と述べてNBERがリセッション認定するとは考えていないとして否定した。
5月3日連邦最高裁が人工妊娠中絶の合憲性を認めた1973年の判決を覆す見通しであるという報道について「女性が中絶を選択する権利は基本的なもの」と1973年の判決を覆すことに反対を表明した。しかしこの声明について行政の司法への介入ではないかとの批判も起きた。さらに5月11日に「中絶の権利擁護法案」が連邦議会上院の採決で全共和党議員と民主党上院議員1名の反対によって、賛成49、反対51で否決された。これについてバイデンは「共和党議員は、米国民が自分の体と家族、生に関する最も個人的な決断をする権利の前に立ちはだかることを選んだ」と批判し「（女性が中絶を）選ぶ権利を守るため、有権者は11月の中間選挙でより多くのプロ・チョイス（中絶を選ぶ権利擁護派）の上院議員を選ぶ必要がある」と述べた。
6月19日のロイター／イプソス調査のバイデン大統領の支持率は5月の最低記録の36%に並んだ。しかし8月9日のロイター／イプソス調査の調査では40%に回復。

### 2024年
2024年5月の時点では、2024年アメリカ合衆国大統領選挙を戦うバイデンとトランプの支持率は拮抗状態にあったが、同6月末の大統領選挙討論会を契機に足元が揺らぎ始めた。討論会におけるバイデンは明らかに精彩を欠き、トランプの事実の裏付けがない主張や、明らかな虚偽に反論することができていないと評された。討論会終了後、バイデンはフランス訪問やG7サミットなど複数の外遊により疲労が溜まっていたと釈明したが、民主党内からもナンシー・ペロシら重鎮から選挙戦からの撤退論が噴出したほか、世論調査でもバイデンに対し「撤退すべきだ」と答えた人は回答者の67％に達した。また、同年7月にはウクライナのゼレンスキー大統領をプーチン大統領と言い間違える、さらにハリス副大統領をトランプ前大統領と言い間違える場面があり、高齢による健康不安説が浮上した。
7月21日、バイデンは大統領選挙からの撤退を表明した。再選を目指す現職大統領が選挙戦の途中で撤退するのは1968年のジョンソン大統領以来、56年ぶり。10月28日、バイデンは地元デラウェア州で大統領選の投票所に赴きハリスに投票した。ほろ苦い瞬間かとの質問を受けると「ただ甘い」と返答した。
12月1日、銃の不法購入・所持罪で有罪評決を受け、脱税罪などを認めた次男ハンターに対し恩赦を与えたと発表した。バイデンはこれまで、ハンターへの恩赦の可能性を繰り返し否定していたが、2025年1月のトランプ次期政権の発足を前に姿勢を一変させた。

### 2025年
1月20日朝、自身の大統領退任を直前に控え、国立アレルギー感染症研究所長を務め新型コロナウイルス対策でトランプと対立したアンソニー・ファウチや、マーク・ミリー前統合参謀本部議長、2021年の議会議事堂襲撃事件を追及した下院特別委員会のメンバー全員などに予防的恩赦を出すと発表した。さらに、大統領退任の数十分前には妹のヴァレリー・バイデンなど親族5人にも予防的な恩赦を出すと発表した。

## 人物
- 身長は182センチメートルである[249]。

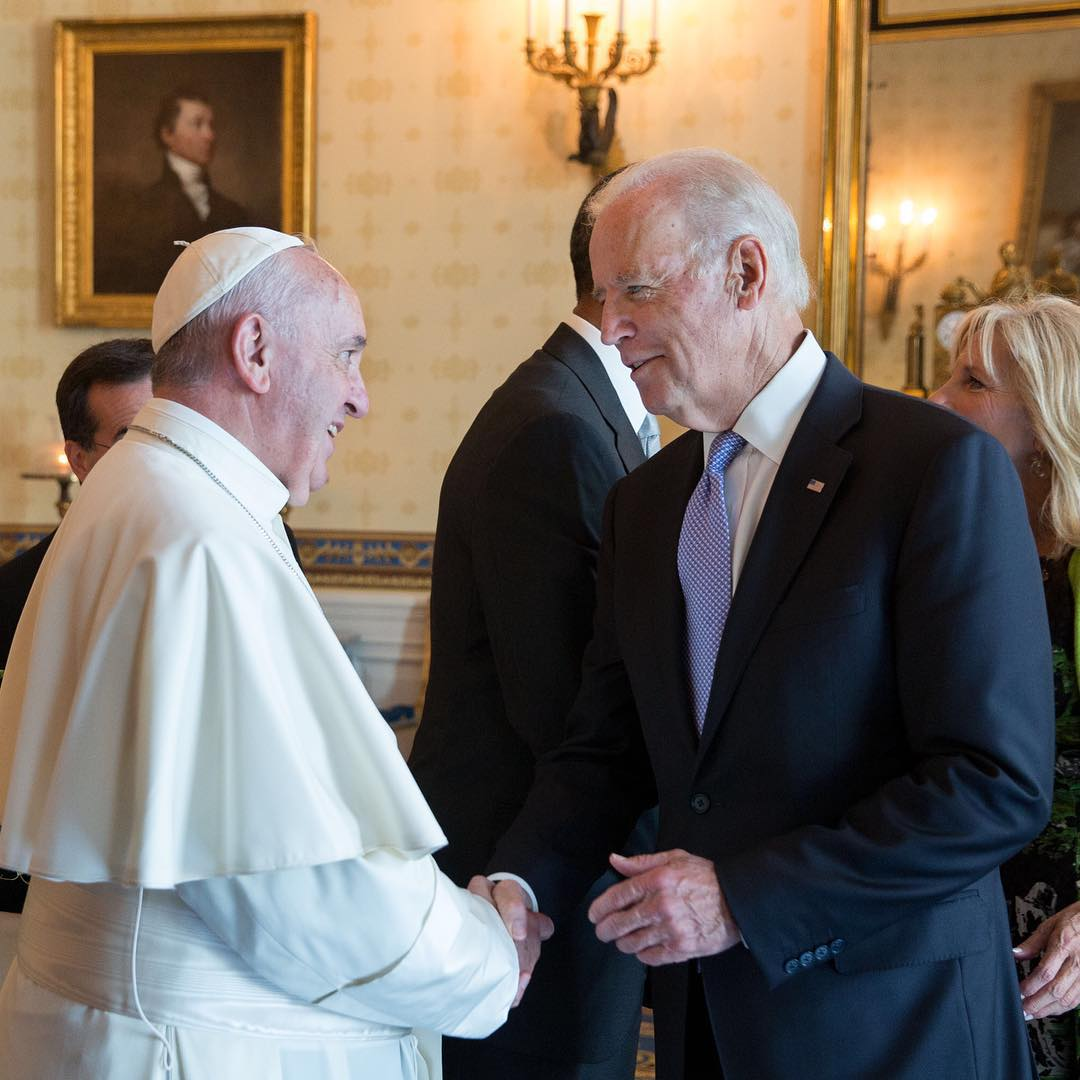
2015年9月23日、ホワイトハウス。ローマ教皇フランシスコと握手するバイデン副大統領

- 宗教はローマ・カトリック。家族も全員ローマ・カトリックの信者でありデラウェア州グレンヴィルのブランディワイン地区にある聖ジョセフ教会（英語版）のミサに定期的に出席している。2021年現在、カトリックの信者でアメリカ合衆国の大統領になった人物は、1961年就任のジョン・F・ケネディとバイデンの2人だけである[250]。
- 酒は全く飲まないと公言している。これは、彼の近親者にアルコール依存症が広まっているためであるという。ちなみに大統領選挙を戦ったドナルド・トランプも同じ理由により酒を全く飲まないことで知られる。
- その反面甘い物が大好きで、特にアイスクリームには目が無い[251]。ちなみに彼が最も好きなアイスの種類は、チョコレートチップ入りのアイスであるという。
- 子供のころには吃音症に悩まされ、高校時代には「ダッシュ（dash）」という綽名がつけられるほどだった（モールス信号の「トン・ツー・トン」の「ツー」に相当する英語。発話がモールス信号のように断続的に聞こえることをからかった綽名）[252]。しかし毎日鏡に向かって詩を朗読するなど特訓を重ねて発音を徹底的に矯正した[252]。現在でもときおり吃音症の症状がかすかに現れることがあるものの、周囲が気づくことは全くないという[252]。

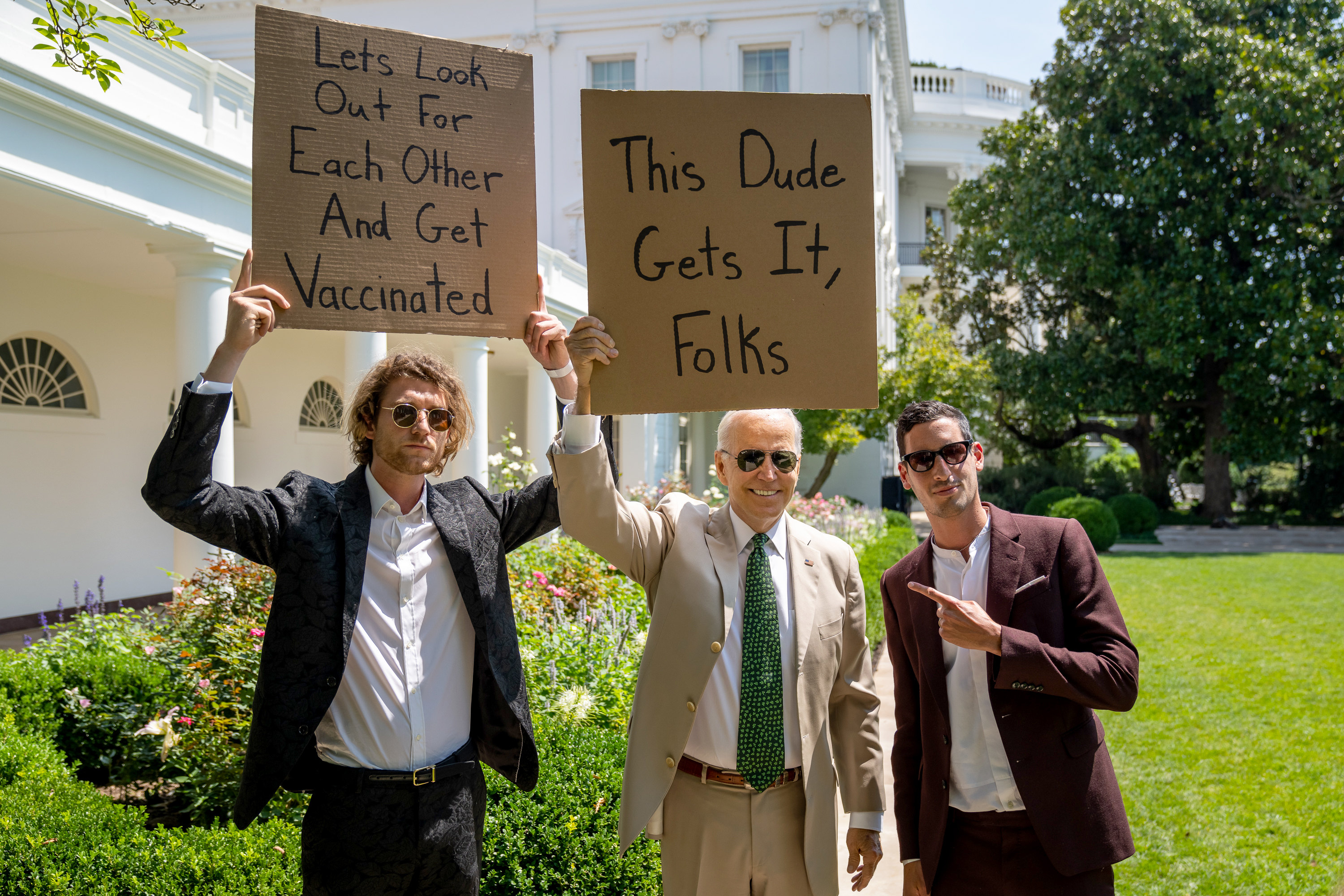
パイロット・サングラスをしたバイデン（中央。2021年8月6日ホワイトハウスでインスタグラムアカウント「@dudewithsign」のセス・フィリップス（Seth Phillips）と）

- 大学生時代からパイロット・サングラスを愛用しており[253]、パイロット・サングラスはバイデンのトレードマークになっている。2021年6月にスイスでロシア連邦大統領プーチンと最初の首脳会談を行った際にも米軍のパイロット・サングラスを贈呈している[254]。
- 毎年12月18日には、前述の自動車事故で他界した最初の妻ネイリアと長女ナオミを偲ぶため、一切の仕事をしない。
- 前述のような波瀾万丈の経歴から、「サバイバー」と呼ばれることもある。
- 副大統領に就任するにあたって、シークレットサービスからコード名（警護官などが警護任務中の無線通信の際に用いる通称）を割り当てられており、そのコード名は「セルティック」である。これは、「ケルト系の」という意味を持つ言葉であり、バイデンのアイルランド系移民の子孫、という出自に基づいたものである。
- フィラデルフィア・フィリーズのファンであり、民主党党員集会ではジミー・ロリンズから特製ユニフォームを手渡された[255]。
- 2010年3月23日、国民皆保険制度への道を開く医療保険改革法に当時大統領のオバマが署名した際、オバマと抱き合い、嬉しさのあまり「This is a big fucking deal!」（これは大したものだ!）と思わず発言した。「Fuck」は英語圏内では極めて下品な言葉であり、関係者は火消しに追われた[256]。
- 2匹のジャーマンシェパード・チャンプとメイジャーを飼っている。チャンプは2008年の大統領選挙が終わった後、妻のジルとの犬を選ぼうという約束で飼うことになった。メイジャーは2018年にデラウェア州の動物保護団体を通して、バイデン家に引き取られた[257]。この2匹の犬もホワイトハウスに入った。トランプ前大統領は100年ぶりのペットを飼ってない大統領だったので「ファーストペット」の伝統が復活する形となった。ジル・バイデン大統領夫人の報道官は、CNNテレビに対して「チャンプは暖炉のそばにある新しいベッドを楽しんでいて、メイジャーはサウスローン（南庭）を走り回るのが気に入っていた」と明らかにした[258]。
- 上院議員時代、副大統領時代からアムトラックを愛用しており、これで約8000回地元とワシントンを行き来したという。そのため「アムトラック・ジョー」の異名をとった[259]。2021年1月20日の大統領就任式にも地元デラウェア州ウィルミントンから首都ワシントンにアムトラックを使って移動する計画が検討されていたが、連邦議会議事堂の襲撃事件を受けて中止になった[260]。インフラ整備や環境保護など政策面においても鉄道への投資を進めている[259]。副大統領時代の2011年、アムトラックはウィルミントン駅をジョセフ・R・バイデン・ジュニア駅（英語版）に改称した[261]。
- 2022年1月24日のホワイトハウスでの会合後のFOXニュース・ホワイトハウス特派員ピーター・ドゥーシーからの「インフレは中間選挙で政治責任を問われる問題になると思うか」という質問に対してバイデンは無表情のまま「インフレは大きな資産になる。もっとインフレになれば。なんてばかな野郎だ（It's a great asset — more inflation. What a stupid son of a bitch.）」と呟き、その音声がマイクに拾われたため「記者に暴言」として問題となった。当該記者によれば上記のやり取りの1時間後には記者のところにバイデンから直接電話があり「悪気はなかった」と釈明の上、謝罪があったという[262]。
- 2023年3月、2月に行われた生体検査で基底細胞がんが見つかり、切除した[263]。職務に影響ないと言う。

## 日本との関係

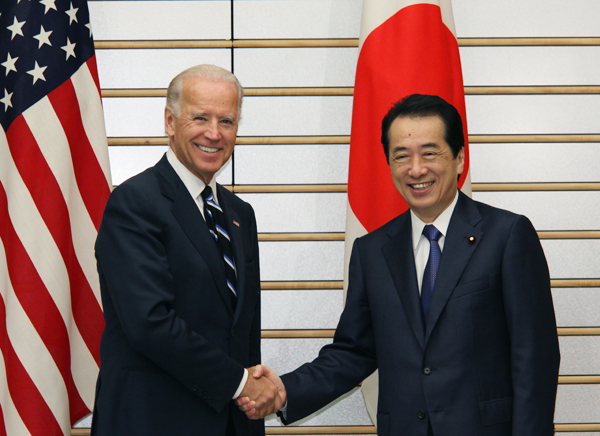
総理官邸で内閣総理大臣の菅直人と（2011年8月23日）

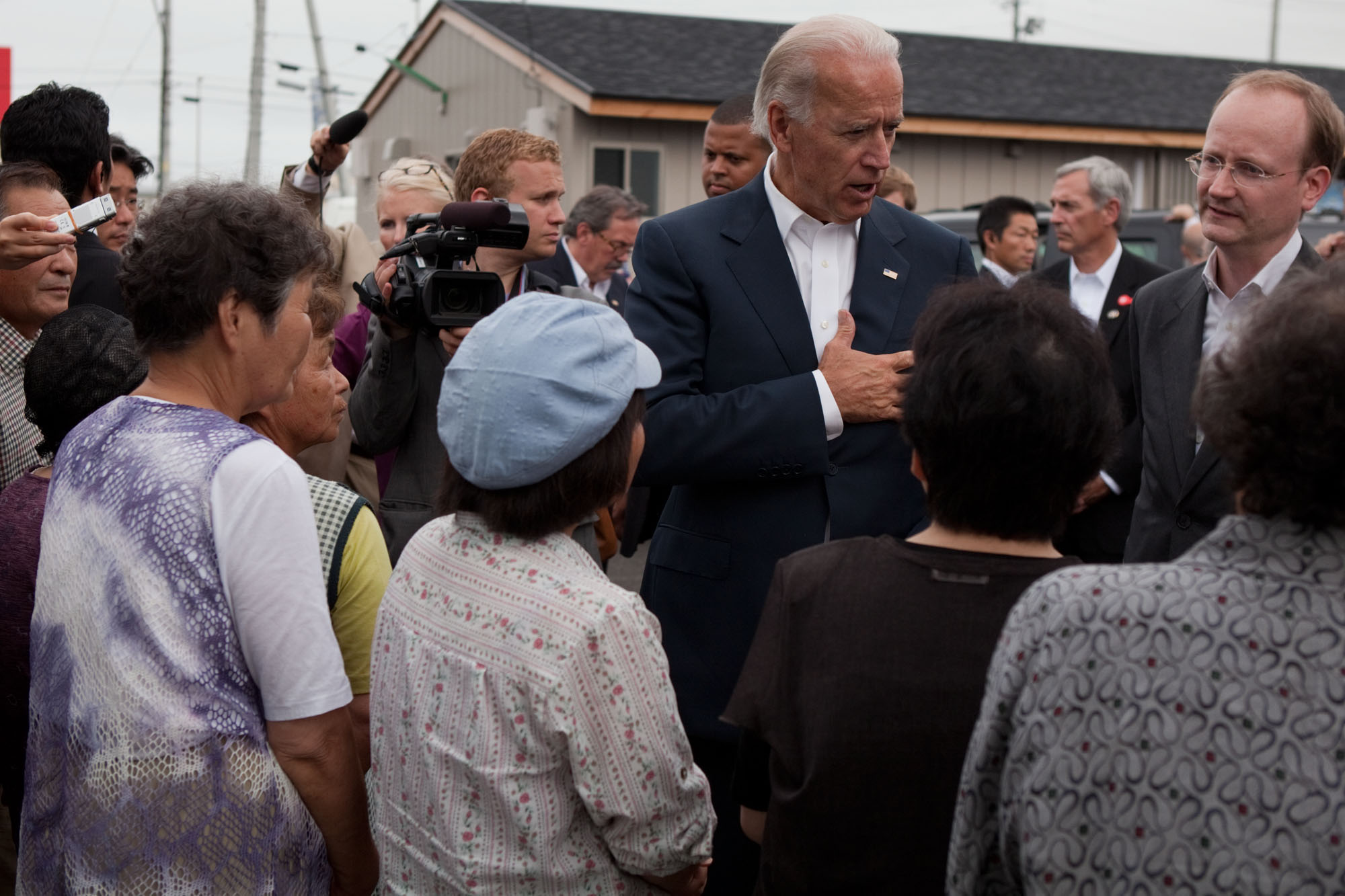
宮城県名取市の津波被災者たちと話をするバイデン（2011年8月23日）

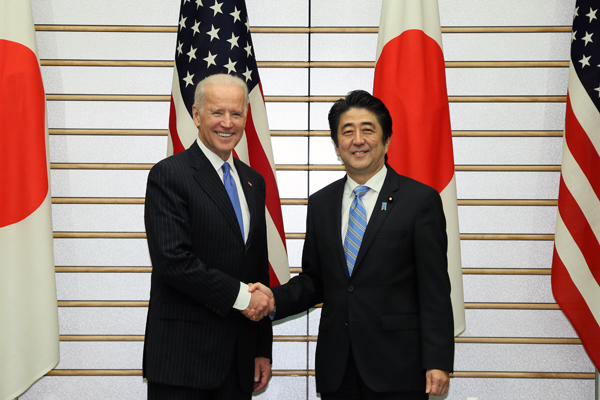
総理官邸で内閣総理大臣の安倍晋三と（2013年12月3日）

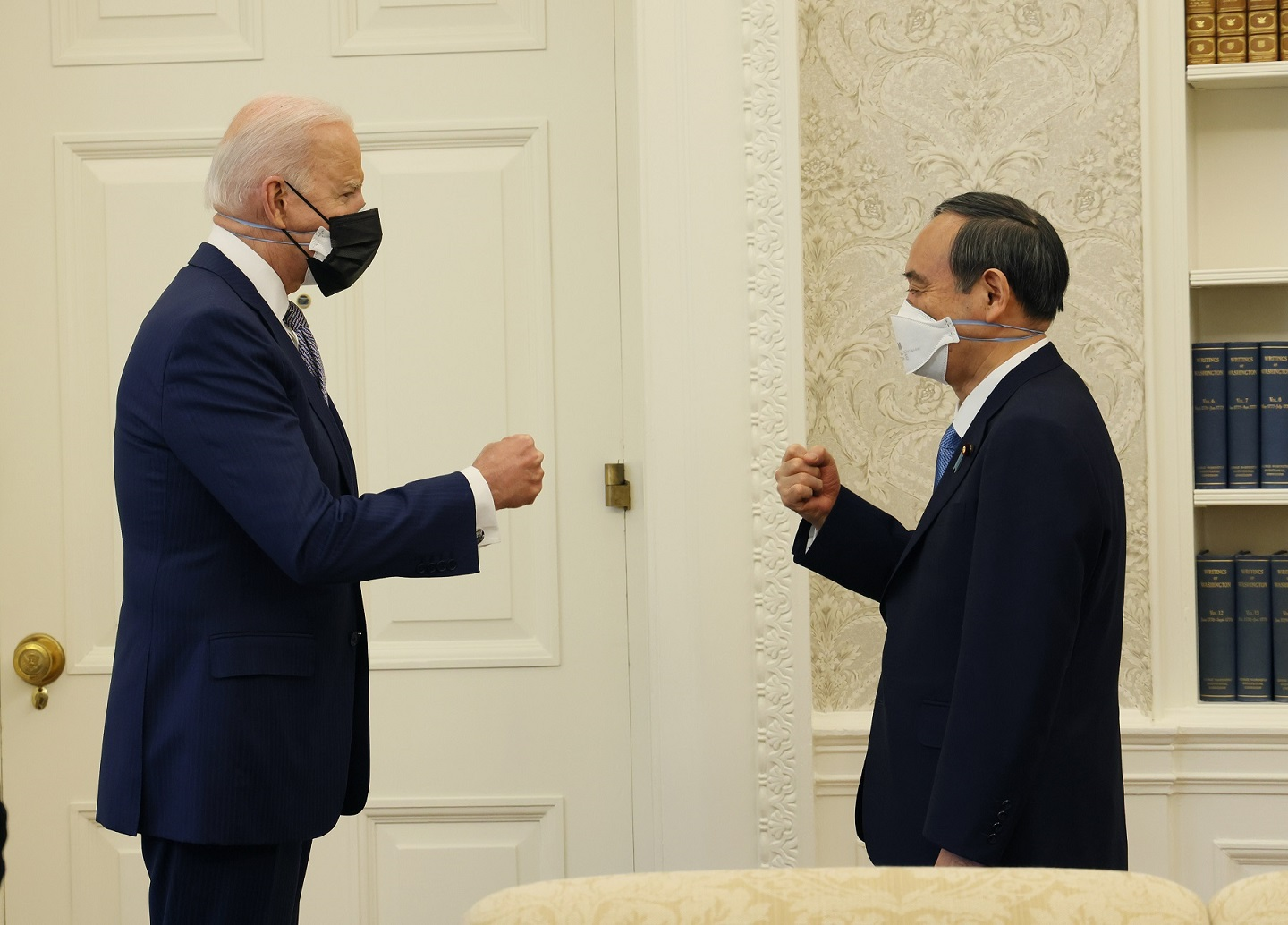
ホワイトハウスで内閣総理大臣の菅義偉と（2021年4月17日)

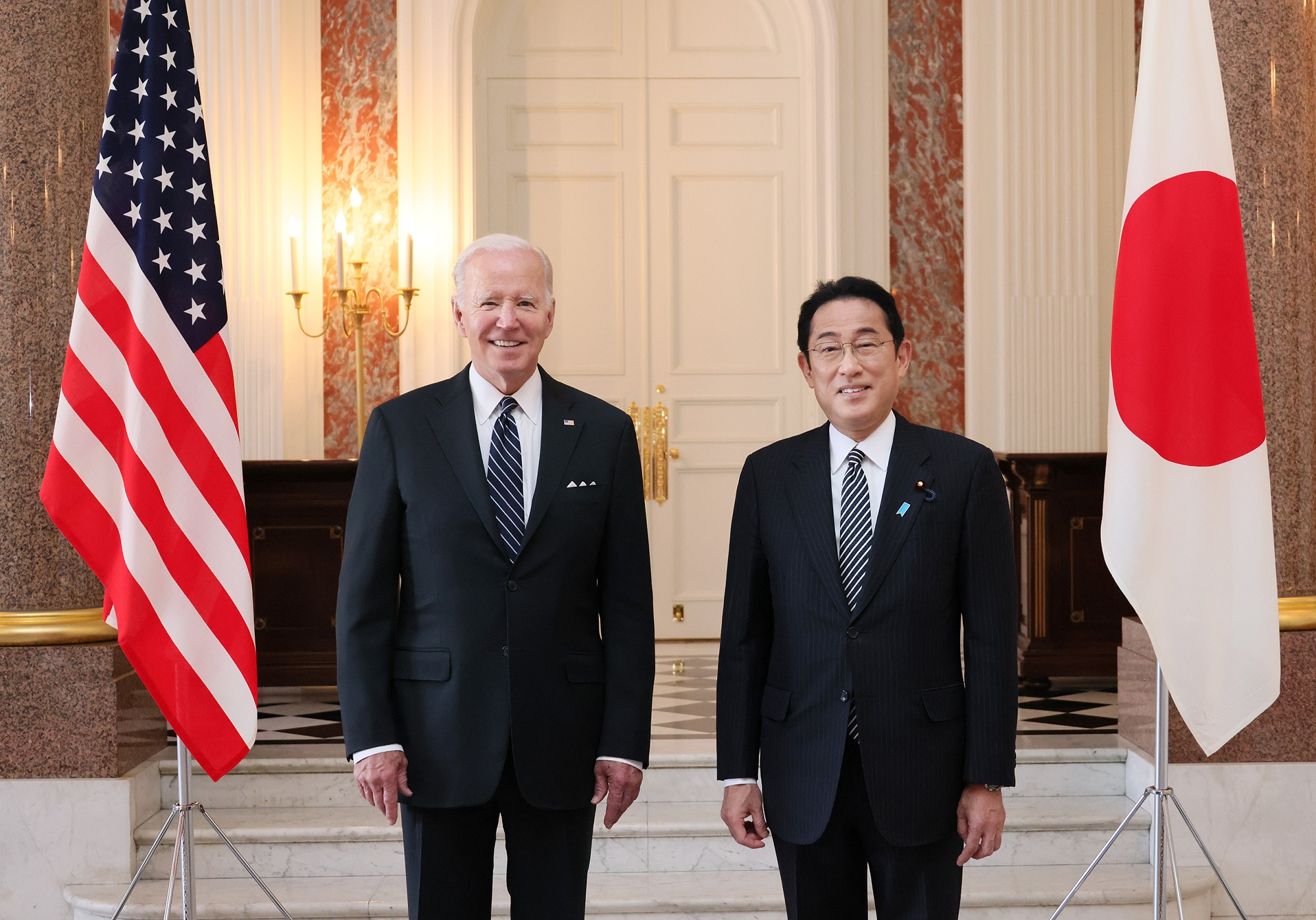
迎賓館赤坂離宮で内閣総理大臣の岸田文雄と（2022年5月23日）

- 2011年8月、副大統領として来日したバイデンは内閣総理大臣の菅直人と会談した[264]。また、東日本大震災の被災地である宮城県を訪問した。当時「トモダチ作戦」で在日米軍部隊が復旧に携わった仙台空港でバイデンを出迎えた宮城県知事村井嘉浩は2020年11月にバイデンが大統領選挙に当選した後「宮城と非常につながりのある方だ」「被災地に心を寄せていただいた。大統領になることは大変うれしい」というコメントを出した[265]。
- 2013年12月には再び副大統領として来日し、内閣総理大臣の安倍晋三と会談した。この際にこれまでアメリカ政府が控えめに警告してきた靖国神社参拝への懸念がバイデンから安倍に伝えられ、アメリカ政府は日本側への伝達が果たされたと認識していたところ、それから間も無い12月26日に安倍の靖国参拝が行われたため、これがアメリカ政府が異例の「心から失望」声明を出すことにつながったと見られている[266]。
- 2016年8月15日、同年の大統領選挙の民主党大統領候補だったヒラリー・クリントンの応援でペンシルベニア州で演説した際、当時日本などの核兵器保有容認論を展開していた共和党大統領候補ドナルド・トランプへの批判のために「（日本が）核保有国になり得ないとする日本国憲法を、私たちが書いたことを彼（トランプ）は知らないのか」と発言。アメリカ政府の要人によってアメリカによる日本国憲法の起草が強調されたのは異例である[267]。
- 2020年アメリカ合衆国大統領選挙戦中、バイデン陣営が任天堂のゲーム機「Nintendo Switch」向けのゲーム「あつまれ どうぶつの森」の中に「選挙本部」を設置した[268]。
- バイデンの大統領選挙当選後、熊本県山都町の町長の梅田穰（うめだ ゆたか）を音読みにすると「バイデン・ジョウ」と読めることから「日本のジョー・バイデン」と呼ばれて話題になった[269]。また山口県宇部市のバス停「上梅田」（かみうめだ）[270]と福島県須賀川市のバス停「上梅田」[271]も音読みで「ジョウバイデン」と読めることから話題になった。
- 東京都台東区の人形店久月の2021年（令和3年）の「期待びな」にはバイデンとハリスが選ばれ、マスクを持った二人のひな人形が作られた[272]。
- 2021年1月28日のバイデンと内閣総理大臣の菅義偉の日米首脳電話会談の際の申し合わせで、2人は「ヨシ（Yoshi）」「ジョー（Joe）」とファーストネームで呼び合うことになった[273]。2021年10月5日には後任の総理大臣岸田文雄と電話会談を行い、そこでも「ジョー」「フミオ」と呼び合うことが確認された[274]。日米首脳が互いにファーストネームで呼び合うのは、ロナルド・レーガンと中曽根康弘の「ロン（Ron）」「ヤス（Yasu）」から始まったとされる。
- 2021年2月19日、民主党の大統領フランクリン・ルーズベルトが1942年に署名した大統領令により、全米各地において行われた日系人の強制収容から79年を迎えたことを受けてコメントを発表し、バイデンは「こうした政策によって苦しんだ日系米国人への連邦政府の公式な謝罪を再確認する」と表明し、改めて謝罪すると共に、「米国史で最も恥ずべき時の一つ」との声明を出した[275]。過去にも、共和党のロナルド・レーガン、民主党のビル・クリントンといった歴代大統領がこの日系米国人の強制収容について公式にその誤りを認め、謝罪している。2022年3月18日には西部コロラド州にあった日系人強制収容所のアマチ強制収容所跡地を国定史跡とする法案に署名。これまで跡地の管理は日系人らの有志によって行われていたが、同法案の成立により今後は国立公園局が行う。米政府は「強制収容の歴史を伝える一助とする」としている[276]。
- 前内閣総理大臣の安倍晋三が2021年3月26日にツイッターで報告した内容によれば、アメリカの財団良心の訴え財団（英語版）から安倍が「世界の政治家」に選出されたことに対し、バイデンから「世界中における安倍氏の意義深い貢献、そして安倍氏自身による長年にわたる日米同盟のかじ取りに御礼申し上げる」という祝電を受けたという。安倍はバイデンから祝電を受けたことについて「改めて賞の重みを感じている」と投稿した[277]。
- 当時の内閣総理大臣菅義偉が2021年4月15日-18日の日程でアメリカ合衆国を訪問し、バイデン政権となって初めてホワイトハウスで迎える外国首脳となった[278]。また同年4月16日に発表された日米首脳共同声明「新たな時代における日米グローバル・パートナーシップ」の中で「台湾海峡の平和と安定の重要性を強調するとともに、両岸問題の平和的解決を促す」が明記された。日米首脳声明で台湾海峡が明記されるのは、1972年（昭和47年）9月の日中国交正常化前の1969年（昭和44年）11月の共同声明（佐藤栄作とリチャード・ニクソン）以来となる[279][280]。
- 真珠湾攻撃80年追悼式典で日本について「過去の敵は今では最も近い友人だ」と言及した[281]。
- 2022年5月22日、専用機で横田基地に到着し初来日した。内閣総理大臣岸田文雄との会談の他、クアッドやインド太平洋経済枠組み（IPEF）の立上げに関する首脳級会合に参加した[282]。

## 家族

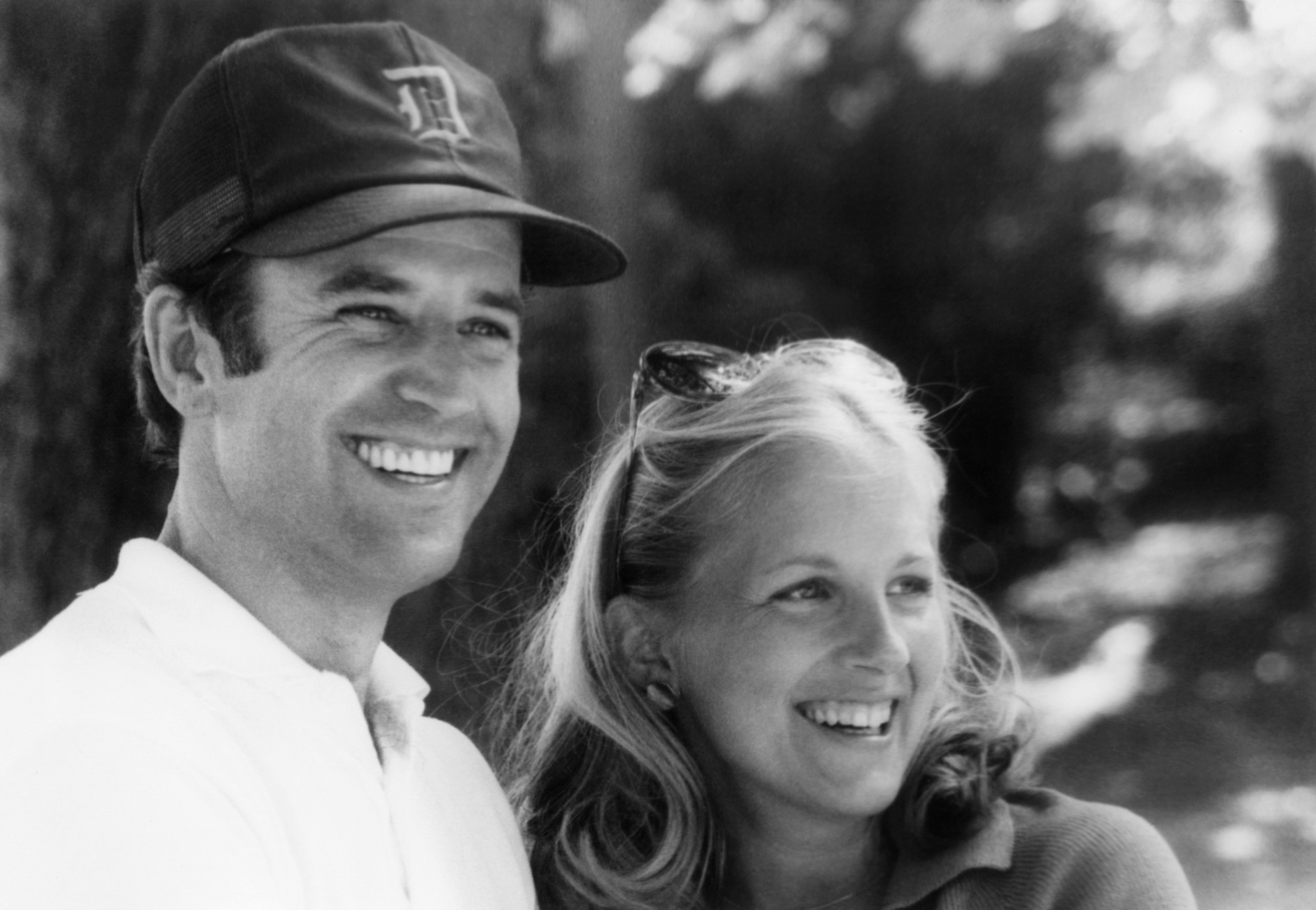
若いころのジョー・バイデンとジル・バイデン夫妻。

1942年11月にイングランド・フランス・アイルランド系の血を引く不動産業者ジョセフ・ロビネット・バイデン・シニアとアイルランド系の妻のキャサリン・ユージニア “ジーン”・バイデン（旧姓フィネガン）の間に誕生した4人兄弟の長男として誕生し、弟が2人と妹が1人がいる。また、最初の妻のネイリアとの間に2男1女、2番目の妻のジルとの間に1女をもうけている。彼の近親者は以下の通り。
- ジョセフ・ロビネット・バイデン・シニア：父（1915年11月 - 2002年9月）。
- キャスリーン・ユージニア “ジーン” フィネガン：母（1917年7月 - 2010年1月[283]）。
- ジェームズ・ブライアン・バイデン：弟。
- フランシス・W・バイデン：弟。
- ヴァレリー・バイデン・オーウェンズ：妹（1945年4月 - ）。
- ネイリア・ハンター：1966年8月に結婚した最初の妻。1972年12月に交通事故で死別した。
- ジョセフ・ロビネット “ボー” バイデン3世：長男（1969年2月 - 2015年5月）。デラウェア州の司法長官を務めた。脳腫瘍で死去した[284]。民主党員。
- ロバート・ハンター・バイデン：次男（1970年2月 - ）。ロビイングを手がける事務所オルデイカー・バイデン&ブレアLLPの共同設立者ならびにアムトラックの経営委員会の副議長を務める。
- ナオミ・クリスティーナ・バイデン：長女（1971年11月 - 1972年12月）。前述のようにネイリアと共に交通事故で死別した。
- ジル・トレイシー・ジェイコブス・バイデン：1977年6月に結婚した2番目の妻。セカンドレディ（2009年1月 - 2017年1月）、ファーストレディ（2021年1月-現在）。
- アシュリー・ブレイザー・バイデン：次女（1981年6月 - ）。現在はソーシャルワーカーとして勤務している。

2025年1月8日には次男ハンターに初孫となる男児が誕生したため、ジョー・バイデンにとっては初の曾孫となった。現職のアメリカ合衆国大統領が曽祖父になるのは史上初の出来事であった。

### 先祖

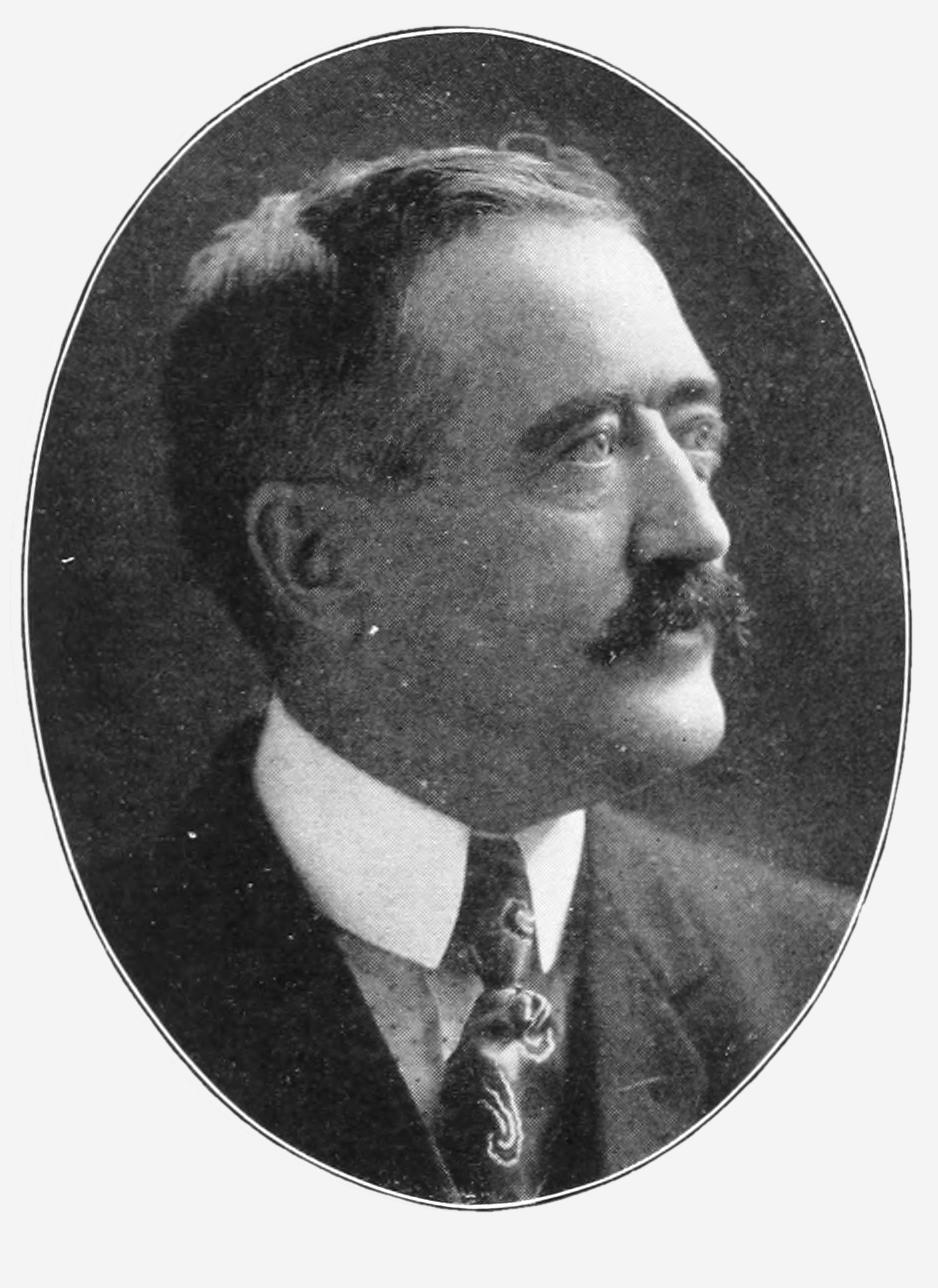
母の母方祖父（バイデンの曾祖父）にあたるペンシルベニア州議会上院議員エドワード・フランシス・ブリューイット

バイデンの父方のバイデン家は、高祖父のウィリアム・バイデンの代の1822年にイギリス・イングランド・サセックスからアメリカ・メリーランド州に移民した家である。イングランドで「バイデン」という姓が見られるようになったのは13世紀のことであり、この姓は古フランス語のボタン（Button＝バトン）を意味するButonに由来すると見られ、11世紀のノルマン・コンクエスト以降にイングランドに入ってきた姓と考えられる。
バイデンの母方のフィネガン家は母の曾祖父のオーウェンの時代にアイルランドからアメリカへ移民してきた家である。また母キャサリンの母方の祖父にはペンシルベニア州議会上院の議員エドワード・フランシス・ブリューイットがある。彼の父エドワード・ブリューイット（Edward Blewitt）は、1851年に当時イギリス統治下にあったアイルランド・メイヨー県・バリナからアイルランド大飢饉と貧困から逃れるためにアメリカ・ニューヨークに移住したアイルランド系移民だった。
父の系譜からもアイルランド系の血が流れており、系図学者メーガン・スモレニャクによれば、バイデンは「アイルランド人の血を8分の5程度」引き継いでいるという。
そのためバイデンが大統領選挙に当選した後アイルランドは大いに沸いた。アイルランド首相ミホル・マーティンは、バイデン当確が報じられた後、敗北を認めないトランプを無視して真っ先にバイデンに祝辞を送った首脳の一人である。マーティン首相によれば「ジョン・F・ケネディ以来のアイルランド系のアメリカ大統領」であるという。バイデン自身は副大統領時代の2016年にアイルランド・バリナを初めて訪問しており、同地に残る親族と交流を深めた。父親がバイデンの「みいとこ」にあたるアイルランド人ジョー・ブリューイットの一家もホワイトハウスに招待されるなどバイデンと親戚付き合いをしている。彼によればバイデンは再びアイルランドの故郷を訪問することを約束しているという。

## 政策スタンス・主な活動

### 基本的な立場
民主党内では中道派に位置付けられる。
上院議員になったばかりのころのバイデンは公民権運動の支持とベトナム戦争反対のためにリベラルに見られる傾向があり、アメリカのリベラル非営利団体「民主的行動のためのアメリカ人協会」から高い評価を受けていたが、バイデン自身はこれに不満で「あの協会の評価は迷惑だ。おかげでこっちはどうすれば自分が保守的に見えるか、頭を悩ませなきゃならない」「公民権と市民的自由に関して言えば私はリベラルだ。しかしそこまでだよ。他のほとんどのことに関して私はすごく保守的だ。妻に言わせると社会的に私ほど保守的な人間は見たことがないそうだ」と記者に語っている。
ノースウェスタン大学のブレット・ガズデン（Brett Gadsden）によれば、バイデンのリベラルからの離反傾向が決定的になったのは差別解消の強制バス通学に民主党内で反対する中心人物となった時であるといい「リベラルからの後退というこの一般的な傾向は、バス通学への反動に始まってクリントン大統領の中道政策まで続く」と分析している。

### 外交
自身が最も得意とする外交分野においては様々な発言や政策提言を行っている他、各国を訪問するなど行動派の一面も見せている。

#### 基本スタンス
彼は国際自由主義（リベラル・インターナショナリズム）の信奉者であり、彼の外交政策スタンスにも反映されている。上院においては、同じくリベラル・インターナショナリズムを掲げる共和党の重鎮であるリチャード・ルーガー・ジェシー・ヘルムズ両上院議員（ヘルムズは故人）と投票行動を共にすることが多く、出身政党である民主党の方針に反することもしばしばあった。
大統領選挙当選後の2020年11月24日には「アメリカは戻ってきた」「力によってだけでなく、模範となり世界を主導する」「世界に背を向けるのではなく導く。敵対国に対抗し、同盟国を遠ざけない。我々の価値観のために立ち上がる」と述べ、トランプのアメリカ第一主義とは決別して国際社会の主導役に戻り、法の支配・民主主義・人権といった価値観外交を行い、同盟国を重視する方針を示した。

#### 最初の大舞台
第二次戦略兵器制限交渉（SALT II）をめぐる一連の活動はバイデンを一躍有名にした。SALT IIは1979年6月にオーストリアのウィーンにおいて、アメリカのジミー・カーター大統領とソ連のレオニード・ブレジネフ書記長の間で調印され、後は連邦議会の承認・批准を待つのみとなっていた。しかし原案では批准に必要な議員数の3分の2以上の賛成を得ることは厳しい情勢であり、上院執行部は対応に苦慮し、修正案を加えることで賛成を得られる見込みがたったものの、修正案追加には相手国であるソ連の承認が必要であった。そこで執行部は当時2期目の若手上院議員の1人であり、ちょうど所用でモスクワに向かうことになっていたバイデンに、当時のソ連のアンドレイ・グロムイコ外相と交渉し、修正案追加の承諾を得てくるという重大な任務を託したのである。この当時グロムイコはその強硬な交渉姿勢から「ミスター・ニエット」（"ニエット"はロシア語で"NO"を意味する）の異名を取るなど百戦錬磨の外交官として恐れられており、若手議員のバイデンにとってこの任務は大変な重責であった。しかし最終的に、彼は“ミスター・ニエット”のグロムイコに修正案追加を認めさせることに成功したのである。結局SALT IIは同年末から開始されたソ連のアフガニスタン侵攻が原因で連邦議会の批准拒否を受け、1985年12月に期限切れを迎えてしまったものの、アフガニスタン侵攻が無ければ、最大の難関であった上院外交委員会での承認は確実だった。言い換えればそれほどの“大金星”だったのである。この成功はその後交渉術などさまざまな分野の書籍でも取り上げられている。

#### コソヴォ問題
バイデンはバルカン半島で特にコソヴォにおける紛争問題にも積極的に取り組み、1990年代に同紛争が国際的な注目を集め、ビル・クリントン大統領の政策にも影響を与えるよう尽力したことで知られている。彼は紛争地域を繰り返し訪問する一方で、コソヴォ紛争当時のユーゴスラビア大統領であり、セルビア人勢力の代表でもあったスロボダン・ミロシェヴィッチと深夜に極秘会談を行い事態打開を図ろうとするなど、同紛争解決に向けて奔走した。
コソヴォ紛争におけるNATO軍の直接介入の決定には、過去のボスニア・ヘルツェゴビナ紛争での経験が関わっている。コソヴォ紛争のおよそ5年前に発生したボスニア・ヘルツェゴビナ紛争のさなかにあった1993年ごろ、交渉による事態打開が難しい情勢になると、ムスリム人主導のボスニア・ヘルツェゴビナ政府への武器禁輸解除や戦争犯罪の調査、NATO軍による空爆の実施などを主とする積極的な介入を政府に訴えるようになる。この時の提言は、クリントン大統領が1999年のコソヴォ危機に際してに実行されたアライド・フォース作戦など、主にセルビア人勢力によるアルバニア系住民への組織的人権侵害に対する武力制裁・介入を容認する上で、重要なきっかけとなった。また、コソヴォ危機時には、セルビアに対するアメリカの直接攻撃を擁護する姿勢を表明し、これに賛同する共和党議員と協力して、セルビアに対して「必要なあらゆる武力」を行使する権限を大統領（クリントン）に与えるとする、「マケイン＝バイデン・コソヴォ決議」を成立させた。バイデン自身は大統領選挙運動用に刊行された自伝の中において、この時の活動を「海外政策において最も誇りに思う実績」だと書いている。

#### 対中東政策

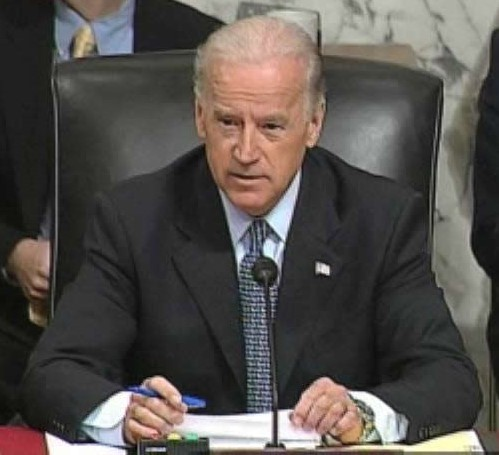
上院外交委員会のイラク問題公聴会において、冒頭陳述と参考人であるデービッド・ペトレイアス将軍（イラク駐留アメリカ軍司令官。現在はアメリカ中央軍司令官。）とライアン・クロッカー駐イラク大使に対する質問を行うバイデン上院外交委員会委員長。（2007年9月11日）

バイデンとイラクとの関わりは1991年1月の湾岸戦争における対イラク武力行使に反対したことが最初である。
2003年3月から始まったイラク戦争においてはジョージ・W・ブッシュ政権が武力行使を表明した際にはこれを容認する姿勢を示し前述の「イラクに対する武力行使容認決議」にも賛成票を投じている。しかしながらブッシュ政権が目指したサッダーム・フセイン独裁体制の排除には反対を表明していた。またブッシュ政権の一国主義的な行動や「自衛のための先制攻撃」を許容するブッシュ・ドクトリンについても批判している。このように、ブッシュ政権を批判しつつも当初はイラク戦争開戦に肯定的だったバイデンだがその後イラク国内の情勢が泥沼化の様相を呈してくると一転して反対に転じ2007年初めに政府が提案したイラクへのアメリカ軍増派法案についても反対した。
バイデンがイラク戦争とそれに伴う混乱・内戦を収拾する手段としてかねてより提唱しているのが、いわゆる「イラク3分割案」である。この案は、イラクをそれぞれシーア派・スンニ派・クルド人の区域に分割し、これら3つの区域から成る連邦国家にするという物である。この案を上記のアメリカ軍増派法案への対案として正式に提案した物が、前述の「イラク分割決議案」である。この決議の提案にあたっては、バイデンと同じイラク分割論者である共和党の上院議員サム・ブラウンバックも賛成を表明し、共同提案者として名を連ねた。なおこの決議案は2007年9月26日に上院において75対23の賛成多数で成立した。

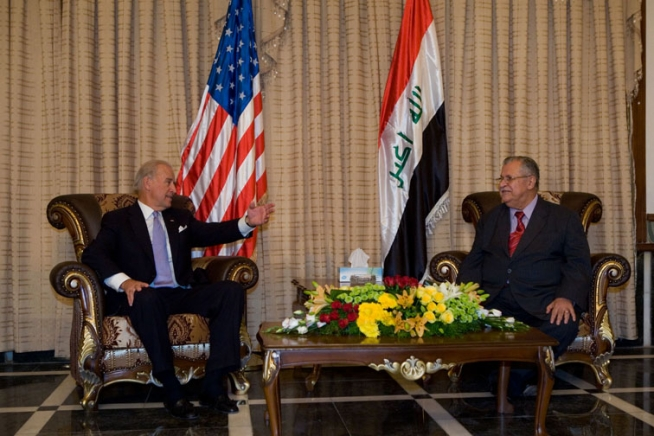
バクダッドを訪問したバイデン副大統領とイラク大統領ジャラル・タラバニ（2009年9月17日）

イラクからの撤兵を目指すオバマ政権の誕生後、オバマから「ジョー、あなたがイラクをやるんだ（Joe, you do Iraq）」と言われて副大統領のバイデンがイラク問題を所管することになった。以降2012年までにバイデンは8回イラクを訪問し、2011年にアメリカ軍がイラクから撤兵するまでイラク問題に携わった。
2020年1月14日の大統領候補指名争いの討論会で左派候補バーニー・サンダースが「バイデンは2002年のイラク戦争承認決議に賛成した」と批判した。これに対してバイデンは「彼ら（当時のブッシュ共和党政権）が戦争に突入しないと言ったのを信用したことは誤りだった」「彼らはただ査察官を派遣すると語っていた。実際に世界は査察官の派遣を決めており、それでもやはり戦争に突入した」と釈明したうえで自身は大統領であるオバマの副大統領として軍の帰還に取り組んだと説明し、その後の自身の行動については壇上の他の候補者と比較する準備ができていると語った。
ロバート・ゲーツ元国防長官はバイデンについて「過去40年、ほぼ全ての主要な外交・国家安全保障問題で間違っていた」と回顧録の中で批判している。国際連合決議に基づく湾岸戦争に反対したこと・イラク戦争の対応・2011年のイラク撤退でテロを激化させたこと・アフガニスタン増派に反対したことなどをバイデンの「誤り」として指摘している。
アメリカ企業公共政策研究所の外交政策専門家コリ・シェイクは、バイデン外交についてトランプ外交よりはいいとしながらも「軍事力をいつどのように使うかという一貫した哲学に欠けている」「バイデンが混乱し、誤った外交政策を唱え続けていることは見落とされるべきではない」と警告している。
2020年11月の大統領選挙での当選確実となった後にイスラエルのベンヤミン・ネタニヤフ首相と電話会談し、「イスラエルの安全保障やユダヤ人による民主国家としての将来をしっかりと支える」と約束したが、バイデンはトランプ政権のイスラエル肩入れ外交の見直しや、イスラエルが反対しているイラン核合意への復帰に意欲を示しているため、今後の米イスラエル関係について不透明感が漂っている。
2021年1月26日にアメリカのミルズ国際連合代理大使は、バイデン新政権はイスラエルとパレスチナの「2国家共存」を支持し、トランプ前政権が大幅に削減したパレスチナ人道支援を復活させ、閉鎖された外交公館も再開する方針であることを明らかにした。極端な親イスラエル外交が目立ったトランプ前政権の中東政策を変更し、パレスチナ側への関与も強める姿勢を明確にした。
2018年にトランプ前政権が離脱したイラン核合意については、イランが核合意を遵守するなら復帰するとの考えを示しており、フランスのエマニュエル・マクロン大統領が仲介役になることを申し出ている。ただ、トランプ政権が合意離脱後にイラン産原油禁輸などの経済制裁を発動して以降、それに反発したイランがウラン濃縮度の上限超過など合意からの逸脱行為を繰り返しているため、国務長官ブリンケンは現状ではイランが「多くの面で規則に従っておらず、（復帰は）長い道のりだ」と述べた。またイランが合意順守を決断したとしても、「（義務履行の）評価に時間がかかる」との見通しを示し、早期復帰には慎重姿勢を示している。
2021年2月25日にアメリカ軍はバイデン政権下初の軍事行動であるシリアの「親イラン民兵組織」への空爆を実施した。アメリカの当局者によれば、ロイド・オースティン国防長官の助言を受けてバイデン大統領が決定したとされる。
4月14日に「アメリカ史上最長の戦争を終える時だ」と述べてアフガニスタン駐留軍を9月までに撤収させると発表した。さらに中国について触れ「我々は厳しい競争に対処するためアメリカの競争力（の向上）を支援すべきだ」と述べ、安全保障の重点をテロとの戦いから対中国に移す意向を示した。
5月上旬にパレスチナ自治区ガザを実効支配するイスラム原理主義組織ハマスとイスラエルの間で武力衝突が発生すると、イスラエルの自衛権を支持しつつ、イスラエル首相ネタニヤフやパレスチナ自治政府議長のアッバスと電話会談し、緊張緩和に向けた働きかけを行い、5月20日にはエジプトの仲介で停戦合意に達した。バイデンはネタニヤフからパレスチナ自治区ガザを実効支配するイスラム原理組織ハマスとの停戦同意が伝えられたとし、対立を終わらせる決断をたたえ、ガザへの人道支援を急ぐ考えを表明した。しかし前大統領トランプらから「（トランプが大統領だった時代は）イスラエルに敵対する者たちは、米国が断固としてイスラエルとともにあったために、イスラエルを攻撃すれば即座に報いを受けると分かっていた」「バイデンの弱腰とイスラエルへの支援の欠如のせいで、我々の同盟国に対する新たな攻撃が起きている」との批判が起こっている。
2021年4月14日トランプ前政権が2020年2月に武装勢力タリバンと交わした米軍の完全撤退を含む和平合意（ドーハ合意）に基づき、アフガニスタンからの最終的な米軍撤退を2021年5月1日から開始し、9月11日までに完了すると発表した。20年にわたるアフガニスタン紛争に終止符を打った功績を主張したが、敗北を印象付ける撤退表明後のタリバンによる迅速な支配権奪還と稚拙な撤収作戦は、あらゆる方面から非難を受けた。しかしこうした批判に対して8月16日にホワイトハウスで演説して「自分の決定を断固として堅持する」と述べて方針に変更はないことを示した。

#### 対ヨーロッパ政策

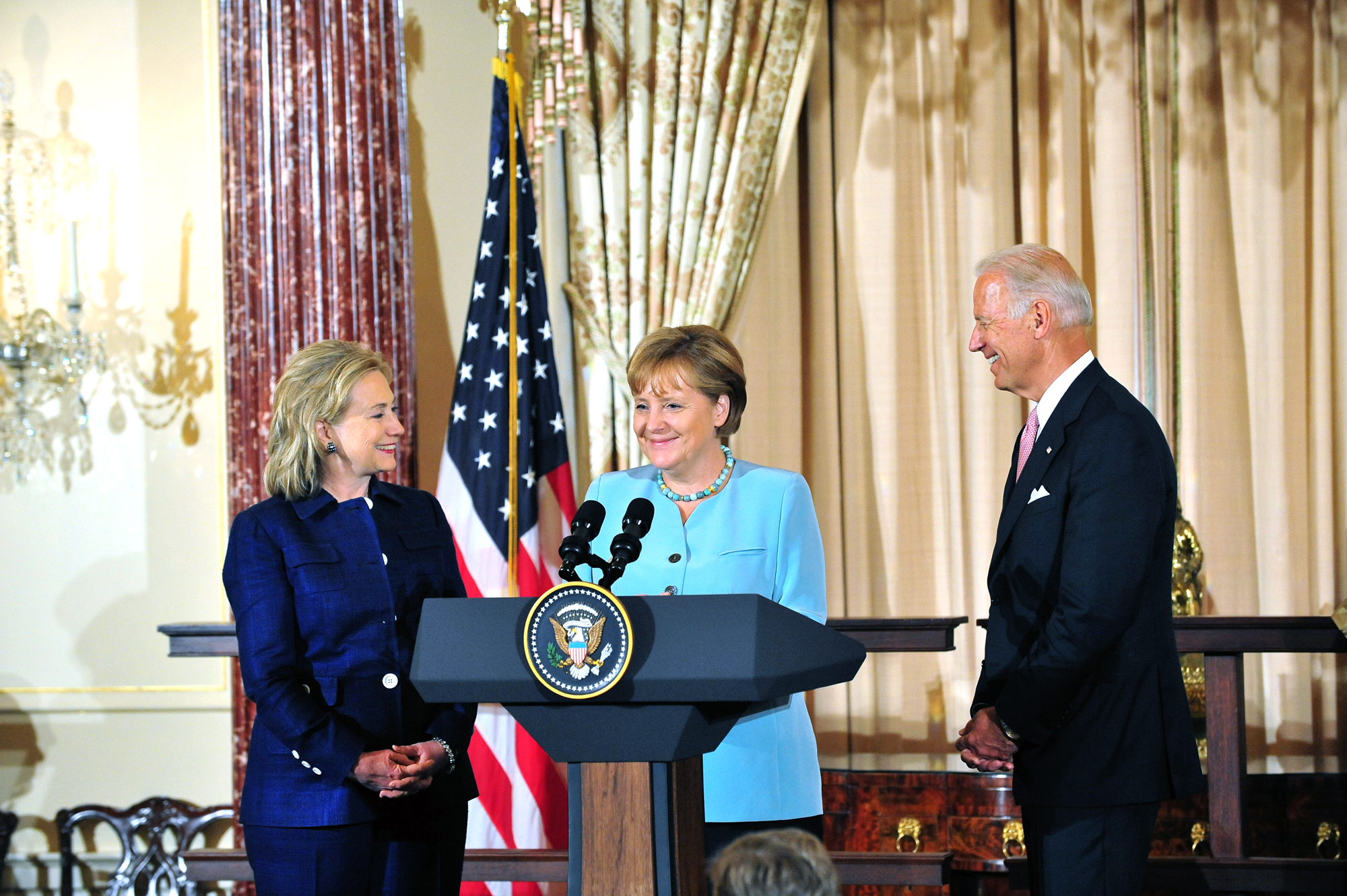
2011年6月7日に国務省にて。アメリカを訪問したドイツのアンゲラ・メルケル連邦首相とヒラリー・クリントン国務長官、バイデン副大統領

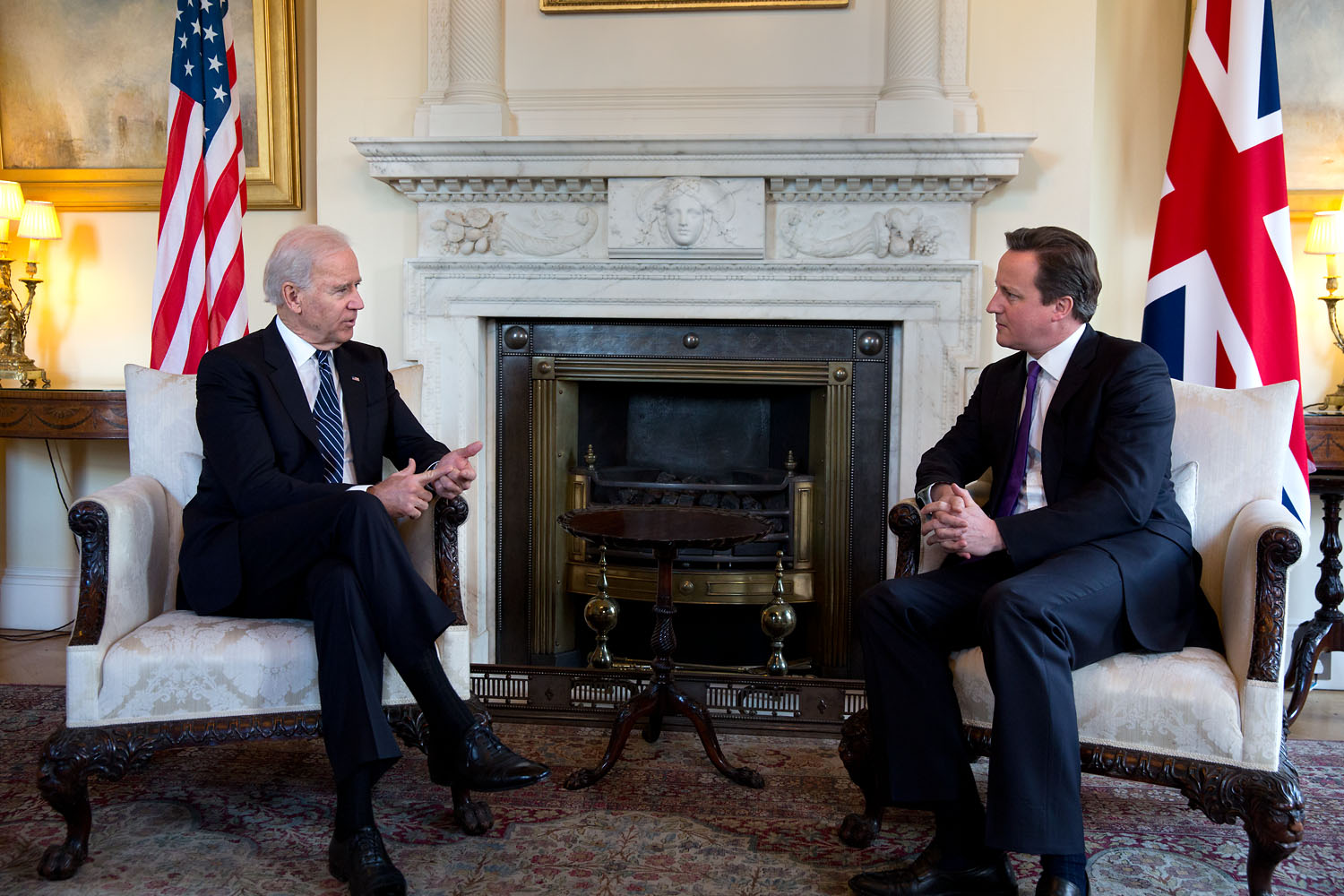
2013年2月5日、イギリス首相官邸ダウニング街10番地で会談するバイデン副大統領と英国首相デイヴィッド・キャメロン

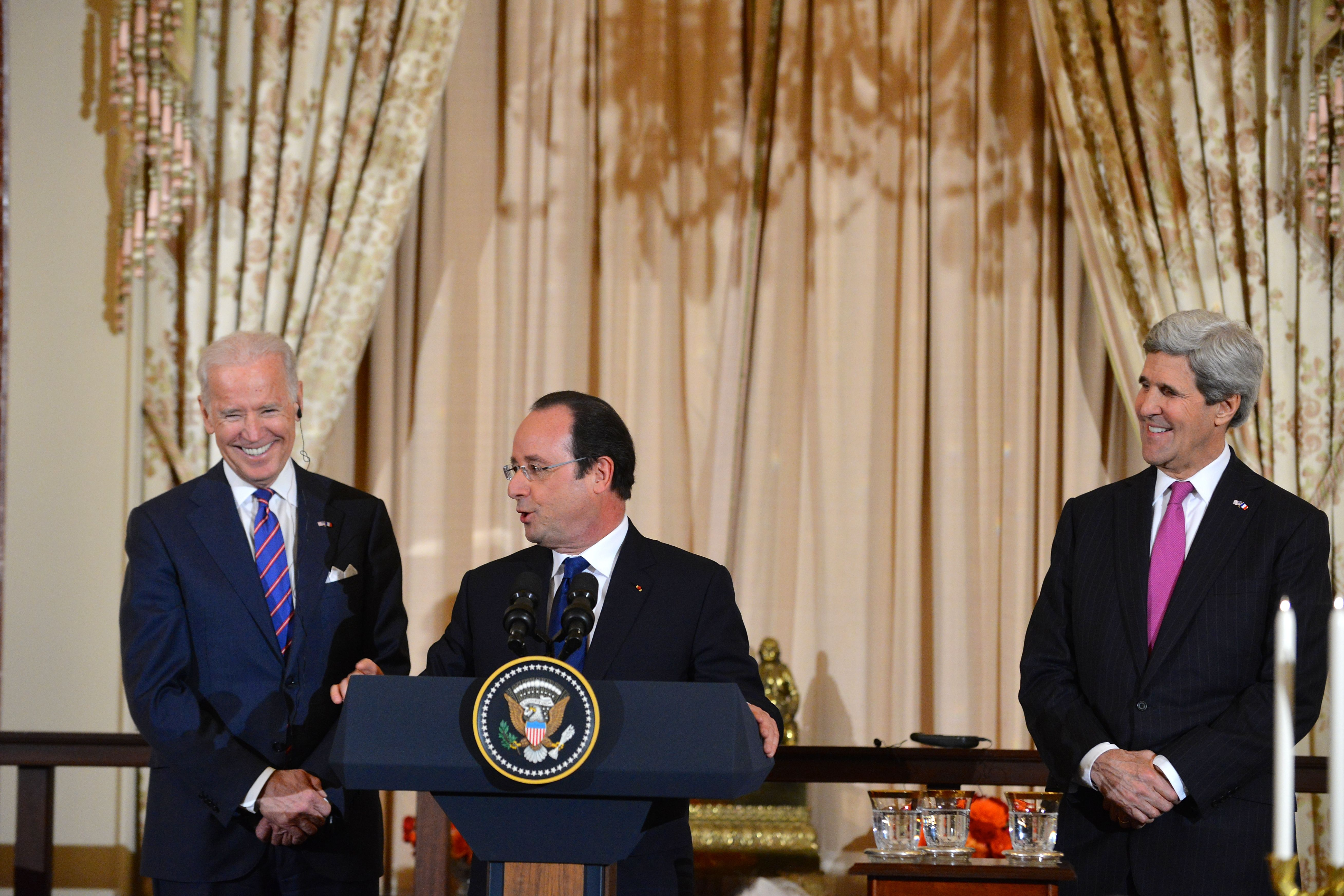
2014年2月11日米国務省。訪米したフランスのフランソワ・オランド大統領とジョン・フォーブズ・ケリー国務長官とバイデン副大統領

バイデンは大統領選挙で当確が出た後の11月10日にヨーロッパ各国の首脳と相次いで電話会談し、その内容について記者団に「米国が戻ってきたと知らせた。（外交の）ゲームに復帰する」と述べた。ドイツのアンゲラ・メルケル連邦首相に対し「北大西洋条約機構（NATO）や欧州連合（EU）を通じた米欧関係の強化に努める」と約束し、フランスのエマニュエル・マクロン大統領に対しアフリカの開発、シリア情勢、イラン核問題などをめぐる協力に関し協議したとしている。
トランプ政権は「アメリカ第一主義」を掲げて同盟国を軽視する立場を取ったがその被害を特に被ったのがヨーロッパ諸国だった。ヨーロッパ各国に国防費の増額を要求したり2019年にはヨーロッパ各国に通知なくシリア北東部から独断で撤退したり2020年にはドイツ駐留米軍の削減を決定するなどしたため、ヨーロッパ諸国はアメリカへの反発を強めていた。米欧関係はトランプ政権下で悪化の一途をたどり、北大西洋条約機構（NATO）は「脳死状態」（フランスのマクロン大統領）と評されるまでの不一致状態に陥り、このままではロシアや中国に付け入る隙を与えるとの安全保障上の危機感が広がっていた。
それだけに2020年11月の大統領選挙で同盟重視を掲げて勝利したバイデンへのヨーロッパ諸国の期待値は高い。NATOのイェンス・ストルテンベルグ事務総長はバイデンを「同盟の力強い支持者だと私は知っている」と持ち上げた。
また多国間体制を重んじるヨーロッパではトランプが離脱したパリ協定やイラン核合意、世界保健機関（WHO）などへの米国復帰を望む声も強い。ウルズラ・フォン・デア・ライエン欧州委員長は「欧米はルールに基づく自由主義の国際秩序を支えてきた」と強調し、コロナや環境問題など様々な政策課題でのバイデン政権との連携に意欲を示している。貿易分野でもトランプ政権下で激化した米欧間の摩擦解消が期待されているが、バイデンが国内経済回復を優先して保護主義色を強めると警戒する見方も存在する。
バイデンはイギリスのボリス・ジョンソン首相に対しては電話会談で、EU離脱を巡ってアイルランドと北アイルランドの間に国境警備を復活させることに反対を表明した。北アイルランド和平合意を尊重して南北アイルランド間の国境を閉ざさず、開けたままにするべきであると主張した。もし国境警備復活を強行した場合には米国との通商協定は実現しないと警告も発した。和平合意は当時のビル・クリントン大統領をはじめとするアメリカの政治家たちの仲介もあって実現したものであることから、バイデンは大統領当選前からこの問題に言及しており、2020年9月のツイッターでは「北アイルランドに和平をもたらしたグッドフライデー合意を英EU離脱の犠牲にするわけにはいかない」と論じている。バイデンはかつてジョンソンのことを「身体的にも精神的にも」トランプの「クローン」だと呼んで批判したことがあった。
NATOの加盟国ではあるがトルコに対してはバイデンは厳しい立場で臨む可能性が高い。トルコのレジェップ・タイイップ・エルドアン大統領はEUとの関係が良くなく、トランプと比較的親密な関係にあったとされているためである。2019年12月にバイデンはエルドアンを「独裁者」と呼んで名指しで批判している。トルコはNATO加盟国でありながらロシアから対空ミサイルシステムを調達しており、トランプ前政権時代から米国との間で大きな外交問題を起こしており、米国はトルコを最新鋭ステルス戦闘機F35の開発計画から排除して制裁を科していた。バイデン政権下ではこれに人権問題による対立も加わる形となる。
大統領就任後の2021年1月23日にイギリスのジョンソン首相、1月24日にはフランスのマクロン大統領、1月25日にはドイツのメルケル首相、1月26日にはNATO事務総長ストルテンベルグとそれぞれ初めての電話首脳会談を行い、NATOやEUを重視し、ロシアや中国、イラン、アフガニスタンなど共通の安全保障上の課題や環境問題などでヨーロッパと連携していくことを伝えた。2月4日にはトランプ前政権が「アメリカ第一」を理由に決定した在ドイツアメリカ軍約3万6千人のうち約1万2千人を削減する計画を凍結したことを発表した。この削減計画はドイツ国民にはトランプによるメルケル首相への報復だと受け止められており、同盟国に駐留するアメリカ軍の大規模な削減計画は初めてのことでもあり、安全保障への影響が懸念されていた。
3月26日のイギリスのジョンソン首相との電話会談のなかで、中国主導の経済圏「一帯一路」に対抗して、民主主義国が協力して途上国の開発支援を進める必要があるという考えを示した。
4月9日、イギリス女王エリザベス2世の王配エディンバラ公フィリップの薨去について声明を出し、「殿下は生涯をイギリスに捧げた方だ」「第二次世界大戦に従軍した勇敢さ、環境問題への取り組み、慈善事業の設立など並外れた人生だった」「99歳にして全く衰えを見せなかったことを私はとても尊敬している」と述べて哀悼の意を示した。
4月13日にはドイツ駐留米軍を500人増強することを決定し、トランプ政権の欧州軽視を改める姿勢を打ち出した。これについてドイツ国防相アンネグレート・クランプ＝カレンバウアーは「ドイツからの米軍撤退が停止しただけでなく、500人の追加を受け入れることができるのは素晴らしいニュースだ」と述べて歓迎した。

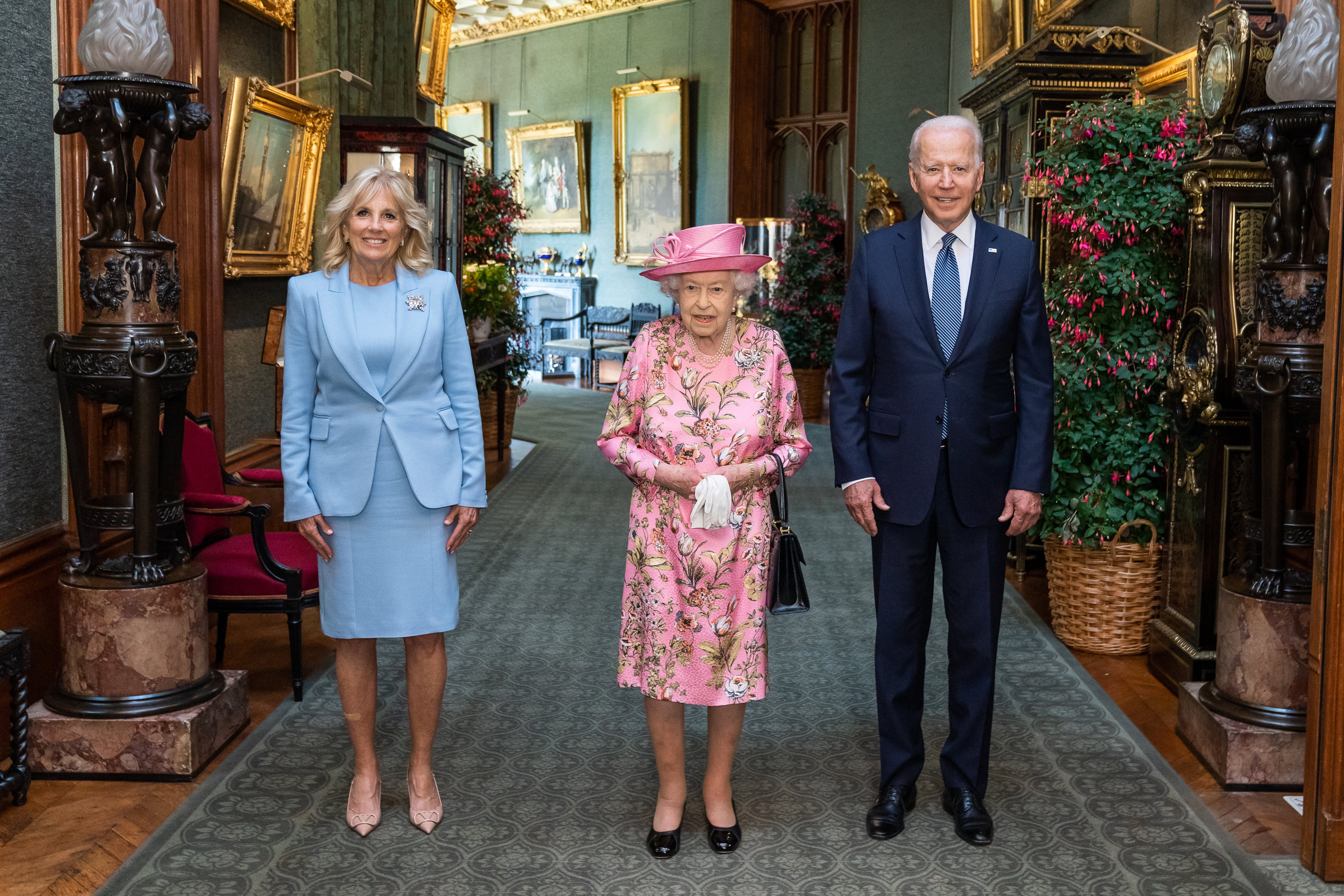
2021年6月13日にバイデン大統領夫妻とイギリス女王エリザベス2世

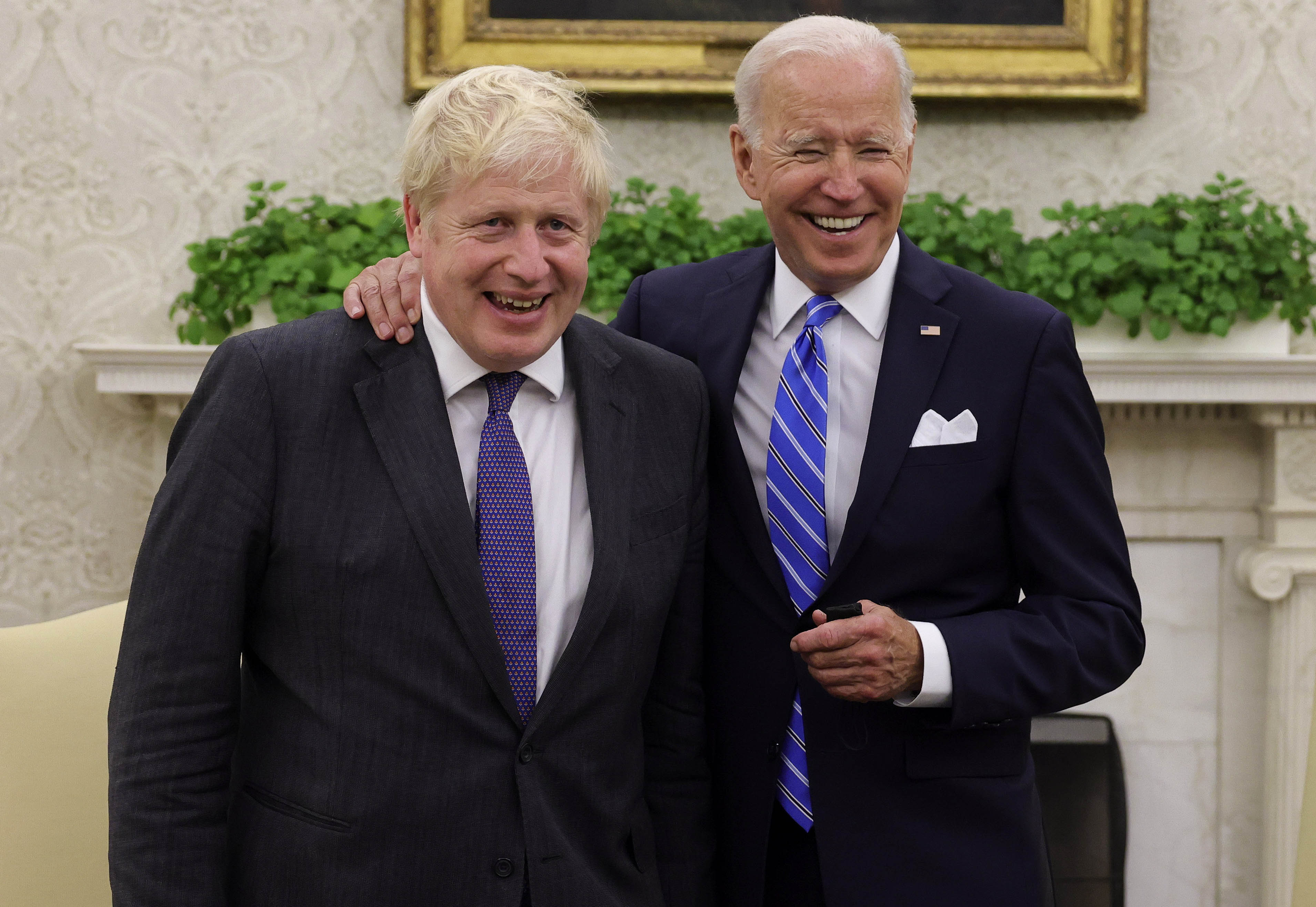
2021年9月21日にホワイトハウスにて。アメリカを訪問したイギリスのボリス・ジョンソン首相とバイデン大統領

6月10日にイギリスのグラスゴーで開催されたG7出席のためイギリスを訪問したバイデン大統領はイギリスのボリス・ジョンソン首相と初めて対面会談した。ジョンソンはバイデンについて「新鮮な息吹を感じる」と評価し、英米両国の懸念事項となっている北アイルランド和平維持についてもバイデンと「完全に協調」していると述べ、アメリカ・イギリス・EUはいずれも1998年和平合意を守りたいという点で一致していることを強調した。6月13日にウィンザー城で女王エリザベス2世に謁見した際にバイデンがサングラスを付けたままだったことについて「王室儀礼を無視した」と英国社会の物議を醸した。王室の執事だったグラント・ハロルドは、ニューズウイークの取材に対して「女王を対面する時はサングラスをかけてはならない。女王と目を合わせるのが重要であるため」「バイデン大統領がサングラスをかけるのはいいが、女王に会った時は外すべきだった」「皆がそうすべきだ。王族も女王に会う時はサングラスを外す」と述べている。
6月14日にベルギーのブリュッセルで開催されたNATO首脳会議に出席した。米欧関係の重要性を再確認すると共に強引さを増す中国の振る舞いが国際秩序を脅かしていることを指摘し、ロシアに対しても早々に「平常」に戻ることはないことを忠告する共同声明をまとめた。
6月15日にはEUのシャルル・ミシェル欧州議長、ウルズラ・フォン・デア・ライエン欧州委員長と会談した。すでに米国とEUは中国の人権問題や経済関係などを議論する「対話フォーラム」を設置しているが、同様の枠組みのハイレベル対話を対ロシアにおいても設置することで合意した。またハイテク技術を人権侵害に利用することを狙う中国を牽制する為にアメリカ・ヨーロッパで「貿易・テクノロジー評議会」を設け、人工知能や量子コンピューティング、バイオ技術の規制・規範作り、半導体などの供給網の強化を目指すことでも合意した。アメリカの政府高官は「民主的な同盟国と連携して中国に立ち向かうというバイデン氏の基本戦略に合致する」と歓迎した。

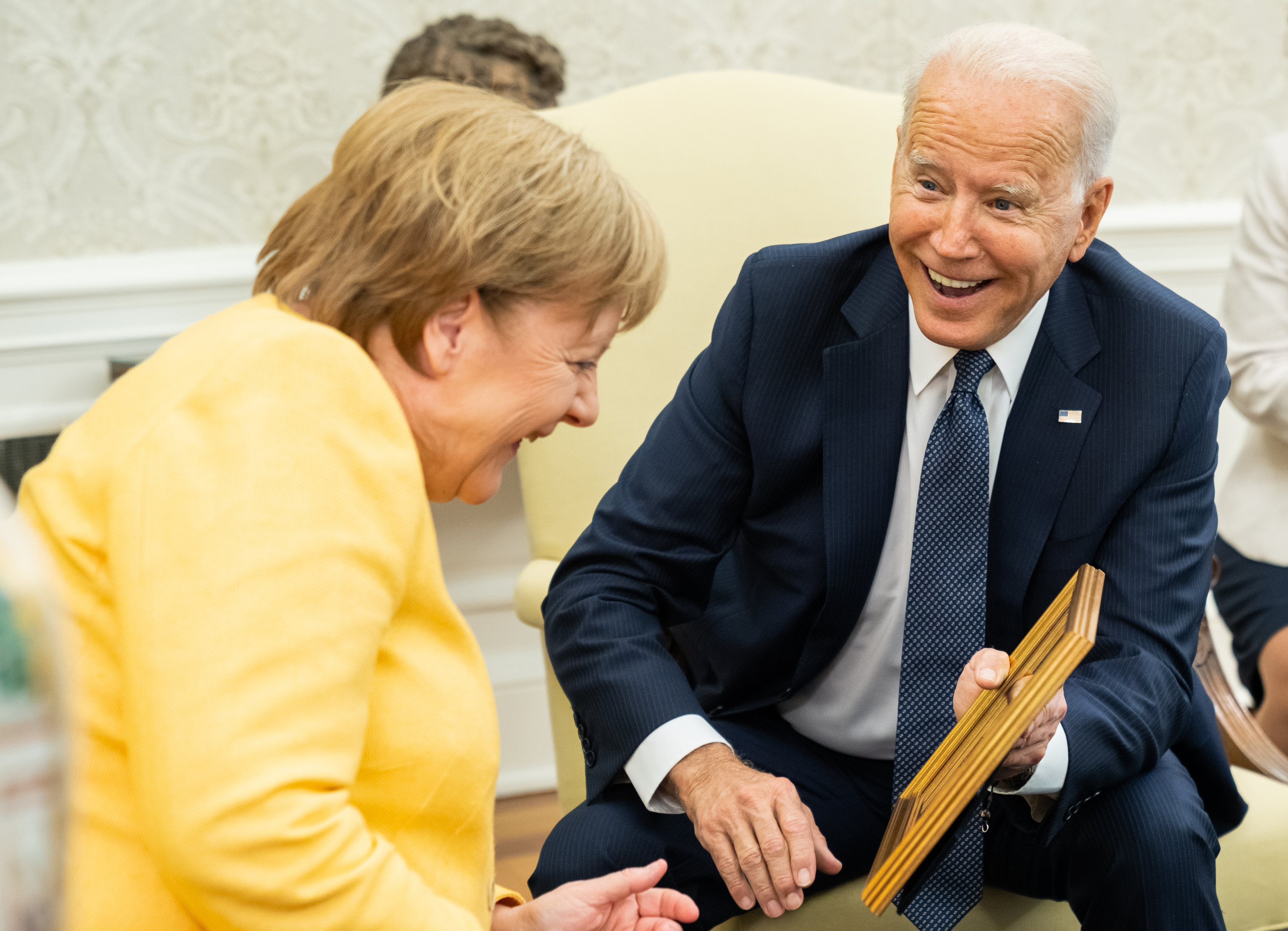
2021年7月15日にホワイトハウスにて。アメリカを訪問したドイツのアンゲラ・メルケル首相とバイデン大統領

7月15日にドイツのメルケル首相がアメリカを訪問した。16年に渡って首相を務めたメルケルにとってはバイデンは首相として相対する4人目の大統領であり、ホワイトハウス訪問は23回目である。しかしメルケルは年内の退任が予定されていたため、首相としてのホワイトハウス訪問はこれが最後となった。アメリカとドイツの間にはロシアとドイツが共同開発する天然ガスパイプライン「ノルドストリーム2」をめぐる意見対立があり、この会談でもバイデンは「ノルドストリーム2」に懸念を表明した。両首脳はロシアがエネルギーを武器にして周辺国を威圧・脅迫する状況を作ってはならないという点において合意した。トランプ時代にトランプと徹底的に対決し「民主主義の最後の砦」と呼ばれていたメルケルを尊敬するバイデンは「メルケル首相はいつも何が正しいかを語り、人間の尊厳を守ってきた」「米独の友好はより強固になっていくが、首脳会議であなたに会えなくなるのは寂しい」と述べた。

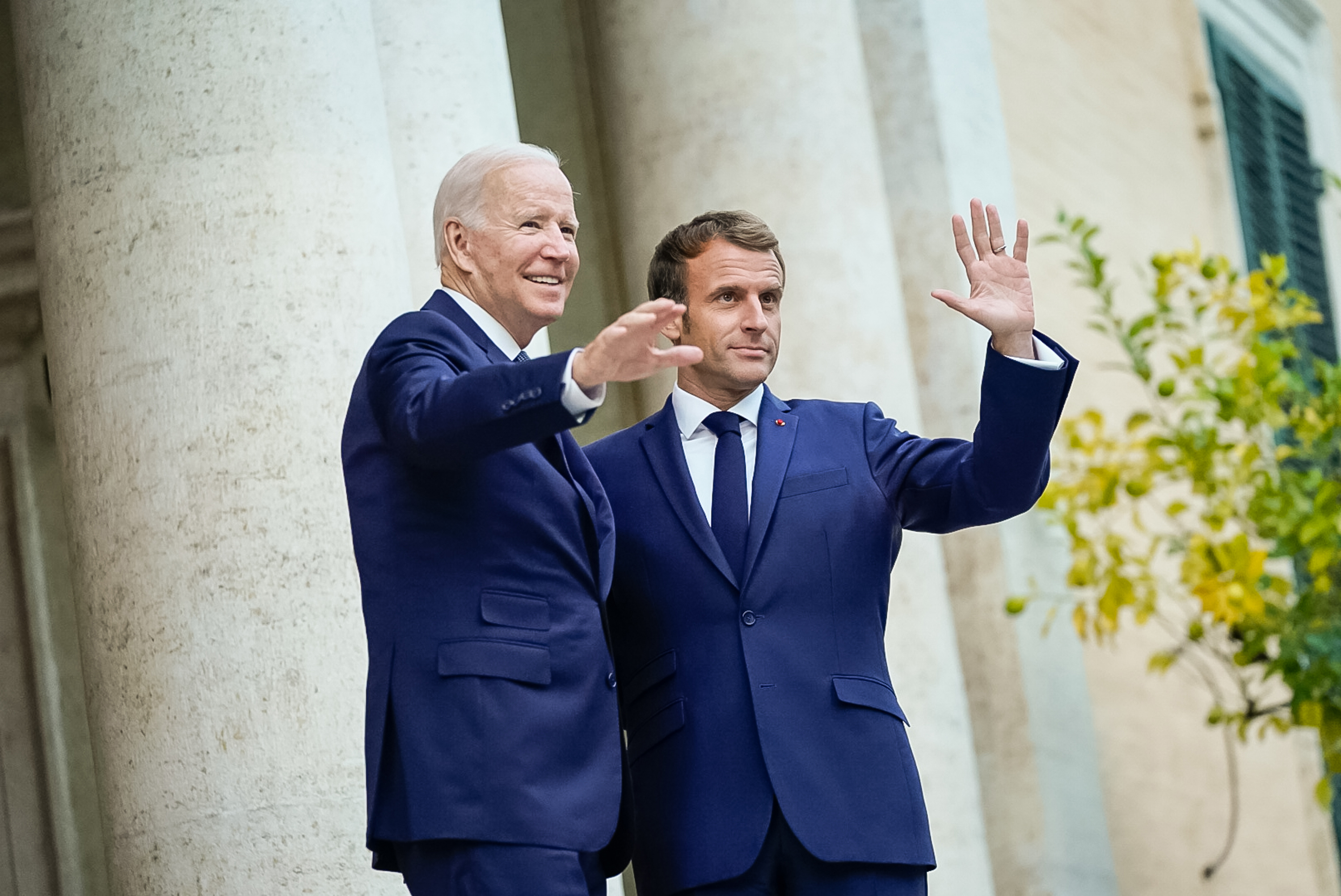
2021年10月29日、バイデンとフランス大統領エマニュエル・マクロン

9月16日にアメリカ・イギリス・オーストラリアは中国に対抗するための新たな安全保障協力の枠組みAUKUSを創設する事で合意した。これによりアメリカ政府はオーストラリアに原子力潜水艦の技術を提供することになりオーストラリアは独自の原潜建造が可能となった。そのためオーストラリアは2016年にフランスとの間に結んだ370憶ドル相当の潜水艦建造発注を破棄した。これについてフランスのジャン＝イヴ・ル・ドリアン外相は「裏切り行為だ。怒りを覚える」「こうした一方的な決定はトランプ前大統領のようだ」と述べてバイデン政権を批判した。フランス政府は駐豪大使を召還するなど、米豪両政府に対して強く抗議した。
10月29日にバチカン市国を訪問し、ローマ教皇フランシスコと会談。ローマ・カトリックであるバイデンは通例より長い1時間以上の会談を行い、教皇から「善良なカトリック」であるとの言葉をもらったという。ただバイデンが賛成している人工妊娠中絶について教皇は「殺人」と批判している。この件については話題に上らなかったという。
またバチカン訪問中にバイデンはフランス大使館でフランスのマクロン大統領と会談し、オーストラリアとフランスとの間の潜水艦建造契約について触れ、「自分たちの対応は不器用だった。（潜水艦建造契約は）実行されないと、フランスはもうとっくの昔に知らされていると思っていた。神かけて本当だ」と述べ、フランスへの配慮が欠けていたことを謝罪した。これに対してマクロンは「明確しなければならなかった点を共に明確にした」「いま重要なことは、将来このような状況が起きないようにすることだ」と述べた。
2022年2月24日から始まったロシアによるウクライナ侵略戦争への抵抗のため欧米の連携関係やNATOの結束力は急速に強まっている。欧米一致しての対ロシア制裁やウクライナ支援が進められている。3月8日にはバイデン大統領、ジョンソン英首相、マクロン仏大統領、ショルツ独首相がオンライン形式で会談し、ロシアへの経済制裁を引き続き強化していくことで一致した。
3月24日にはロシアのウクライナ侵攻をめぐるNATO、EU、G7の緊急会合に出席するためベルギー・ブリュッセルを訪問。NATO緊急会合後の記者会見でバイデンは「NATOは今日ほど結束したことはない」「プーチンはNATOが分裂することに賭けていた」「（昨年のプーチンとの電話協議について触れて）彼は我々がこの結束を維持できると思っていないことは明らかだった」「プーチンはウクライナに侵攻し、彼が意図した結果とはまったく反対の結果になっている」と指摘した。
EUはロシアのウクライナ侵攻後、2027年までに加盟国のエネルギーのロシア依存度をゼロにすることを目標に掲げた。米国からの輸出を増やすなどの代替供給の確保を急ぐことにする。これを後押しするためアメリカEUは合同特別作業チームを立ち上げてEUのエネルギー資源の安定確保などを図っていくことで合意した。

#### 対ロシア政策

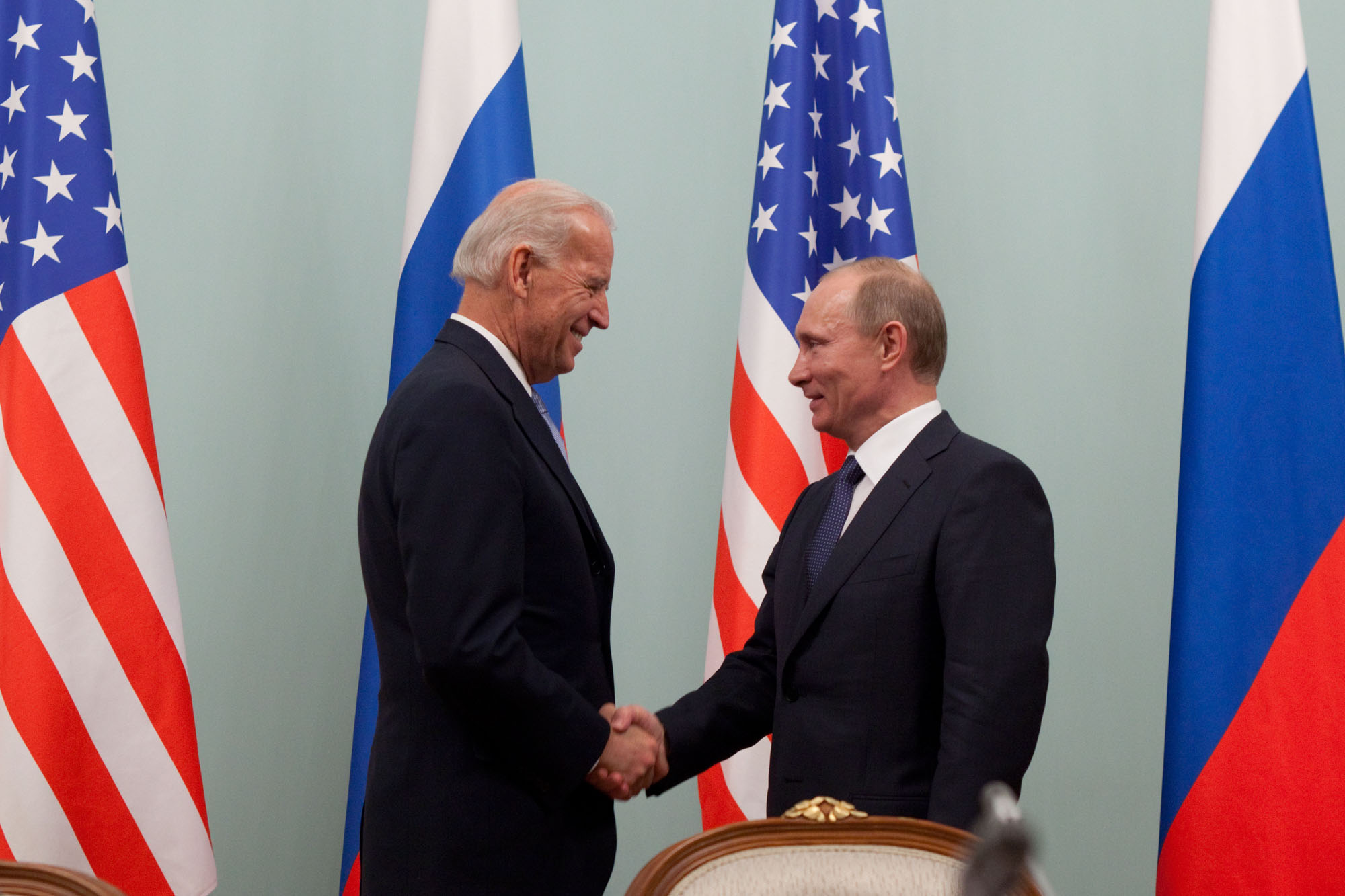
2011年3月10日にロシア連邦のモスクワにあるベールイ・ドームで同国のウラジーミル・プーチン首相と握手するバイデン副大統領

1970年代から外交を専門とする上院議員としてアメリカ外交に影響力を及ぼしてきたバイデンは、ロシアにとってソ連時代からの手強い敵だった。副大統領になった後もロシアのクリミア併合に反対するウクライナのペトロ・ポロシェンコ政権を支えてきた中心人物として、ロシアとの因縁は非常に深い。2020年の大統領選挙戦中にもバイデンはロシアについて「プーチン大統領のロシアは、NATOやEUの加盟国間の関係を悪化させ、西洋諸国の民主主義の基礎を破壊している」「アメリカの選挙に不正に干渉している」として「アメリカ最大の脅威」と断言し、反ロシアの立場を隠すことはなかった。プーチンのことも「専制君主」と呼んで公然と批判した。またトランプ外交はロシアに対して弱腰すぎたと非難し、大統領討論会の際にはトランプを「プーチンの子犬」と呼んだ。
そのためロシアではバイデン政権になれば米露関係はより悪化していくだろうという見解が広がっている。ロシア上院国際問題委員長コンスタンチン・コサチョフはフェイスブックで「（米国による）政治的な動機に基づく制裁がさらに増えるだろう」「米国最優先を掲げたトランプ政権よりもバイデン政権は世界の問題への関与を強め、世界各地でのロシアとの勢力争いが激化する」との見通しを示した。ロシアの外交評論家フュードル・ルキヤノフもイタル・タス通信において「バイデン政権は旧ソ連圏で（ロシアに）より圧力的な政策に回帰する可能性がある。これにロシアはいらだつだろう」「バイデン氏周辺には16年の大統領選介入で民主党の勝利がロシアに奪われたとの怒りを持つ人が多い」と分析している。
ロシアのウラジーミル・プーチン大統領は、バイデンが当選確実になった直後に祝辞を出していなかった。米露間で唯一残る核軍縮の枠組みである新戦略兵器削減条約（新START）が2021年2月に期限切れを迎え、バイデンは延長する意向を示しているが、ロシア政府がバイデン勝利を認めない状態だと交渉にも悪影響が出るのではと懸念されていた。11月22日の国営放送においてプーチンは祝辞を送ってないことについて「好き嫌いは関係ない。米国内の対立が終わるのを待っているのだ」「われわれはトランプ氏もバイデン氏も敬意を持って接している」「誰であれ、米国民が信任する人物と働く用意がある」と釈明したが、BBCのモスクワ特派員スティーヴ・ローゼンバーグは「ロシア側が今回の大統領選で、トランプ氏の再選を願っていたことは明らかだ」「トランプ政権だとロシア批判が少なく、西側諸国の同盟関係が弱体化することなどが理由だ」と解説している。
結局プーチンは、2020年12月14日の選挙人投票でバイデンが過半数の選挙人を獲得したのを確認してから、12月15日になってバイデンに祝電を送った。そこには「両国は相違点はあるものの、世界の安全と安定のために特別な責任を負っており、世界が直面する多くの問題の解決に貢献できると信じている」「協力と接触の用意はできている」と記されていた。
2021年1月26日にバイデンとプーチンの初めての電話首脳会談が行われ、ロシア国内の野党の抗議活動などについて話し合われた。アメリカ政府の発表によれば、バイデンは、ロシアによるアメリカへのサイバー攻撃疑惑、ロシア情報当局がアフガニスタンの反政府組織にアメリカ軍兵士殺害の賞金を懸けたという疑惑、ロシアの野党指導者アレクセイ・ナワリヌイの毒殺未遂疑惑、ロシアが2016年と2020年のアメリカ合衆国大統領選挙に介入した疑惑などをめぐってプーチンを追及するとともに、サイバースパイ活動やいかなる攻撃からもアメリカを守る用意が出来ている旨を伝えたという。新STARTについては延長することで原則合意し、ロシア大統領府によれば合意を確認する外交文書が交わされた。2021年3月2日にナワリヌイの毒殺未遂への関与を理由にロシア政府高官らを対象とするバイデン政権初の対ロシア制裁を行い、17日には「プーチンは人殺し」との認識を示してこれに抗議したロシアは駐米大使を召還した。
4月15日にロシアによると見られるサイバーテロや米大統領選の混乱を図った妨害行為への報復として、6月14日より新発ロシア国債の購入制限を実施するなどの新たな対露制裁を発表した。またサイバーテロやクリミア併合に関与したと見られる企業や個人のアメリカ国内の資産凍結、アメリカに駐在するロシア外交官10人の追放も行った。バイデンはその理由として「ロシアが大統領選挙に介入し政府機関にサイバー攻撃を行ったことは許容できず、相応の対応を取ると今週の電話会談でプーチン大統領に伝えた。外国勢力が民主的プロセスに介入しながら代償を払わずにいることを許すことはできない」と述べた。ロシア外務省は制裁に強く反発し、アメリカのサリバン駐露大使を外務省に呼び説明を求めた。また「我々も反応せざるをえない」として報復措置を取る姿勢を示している。

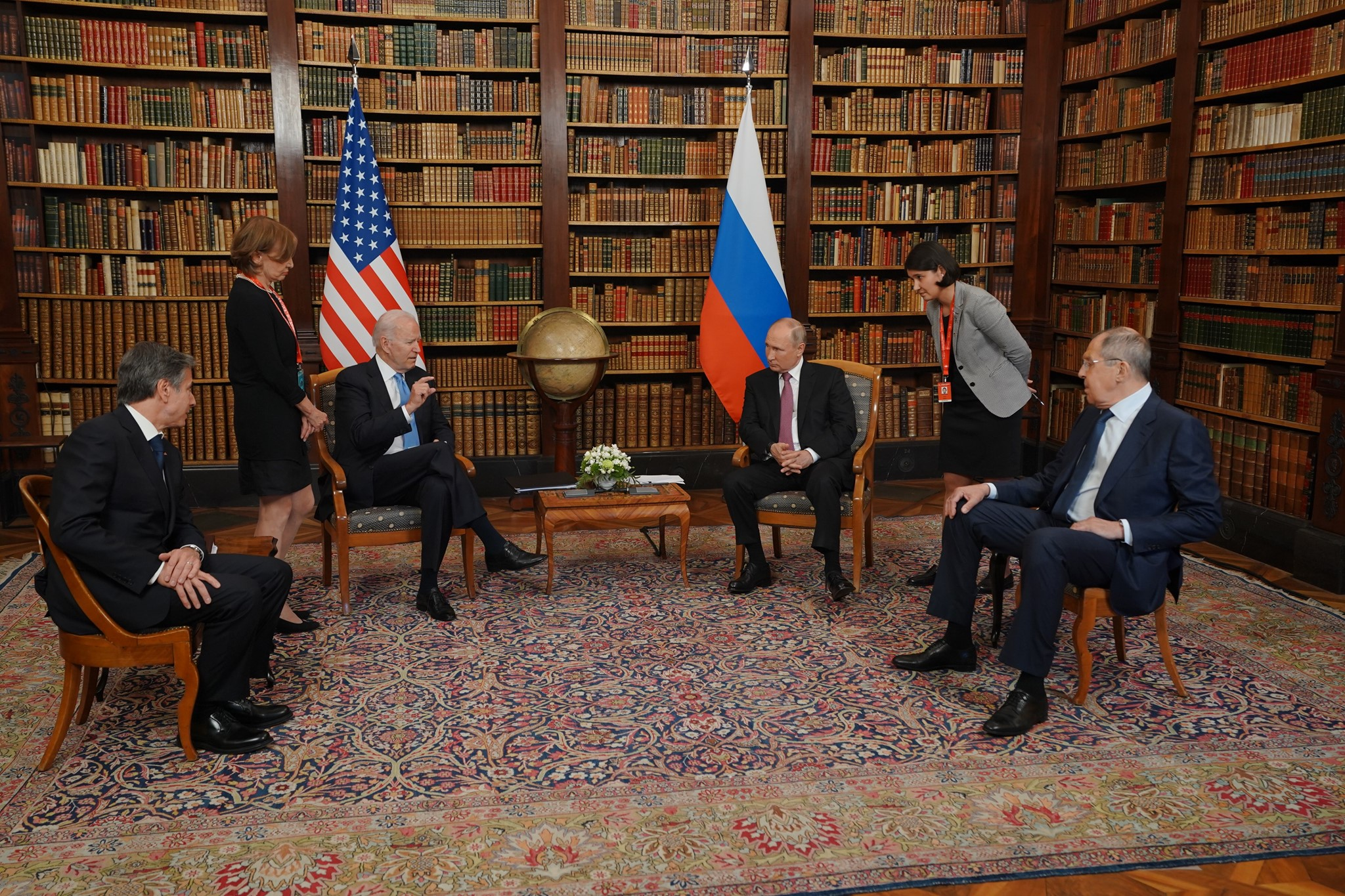
2021年6月16日、スイスジュネーブでのバイデンとプーチンの首脳会談

6月16日にスイス・ジュネーヴでバイデンとプーチンの最初の対面外交があり、核軍縮条約新STARTが5年後に失効することを見据えて新たな核軍縮枠組みの構築など戦略的安定に向けた2国間対話を始めることで合意した。また双方が自国に召還していた大使を戻すことでも合意した。ただしバイデンはアメリカに対するサイバー攻撃についてプーチン政権が対応をとらない場合にはロシアに対して相応の措置をとることを警告した。またナワリヌイの収監にも懸念を表明した。さらにウクライナの主権や領土を守るためにアメリカが関与していく考えを示し、ロシアが軍備増強を続けている北極圏を対立ではなく協力の場にしていくべきであると伝えたという。会談を終えた後の記者会見でプーチンは「（バイデンは）期待していたように非常に建設的でバランスのとれた人物だった」「一瞬の光が見えた」「多くの立場で意見の相違はあるが、双方は相手を理解し距離を近づけるための方法を見いだそうとする気持ちを示した。建設的だった」と評価した。バイデンも「アメリカがロシアに向き合っていくうえでの明確な基礎を築くことができた」と評価した。
11月2日にロンドンで開かれた国連気候変動枠組条約第26回締約国会議（COP26）に出席した際、ロシアのプーチンが中国の習近平とともに同会議に欠席したことを批判した。
12月7日、ロシアがウクライナ国境にロシア軍を終結させている問題をめぐってプーチンとオンライン会談を実施。バイデンはロシアが軍事的攻勢に出れば経済制裁で応じると警告し、プーチンは、ウクライナの領土でロシアの国境付近で軍事力を増強しているのはNATOのほうだと主張して対立した。
2022年2月22日、ウクライナ東部で親ロシア派勢力が「国家」と自称している「ドネツク人民共和国」と「ルガンスク人民共和国」の「独立」を一方的に承認してロシア軍を「平和維持」目的で両地域へ派遣すると命令した事態について「隣国のものだった地域で、いわゆる新しい国ができたなどと宣言する権利を、プーチンはいったい誰からもらったつもりでいるのか」「これは甚だしい国際法違反」「ロシアによるウクライナ侵攻の始まり」と批判した。バイデンはロシアに対する経済制裁の第一弾としてロシア軍需産業とつながりが深いロシア政府系の銀行である開発対外経済銀行（VEB）とプロムスビャジバンク（PSB）に対する取引を禁止した。これにより、両銀行はドル決済はできなくなる。またロシア国債の米国などの主要市場での取引を停止させた。ロシアとドイツを結ぶガス輸送パイプライン「ノルドストリーム2」の建設業者と複数の同社幹部にも制裁を科した。

##### ロシアのウクライナ侵略をめぐって
2022年2月23日（日本時間2月24日）にロシアによるウクライナへの全面侵攻が開始されると「プーチン氏は、あらかじめ計画されていた戦争を選んだ。これによってもたらされる死と破壊の責任は、ロシアのみが負う」と非難し「世界はロシアの責任を追及していく」と宣言した。またゼレンスキー大統領との電話会談について「ゼレンスキー大統領は私に対して、ウクライナ国民への支持とプーチン大統領による攻撃を明確に批判するよう、世界各国の指導者に呼びかけてほしいと依頼してきた。アメリカは、同盟国などとともにロシアに厳しい制裁を科していく。今後もウクライナとウクライナ国民に支援を提供し続ける」と声明した。2月24日に「プーチン大統領は侵略者だ。彼はその報いを受けることになる」と述べ、ロシア大手銀行に米国での取引を禁じる措置を拡大し、ハイテク製品輸出規制を発動することを表明した。
2月26日には3億5000万ドル相当の武器をロシア軍と交戦中のウクライナ軍に追加提供することを決定した。
2月27日ヨーロッパと合意し国際的決済網SWIFTからロシアの銀行締め出す制裁を科した。
2月28日、金融制裁としてロシア中央銀行が米国内に保有するドル資産を事実上凍結した。同日ロシア国連代表部に勤務するロシアの外交官12人についてペルソナ・ノン・グラータとして3月7日までにアメリカから退去するよう命じた。
3月1日の一般教書演説においてロシア航空機の米領空への乗り入れ禁止の制裁措置を発表した。
3月2日にはオリガルヒ（ロシア新興財閥）のアリシェル・ウスマノフやロシア大統領府報道官ドミトリー・ペスコフなどに対して「プーチン体制との癒着で巨富を得た」として、彼らが所有する豪華ヨットや私有ジェット機などの個人資産を利用できなくした。
3月5日、ロシアの経済的混乱やロシア当局による恣意的な法運用の恐れからロシア在住のすべての米国人に対してロシアから退避するよう勧告を発した。同日米クレジットカード大手のVisaとマスターカードがロシアでの業務を停止すると発表したことに対して歓迎を表明した（ロシアのカード決済のうち、ビザとマスターが占める比率は7割程度）。
3月8日、ロシア産の原油、天然ガス、石炭などの輸入を全面的に禁止する大統領令に署名した。
3月11日、G7やEU加盟諸国と連携してロシアの最恵国待遇を取り消し、北朝鮮にキューバ級に高い関税をかけられるようにすることを発表。
3月15日、ウクライナやその近隣の東欧諸国を支援するための136億ドルの予算を盛り込んだ2022会計年度（21年10月から22年9月）の予算案に署名して成立させた。このうち65億ドルが欧州担当米軍の人員配置やウクライナへの安全保障支援（対空兵器、対戦車兵器、弾薬、兵士の携帯食、救急セットなどの軍用医療品など）に充てられる。また40億ドルはウクライナからの難民や国内避難民の人道支援に充てられ、他はロシアによる経済制裁逃れやサイバー攻撃への対処の財源となる。同予算の署名式でバイデン大統領は「プーチン氏のウクライナ侵攻は、米国中の人々を団結させ、議会の両党を団結させ、自由を愛する世界を団結させた」「我々はウクライナ軍に直接、対戦車兵器や対空兵器を提供してきた。同盟国や友好国からウクライナへ安全保障支援を届けることも促進している。国を守る勇敢なウクライナの人々への支援をさらに増やすために緊急に動いている」と述べた。
3月16日にはホワイトハウスでの演説でウクライナに対空ミサイルや無人機など8億ドル規模の追加軍事支援を行うことを発表した。また射程の長い対空システムを供与する考えも表明した。また同日記者からの質問に答える形でウラジーミル・プーチンが戦争犯罪者であることを明言した。それまでアメリカ政府はロシアの行為が戦争犯罪に当たるか調査中であるという立場だったが、一歩踏み込んだ。
3月24日にはウクライナ侵略をめぐってベルギーのブリュッセルで開かれたNATOやG7の緊急会合に出席。NATOの共同声明でウクライナ支援について「我々は支援を強化してきた。今後も政治面、実用面での支援をさらに続けていく」と明記。これまでのロシアとの戦闘において多大な戦果を挙げた対戦車兵器やドローン兵器などの支援を追加することが決定された。またロシアが使用する恐れが高まっている化学・生物兵器に対処する装備品をウクライナに供与することで一致した。また防空支援に向けて地対空ミサイル供与も進める方向で加盟国内の調整を急いでいる。NATO加盟の東ヨーロッパ4カ国（ブルガリア、ハンガリー、ルーマニア、スロバキア）にNATO部隊を新規配備して東ヨーロッパ全体の対ロシア防衛態勢も強化することを決定した。また声明の中で中国に対して「いかなる形態でもロシアの戦争を支援したり、経済制裁逃れを助けたりしないよう求める」と要求。ロシア制裁としては328人のロシア下院議員、ロシア最大手銀行ズベルバンクのトップ、防衛企業48社などロシアの400以上の個人・団体に制裁を科すことを発表。ロシア中銀が通貨ルーブル暴落防止で実施している金を売ってルーブルを買う取引を封じるためにロシア中銀と金の取引も制裁対象に加えた。同日の記者会見でバイデンはロシアをG20から排除すべきであるとの考えを示した。また「G20（の判断）にもよるが、インドネシアなどの国が同意しない場合、ウクライナも同様に参加できるようにしなければならない」と述べた。
3月26日にワルシャワで行った演説では、用意された原稿になかったアドリブでプーチンについて「権力の座にとどまるべきではない」と発言した。この発言について「体制転換を求めている」のではないかと内外で波紋が広がったが、ホワイトハウス当局者は演説後「大統領はロシアの体制転換に言及したわけではない」と記者団に述べた。バイデン自身も否定したが「道徳的な怒り表現した」として発言の撤回は拒否した。
4月5日、ウクライナに新たに1億ドル分の対戦車ミサイル「ジャベリン」の追加供与を決定。
4月7日にアメリカ国防省はバイデン政権発足以降にウクライナに行った軍事支援の総額は24億ドル（そのうちロシアのウクライナ侵攻開始後では17億ドル以上）であることを発表した。具体的には携行式地対空ミサイル「スティンガー」1400発以上、「ジャベリン」5000発以上を含む対戦車ミサイル1万2000発以上、自爆攻撃機能を有する無人航空機「スイッチブレード（神風ドローン）」数百機、小火器7000丁以上、弾薬5000万発以上、レーザー誘導式ロケットシステムとなっている。またウクライナから要請されている長射程の高性能地対空ミサイルの件も含めて「同盟国などと協力して必要な兵器を特定し、支援し続ける」と声明した。
4月12日のアイオワ州の演説では、ロシアによるウクライナ侵攻が「ジェノサイド」に当たるとの認識を示した。この発言について翌日米大統領報道官は「現場で起きたことを見て、感じたことを話した」「見たまま率直に語るのがバイデン氏のやり方」だと説明し、米政府としてジェノサイドと認定したわけではないとした。国務省は米政府として独自にジェノサイド認定に向けた調査に乗り出すかについては明言しなかった。
4月13日と4月21日、ウクライナにそれぞれ8億ドルの追加軍事支援を行うことを発表した。
4月28日には330億ドル（4兆3000億円）規模の大規模なウクライナへの兵器・人道支援の追加予算の承認を議会に求めると発表した。議会は3月15日にウクライナへの兵器供与や人道支援のための総額136億ドル規模の予算案を可決しているが、今回の規模はその2倍以上となる。
またロシアのウクライナ侵略が行き詰まりを見せる中、戦争が長期化することを見据え、アメリカ政府は第二次世界大戦中に連合国への兵器供与を加速させた武器貸与法（レンドリース法）を復活させる方針を固めた。これが復活すればウクライナ向けの軍事支援の関連手続きは一気に簡略化されるので、ウクライナへの兵器供与を質量ともに拡大させることが可能となる。上院では4月6日に全会一致で可決され、下院でも4月28日に賛成417票、反対10票の圧倒的大差で可決された。バイデンは5月9日に旧ソ連の「対独戦勝記念日」に合わせて署名し、同法案に署名して成立させた。署名に際してバイデンは「我々は昨日（8日）、欧州の戦勝記念日を祝った。第2次世界大戦による荒廃の終わりと、欧州におけるファシズム打倒を告げた日だ」「プーチン（ロシア大統領）の戦争は再び、欧州に残酷な破壊をもたらしている」「ウクライナの人々は、プーチンの残虐な戦争から国と民主主義を守るために戦っている。我々が支援していく上で、この法律は重要な手段となる」と述べた。
6月に高機動ロケット砲システムHIMARS（ハイマース）のウクライナへの提供を決定。ハイマースによる精密誘導砲撃が9月のウクライナの東部奪還に大きな戦力となった。

#### 対中国政策

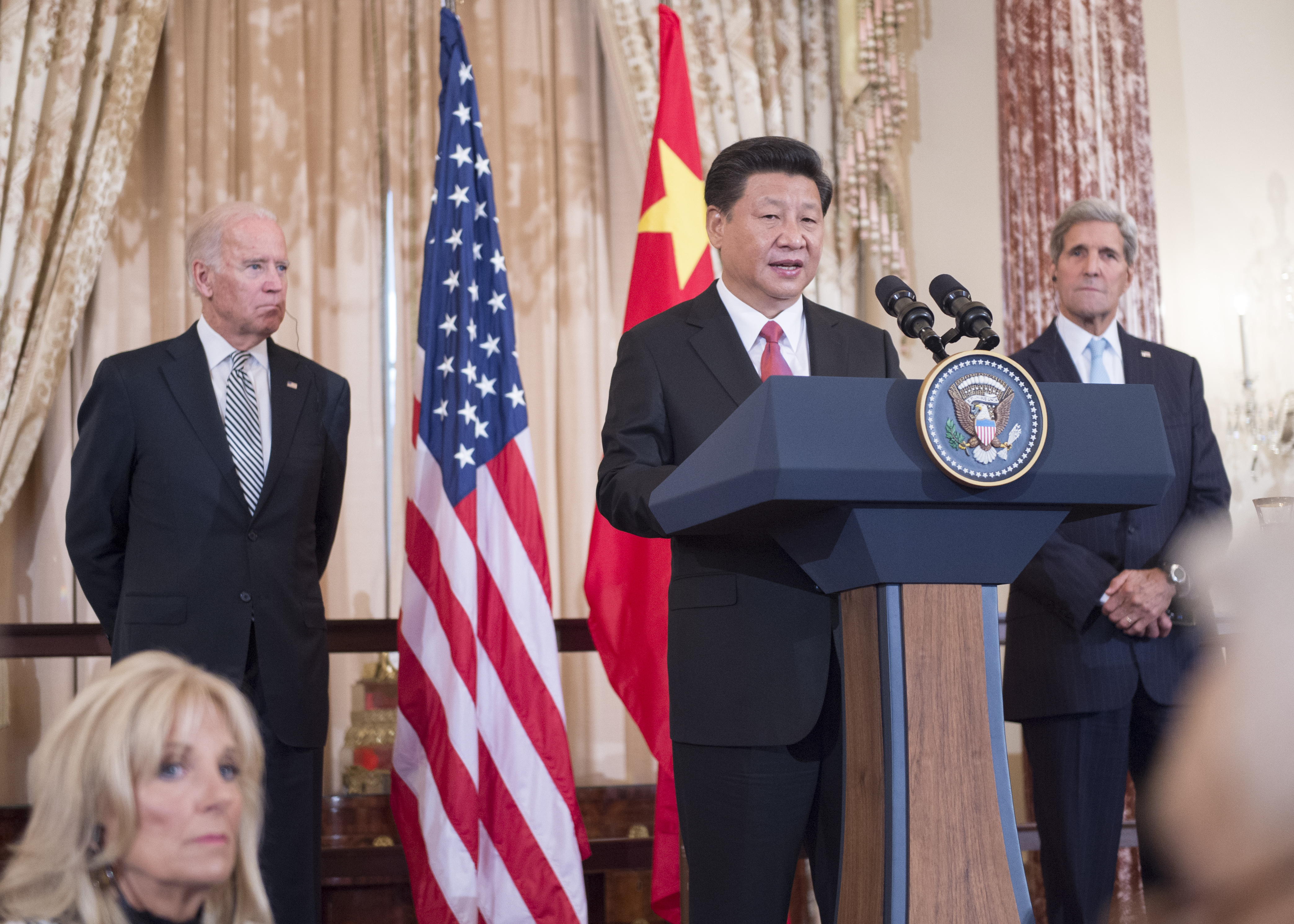
2015年9月25日に国務省にて。アメリカを訪問した中華人民共和国最高指導者習近平とバイデン副大統領とケリー国務長官

元々バイデンは1970年代以降のアメリカの対中関与政策を支持してきた人物で、オバマ政権の副大統領だったころに習近平とは当時国家副主席兼政治局常務委員で胡錦濤総書記兼最高指導者の後継者と目されていた時代から個人的な交流を重ねており、副大統領時代からよく知る習近平を「彼のことをよく知っているが、とても賢く厳格だけれども民主主義的な考え方を全く持ち合わせていない」と評している。
バイデンは対中政策に関し、就任後初の外交政策の演説で中国を「最も深刻な競争相手」と位置付けることを表明しており、「衝突する必要はないが、激しい競争になる」との見方も示している。2019年には民主党候補の指名を争っていた際も「中国は米国の競争相手にならない」と発言して共和党や大統領であるトランプから中国の脅威を過小評価していると非難され、トランプはハンター・バイデンと中国企業の取引を批判して中国政府に対してバイデン親子を調査するよう呼びかけていたが、大統領選挙運動中にバイデンもトランプに対して中国に税金を払って中国で秘密の銀行口座を保有して事業を行っていたと攻撃し、中国政府による香港の抗議運動の弾圧やウイグル族の強制収容などを批判して習近平総書記（最高指導者）を「悪党」と呼ぶなど中国への態度を急速に硬化させている。背景に2010年代を通して共和党・民主党の党派を超えてアメリカ政界全体に、中国はアメリカ主導の世界秩序の脅威であるという共通認識が定着してきていることがある。
外交官のジェームズ・グリーンは「新政権は中国に甘いという批判から脇を守る必要がある」「2010年代半ばの米中関係への回帰は望めない」と分析する。
大統領選挙当選後の演説の中でバイデンは「中国に対する最良の戦略は、全ての同盟国などと足並みをそろえることで、就任当初の数週間はこれが最優先事項になる」と述べており、中国に対しては日本を含む多国間の枠組みで対応するべきだという考えを示している。トランプ政権が伝統的な同盟国である日本や韓国、欧州などを「安保のただ乗りをしている」「貿易で不正を働いている」と非難してきたのに対し、バイデンはこうしたことをせず同盟国との連携を深めることで中国に協調行動を取らせることを約束している。またバイデンはオバマ政権時代から米国の軍事的優先事項を中東からアジアに移すアジアピボットの推進役になってきたので、今後も中国の南シナ海侵出への牽制などインド太平洋地域重視戦略を維持するだろうとする分析がある。
アメリカ陸軍大学校戦略研究所研究教授ジョン・デニは、トランプ政権は中国に厳しい制裁関税などを課す一方でインド太平洋の同盟国と団結して中国に対抗しようとしない・同盟国にも同じ経済関税を課す・韓国に駐留経費5倍を要求して払わなければ在韓アメリカ軍を撤収すると脅迫する・中国を標的とするTPPからも離脱するという「ちぐはぐな外交」だったとし、それに対してバイデン政権は多国間アプローチからそうした「ちぐはぐ」を解消し、その中で同盟国間の貿易摩擦も早期解決が志向され、それに続いて同盟国間の既存の貿易・投資協定を拡大していこうという流れになるのではないかと分析する。自由貿易に前向きな共和党が上院の多数を占める見通しであることから、TPPにアメリカが再加入する可能性もあると指摘している。
一方バイデンは大統領選挙戦中にはトランプ政権が関税の上げ下げによって中国に圧力をかけていることについて「懲罰的な手法はとらない」と発言して否定的な見解を示していた。しかし、当選が確実になった後にはトランプ政権下の米中貿易戦争で実現した米中経済貿易協定や対中関税について「すぐに動かすつもりはない」と述べて当面維持する考えを示している。また「知的財産権の侵害や違法な産業補助金などを是正するための貿易政策を進める」と述べて中国に厳しく改革を求めていく姿勢も示した。
2020年11月7日にバイデンに当選確実の報道が出ると、各国首脳は続々とバイデンに祝辞を贈ったが、中国の習近平総書記はしばらく祝辞を出さず、11月25日になってようやく出している（ただし政府報道官がそれに先立つ11月13日に祝辞を表明している）。文面は「双方が衝突せず、対抗せず、相互に尊重し、協力とウィンウィンの精神」を堅持し「互いの不一致を管理する」ことを求めるという2016年にトランプに贈った祝辞をほぼ踏襲したものだったが、米中関係の悪化を反映して文字数が減っている。
12月28日のデラウェア州の演説で中国を競争相手とした上で人権侵害や貿易問題で中国に強い立場で臨むとの考えを示した。中国の不公正な貿易慣行や人権侵害などを批判し「中国政府に責任を負わせる」を演説した。「中国と競う上で、志を同じくする同盟国やパートナー国と連合することによって我が国の立場は一層強くなる」「我が国だけなら世界経済に占める割合は約25パーセントに過ぎないが、民主的なパートナー国と連合すれば、経済的な影響力は2倍以上になる」と述べ、同盟国と連携して中国に対抗する必要性を改めて強調し、トランプの単独行動主義を否定した。
2021年1月25日に習近平総書記はアメリカの中国への厳しい姿勢について「国際社会で新冷戦を仕掛け、他国を脅し、経済の切り離し（デカップリング）や制裁を行えば、世界の分裂を招くだけだ」と演説。これに対してジェン・サキ報道官は記者会見において、習のこの主張がバイデン政権の対中政策に影響するかとの質問に対して「それはない」と断言し、中国について「ここ数年、国内ではより権威主義的に、国外ではより独断的になり、我々の安全や繁栄、価値観に挑戦しており、新しいアプローチが必要だ」との認識を示した。また「我々の中国へのアプローチは過去数か月間（トランプ政権下の対中外交）と同じものだ」と述べつつ、「米国第一」路線は転換して同盟国との協調を通じて対処する方針を重ねて示した。「われわれは戦略的な忍耐を持ってこの問題に取り組みたい」と述べ、ホワイトハウスが今後数週間以内に、この問題について議会や同盟国などと協議すると述べた。また中国通信機器大手のファーウェイに厳しい規制措置を続けるのかという質問には、中国の産業スパイや知的財産の盗難はなお懸念が続いていると答え、規制解除に慎重な姿勢を示した。
他方でバイデンは「国益にかなうなら中国政府と協力する用意がある」と表明している。1月27日に気候変動担当大統領特使ジョン・フォーブズ・ケリーは中国が世界で温室効果ガスを最も排出していることを指摘し、中国との協力の重要性を主張した。ただ温暖化対策の協力を得るために南シナ海や貿易などの問題で中国に譲歩することはないと強調した。また知的財産の侵害や南シナ海などの問題をめぐって、温暖化対策の協力を取り引きすることはないと述べて外交政策でディール（取引）を好んだトランプ前政権と一線を画した。ブリンケン国務長官も同日の記者会見で温暖化対策に両国が協力して取り組むことは双方に利益になるとの見解を示したが、他方で「われわれの外交政策や中国との間で抱える多くの懸念事項という背景を踏まえるべきだ」と述べた。
2月10日に習近平総書記との最初の電話首脳会談を行った。ホワイトハウスの発表によればバイデンは中国の経済面での威圧的で不公正な行いや、香港への統制強化、新疆ウイグル自治区での人権侵害、台湾への対応など地域で独断的な行為を強めていることに対して懸念を伝えたという。中国外務省の発表によれば、習は「両国の協力が唯一の正しい選択だ」として、トランプ前政権で悪化した両国の関係改善を呼びかけつつ、「台湾、香港、新疆ウイグル自治区などの問題は中国の内政であり、主権と領土の保全に関わる。アメリカは中国の核心的利益を尊重し、慎重に行動すべきだ」と反論したという。また、新型コロナウイルス対策や気候変動など共通の課題でも意見交換した上で「米国民の利益につながる場合、中国と協力すると彼に伝えた」とツイッターで述べ、これらの世界的な課題では協調する用意があるとの意向を示した。
3月22日、アメリカ政府は新疆ウイグル自治区の人権問題をめぐって欧州諸国と連携して弾圧に関わっていると見られる自治区当局者に制裁を科した。EUが中国に制裁を科したのは1989年6月の天安門事件以来のことである。中国政府に対して拘束したウイグル族などの解放・国際連合による現地調査を認めることを要求した。米欧連携の対中制裁に日本が加わらないことについては、米国務省は「日本が自ら決めることについて、我々は提言しない」と述べるに留めている。
3月25日に就任後最初の正式な記者会見で習近平総書記について「民主主義は機能せず、専制主義がこれからの潮流となると捉えている頭の良い人物」であり、米中関係を「21世紀における民主主義と専制主義の闘い」と定義した。そのうえで「衝突は望んでいないが、厳しい競争になる。国際社会のルールに則って公平な競争や貿易を中国はしなければならない」と述べ、「中国は世界のリーダーとなり、最も豊かで強い国になるという目標を持っている。私が大統領でいるかぎり、そうはさせない」と述べた。
4月8日にバイデン政権は中国でスーパーコンピューターを開発する7つの企業および国立研究団体について軍事転用に関与したとしてアメリカ製品の輸出を事実上禁止する制裁措置をとることを発表した。
4月16日の日米首脳会談の共同声明で台湾に言及したことについて中国政府は「強烈な不満と断固とした反対」を表明した。また香港や新疆ウイグル自治区の人権状況に「深刻な懸念」を示したことにも反発し「2国間関係の範囲を逸脱し、第三国の利益を害する」と日米を批判。日本に圧力をかける姿勢を示している。
4月17日にアメリカと中国は気候変動に関する共同声明を発表した。中国を訪問したケリー気候変動担当大統領特使は中国の気候変動担当特使である解振華と会談して温暖化対策で両国が協力することで合意した。
4月22日、バイデン大統領はワシントンで気候サミット「Leaders Summit on Climate」を主催し、中国の習近平総書記が出席した。パリ協定「出戻り」のアメリカに環境問題の主導権を渡すまいとした狙いがあるとされる。
4月28日に上下両院合同会議で施政方針演説において「アメリカはインド太平洋で強固な軍事力を維持すると習近平国家主席に伝えた」と述べた。また習近平について改めて「専制主義者」と規定し、「21世紀を勝ち抜くために中国や他の国々と競争している」「専制主義が未来を勝ち取ることはない」として米国の対中勝利を予言した。
6月にイギリスで開催されたG7閉幕後の記者会見でアメリカが国際社会に戻ってきたことを改めて宣言すると共に「（トランプ時代の）前回のG7サミットでは中国への言及はなかった。今回はウイグルや香港の人権侵害などの問題を明確に指摘している」としてG7で一致して中国に厳しい姿勢を示すことができたとの認識を示した。そのうえで「中国とは真っ正面から向き合っていく。中国そのものとだけ競合しているわけではなく、民主主義国家が専制主義国家と勝負していけるのかを競いあっている」と述べた。
7月28日、巨額の補助金で自国産業を優遇している中国に対抗して「全てを米国で製造し、雇用を生み出す」と強調し、連邦政府に国産品の調達を義務付ける「バイ・アメリカン」関連法令の運用を強化することを声明。特に半導体などの戦略物資のサプライチェーンでの国産比率を高めるとした
11月2日、ロンドンで開かれた国連気候変動枠組条約第26回締約国会議（COP26）に中国の習近平が欠席したことを批判した。
11月9日には大統領令によってアメリカから中国通信機器大手華為技術（ファーウェイ）をはじめとする中国企業への投資を禁じる措置を1年延長した。11月11日にはファーウェイなどの製品を対象にアメリカの安全保障上の脅威と見なした通信機器にアメリカ国内での使用に必要な認証を与えない中国通信機器排除法に署名した。
11月16日に習近平とオンラインでの首脳会談を実施した。バイデンが中国による香港・チベット・新疆ウイグルなどでの人権侵害に懸念を表明すると習は「人権問題を口実とした内政干渉に賛成しない」と反論。またバイデンは「台湾海峡の平和と安定を損ねる行動に強く反対する」と表明したが、習は「台湾独立勢力がレッドライン（超えてはならない一線）を突破すれば、断固たる措置を取らざるを得ない」と主張。バイデンが同盟国・パートナー諸国と連携して自由や民主主義の価値観を守り抜くことを通告すると、習は「イデオロギーで線を引き、陣営を分割すれば、結局は世界に災いが降りかかる」と述べそれを牽制。会談は主要な対立軸の原則論の応酬に終わった。ただバイデンが「気候変動などの地球規模の問題では協力すべきだ」と述べると習も「気候変動問題は中米関係の新たな注目点になる」と応じたという。
12月6日、アメリカ政府は新疆ウイグル自治区でジェノサイドなど中国政府による人権侵害を理由に北京五輪には政府関係者を送らない外交的ボイコットを決定した。しかし野党共和党から外交ボイコットでは生ぬるいとの批判が起きており、アメリカ選手団を送らないことやIOC（国際オリンピック委員会）に五輪を北京以外で開催することを求める意見が強まっている。
12月16日に新疆ウイグル自治区でのウイグル人の強制労働によって生産された製品の米国内への輸入を禁じる「ウイグル強制労働防止法案」に署名して成立させた。これにより強制労働で生産されたものではないことを企業側が証明できる場合を除いては新疆ウイグル自治区からの生産物をアメリカに輸入することは不可能となった。
12月17日中国政府による人権侵害や兵器開発に関与したとしてドローン製造会社最大手DJIをはじめとする40以上の中国のハイテク分野の企業・団体に対してアメリカから投資することを禁止する制裁を科した。米財務省によればDJIはウイグル族を監視している中国共産党当局にドローンを提供したという。中国共産党当局は「アメリカは国家安全保障の概念を広げ、さまざまな言い訳をでっち上げて輸出管理措置を乱用し、中国の団体や企業の利益を不当に抑圧している。中国は強烈な不満を示すとともに、断固として反対する」と反発し対抗措置をとると表明している。
2022年3日2日、ロシアのウクライナ侵攻非難の決議が国連総会で採択されたことについてバイデンは「プーチンを非難する決議に141カ国が賛成した。中国は棄権した。インドも棄権した。彼らは孤立している」と述べ棄権した中国を名指しで批判した。
3月18日に習近平とオンライン首脳会談を実施。もし中国がロシアに「物理的支援」を行った場合、中国は重大な結果に直面することになるという警告を中国に与えた。

#### 対日政策

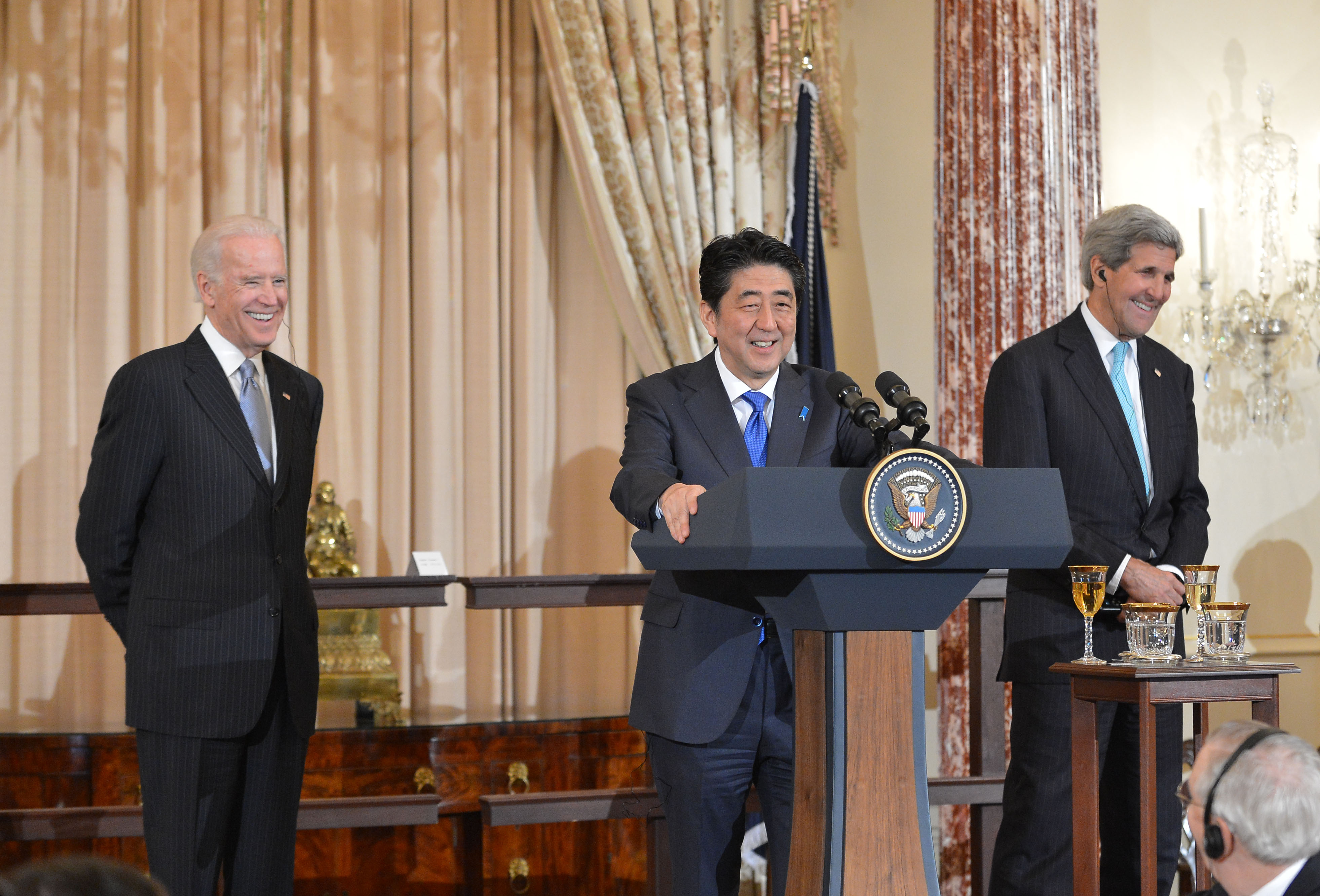
アメリカを訪問した日本の安倍晋三首相とバイデン副大統領とケリー国務長官（2015年4月28日、国務省。）

大統領選挙戦でバイデンは「東アジアの平和を守るため同盟を強化する。部隊を撤収すると脅したりはしない」と述べてトランプの同盟国軽視を批判した。上院議員や副大統領として訪日歴もあり、バイデン政権では対日政策は比較的穏当な路線に戻り、トランプ政権に揺さぶられた日米関係が落ち着きを取り戻すとの見方が強い。
ただし日米外交筋によれば「バイデン政権の閣僚候補の中に『日本は同盟国として大局的な役割を果たしていない』と不満を持つ人がいる」といい、バイデン政権が対中強硬策を講じた場合、日本に具体的協力が求められる可能性があり、逆に対話路線に転じる場合、日米で意思疎通を欠けば混乱する恐れがあると報じられている。また北朝鮮問題をめぐっても前内閣総理大臣菅義偉は国会の所信表明演説においてトランプ政権下の米朝対話の流れを念頭に北朝鮮の最高指導者金正恩との「前提条件なしの対話」に意欲を示したが、バイデンは金正恩との直接対話に否定的な立場を示しているため、オバマ政権時代の「戦略的放置」に戻る可能性もあり、その場合日本の「前提条件なしの対話」路線も練り直しが必要になる可能性がある。日本政府内でもバイデン政権はトランプ政権との違いを示すために北朝鮮に強硬路線を取る可能性が高く、北朝鮮問題の優先順位も含めて不透明であるとの見方が広がっているという。
2021年から5年間の在日アメリカ軍駐留経費負担（思いやり予算）を巡る交渉が本格化する。日本側に4倍の負担増を求めたというトランプ政権の路線が修正されるのか、日本側は当面1年間現行の負担額を継続する「暫定合意」も視野に入れているが、それが認められるのか、外務省幹部は「どうなるか読めない」と語っていると報じられている。
沖縄基地問題への影響について、沖縄国際大学教授の佐藤学は、アメリカは沖縄を中国の軍事的進出に対抗する最前線と位置づけており、その前提となる対中強硬姿勢はバイデン政権になっても続く可能性が高いため、沖縄を取り巻く状況に変化はないだろうと分析している。
自由貿易協定（FTA）を巡っては、トランプ政権と安倍晋三政権が進めた締結した日米貿易協定では、自動車などが積み残しになっているため、依然としてアメリカによる追加関税の懸念は燻っている。またバイデンは新たな通商協定に消極的で、トランプ政権が取り組んできた対日貿易協議もしばらく様子見になるのではとの観測もある。
中国に対抗して日米主導でルールづくりを進めるはずだった環太平洋経済連携協定（TPP）について、バイデンはオバマ政権時代に推進した立場であり、2020年アメリカ合衆国大統領選挙中も「TPPは現協定では再加入できないが、再交渉の余地がある」と述べており、前向きな態度を持っているものの、民主党内では復帰反対論が根強いため、不透明と報じられている。

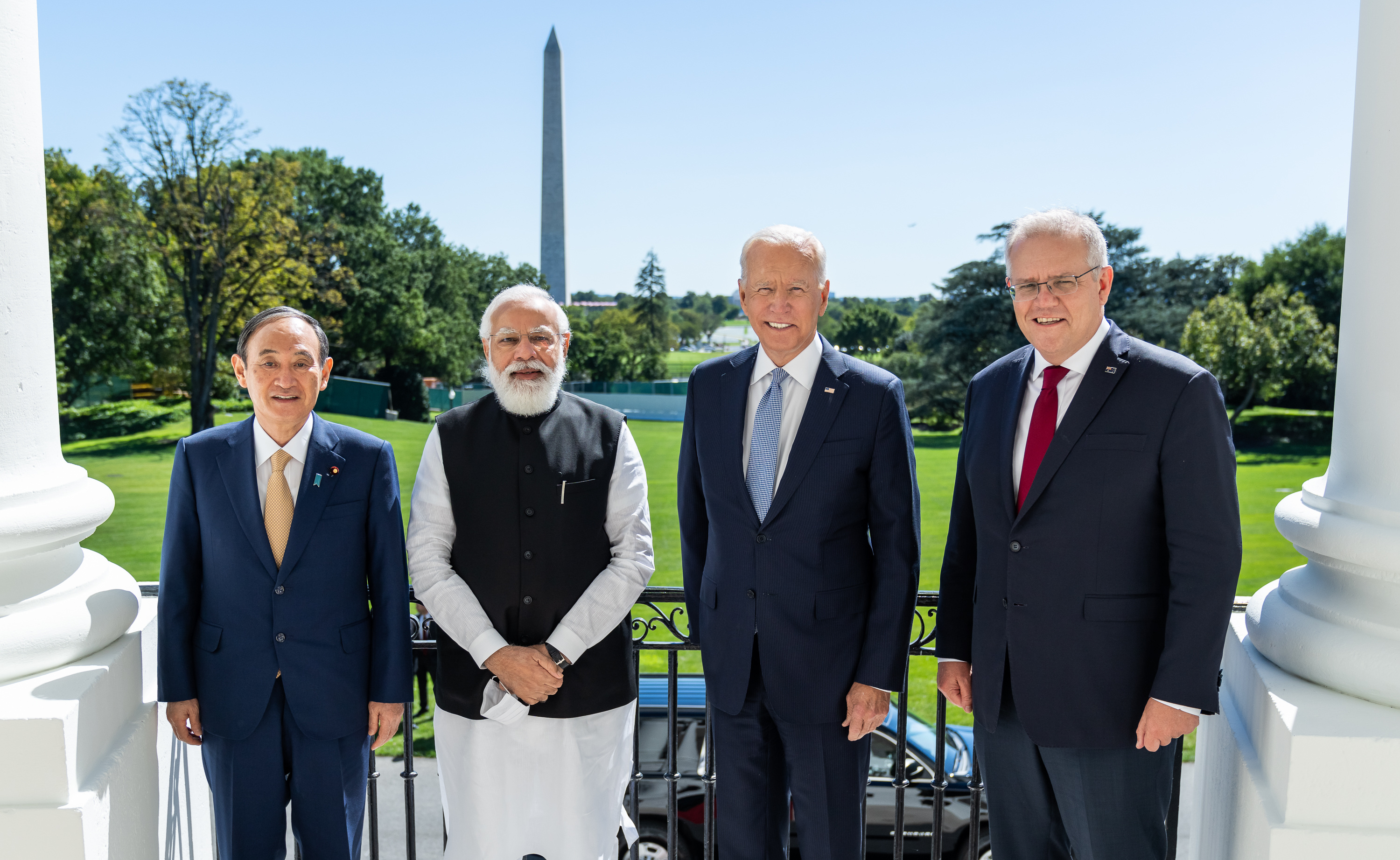
左から日本首相菅義偉、インド首相ナレンドラ・モディ、バイデン大統領、オーストラリア首相スコット・モリソン（2021年9月24日にワシントンで開かれた日米豪印戦略対話）

2021年1月27日（日本時間2021年1月28日未明）、内閣総理大臣菅義偉と大統領就任後初めての電話会談を行った。日米同盟のいっそうの強化や「自由で開かれたインド太平洋」の実現に向け、緊密に連携していくことで一致した。またバイデンは、沖縄県の尖閣諸島がアメリカによる防衛義務を定めた日米安全保障条約第5条の適用対象であることを言明すると共に、核戦力を含む軍事力で日本を守る「拡大抑止」を日本に提供し続けることを改めて確認した。
2月7日にラジオ番組の中で東京五輪について初めて言及し、「日本の首相は安全に開催できるよう懸命に努力している。開催を祈っているが、それは科学に基づいて判断されなければならない」と述べた。
3月12日の官房長官加藤勝信の発表によれば、4月前半にも菅がアメリカを訪問し、バイデンと会談することになった。バイデンの外国首脳との対面会談は菅が最初となる。最初の会談相手に菅を選んだ理由について、中国を念頭に日米同盟の結束を示す目的があると報じられている。
アメリカを訪問した菅は4月16日午後（日本時間17日未明）にホワイトハウスでバイデンと初会談に及んだ。会談後の記者会見でバイデンは「日米同盟と相互の安全保障に対しての揺るぎない支援を確認した。中国からの挑戦に向き合うために協力していく」「我々は自由で開かれたインド太平洋を守るため、中国からの挑戦、東シナ海や南シナ海、それに北朝鮮といった問題にともに取り組むことを約束した」「日米は地域の2つの強力な民主主義国家だ。我々は人権や、法による統治といった共通の価値観を守り、発展させていくことを約束する」と述べた。また台湾海峡の平和と安全の維持が日本の安全に重要であることが共同文書に盛り込まれた。台湾のことが日米首脳会談の文書に書かれたのは1969年（昭和44年）に当時の首相佐藤栄作と当時の大統領リチャード・ニクソンが共同声明で指摘して以来であり、1972年（昭和47年）の日中国交正常化以降では初めてのことである。また菅によれば東京五輪を世界の団結の象徴として開催したいという意思を伝え、バイデンから支持があったという。
9月3日に菅が自民党総裁選不出馬を宣言したことを受けてホワイトハウス報道官は「バイデン大統領は、菅首相のリーダーシップに感謝している」「菅首相の今後の健勝を祈る」とする声明を出した。9月24日に日米豪印戦略対話（クアッド）の4カ国首脳会談で訪米した菅と会談したバイデンは「（菅は）非常に大きな存在。さびしくなる。退任後も助言を求めたい」と述べたという。これに対し、菅はバイデンの友情に感謝するとともに「今後も日米同盟の重要性に変わりはない」と伝えたという。

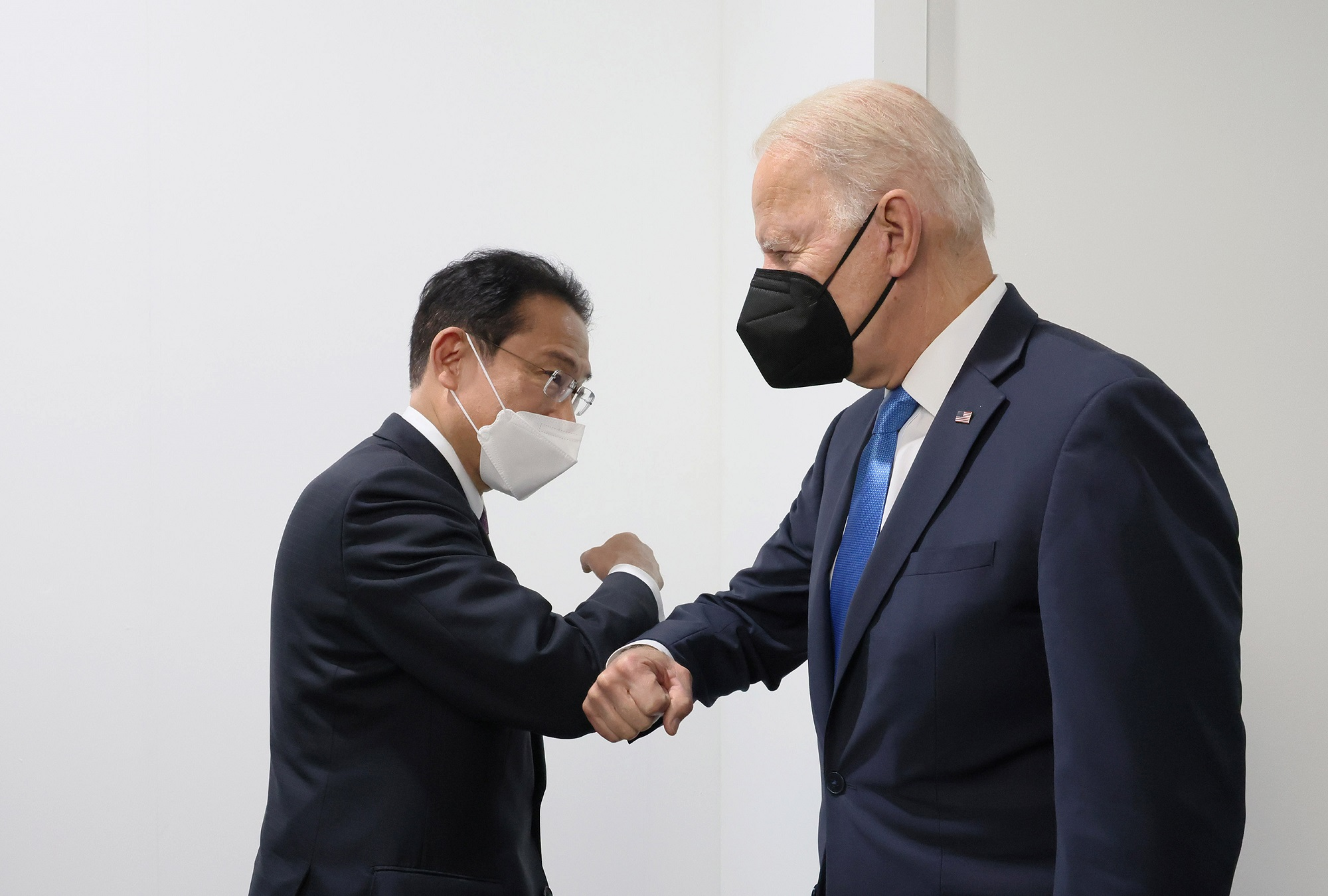
日本の内閣総理大臣岸田文雄とバイデン大統領（2021年11月2日イギリス・グラスゴーで）

10月4日に後任として100代内閣総理大臣となった岸田文雄は翌5日にも最初の外国首脳との電話会談としてバイデンとの電話会談を行った。それについての記者会見で岸田は「日米同盟をさらなる高みに引き上げるためにも重要な一歩になった」「バイデン氏から日米安全保障条約5条の尖閣適用を含め、対日防衛コミットメントについて力強い発言があった」と述べた。
11月2日に国連気候変動枠組み条約第26回締約国会議（COP26）が開かれた英国グラスゴーにおいて岸田とバイデンの最初の対面首脳会談が短時間だが行われた。年内にも岸田が訪米して日米首脳会談を行うことで一致し、また中国を念頭に置いた「自由で開かれたインド太平洋」の実現に向けて緊密に連携していくことを確認した。
アメリカの政権交代が重なって2021年度は暫定になっていた在日米軍駐留経費の交渉が12月8日に妥結に達し、中国の軍事的台頭など厳しさを増す安全保障環境を念頭に在日米軍の駐留経費負担が500億弱の増額させることで日米両国は合意した。
12月9日と10日にバイデンが主催した「民主主義サミット」に招待されて出席した岸田は「自由、民主主義、人権、法の支配といった我々が大切にする基本的価値を損なう行動に対しては、有志国が一致して、ワンボイスで臨んでいかなければなりません」と述べた。
2022年1月21日にバイデンと岸田の最初の本格的な首脳会談がオンライン会談で実施され、岸田から日本の防衛力の根本的強化や「敵基地攻撃能力」保有の検討の意向を伝えられたバイデンはそれに支持を表明した。また日米の外務・防衛担当閣僚が参加する2プラス2会議と別に中国の「一帯一路」に対抗するためインド太平洋地域のインフラ投資を促進する経済安全保障と関連した2プラス2会議の新設も決定した。また春に日本でクアッドの首脳会談を開くことで合意。実現すればバイデンにとって大統領就任後初めての訪日となる。
2022年3月1日、バイデンと岸田の電話会談があり、ロシアのウクライナ侵攻をめぐる日本政府の対ロシア制裁や、LNGの一部をヨーロッパに融通したことなどについてバイデンから「ロシアにおけるウクライナ侵略への対応における岸田総理大臣のリーダーシップに特に感謝している。日本の強力な対応は、ロシアによる理不尽で不当な攻撃に対し、国際社会が連帯して立ち向かうメッセージとなった」との謝意が伝えられた。また改めて数か月後の訪日の意向も伝えられた。
2022年5月22日に米大統領専用機で米軍横田基地に到着。大統領就任後初めての訪日となる。
5月23日に皇居で徳仁天皇と会見。天皇は皇太子時代の2013年にも当時副大統領だったバイデンと東京・元赤坂の東宮御所（現：仙洞御所）で懇談していた。約30分間に及んで会見が行われ、日米関係や新型コロナウイルス、東日本大震災などについて話し合った。
その後赤坂迎賓館で岸田と会見し、その後共同記者会見に及んだ。日米同盟の強化や日本の防衛力増強、ロシアによるウクライナ侵略批判、中国の現状変更の試みへの批判などで一致。岸田は「日本の防衛力を抜本的に強化し、裏付けとなる防衛費の相当な増額を確保する決意を表明し、支持を得た」と述べ、バイデンも「日本が防衛能力を高めることを評価する。より強い日本、より強い日米同盟はこの地域によいことをもたらす。これが台湾海峡でも持続し、東・南シナ海でも続くことを望む」と述べた。また岸田はバイデンから日本の国連の常任理事国入りに賛意があったことを発表した。また岸田はバイデンが提唱する米主導の経済圏「インド太平洋経済枠組み（IPEF）」を歓迎し、日本も参加することを表明した。

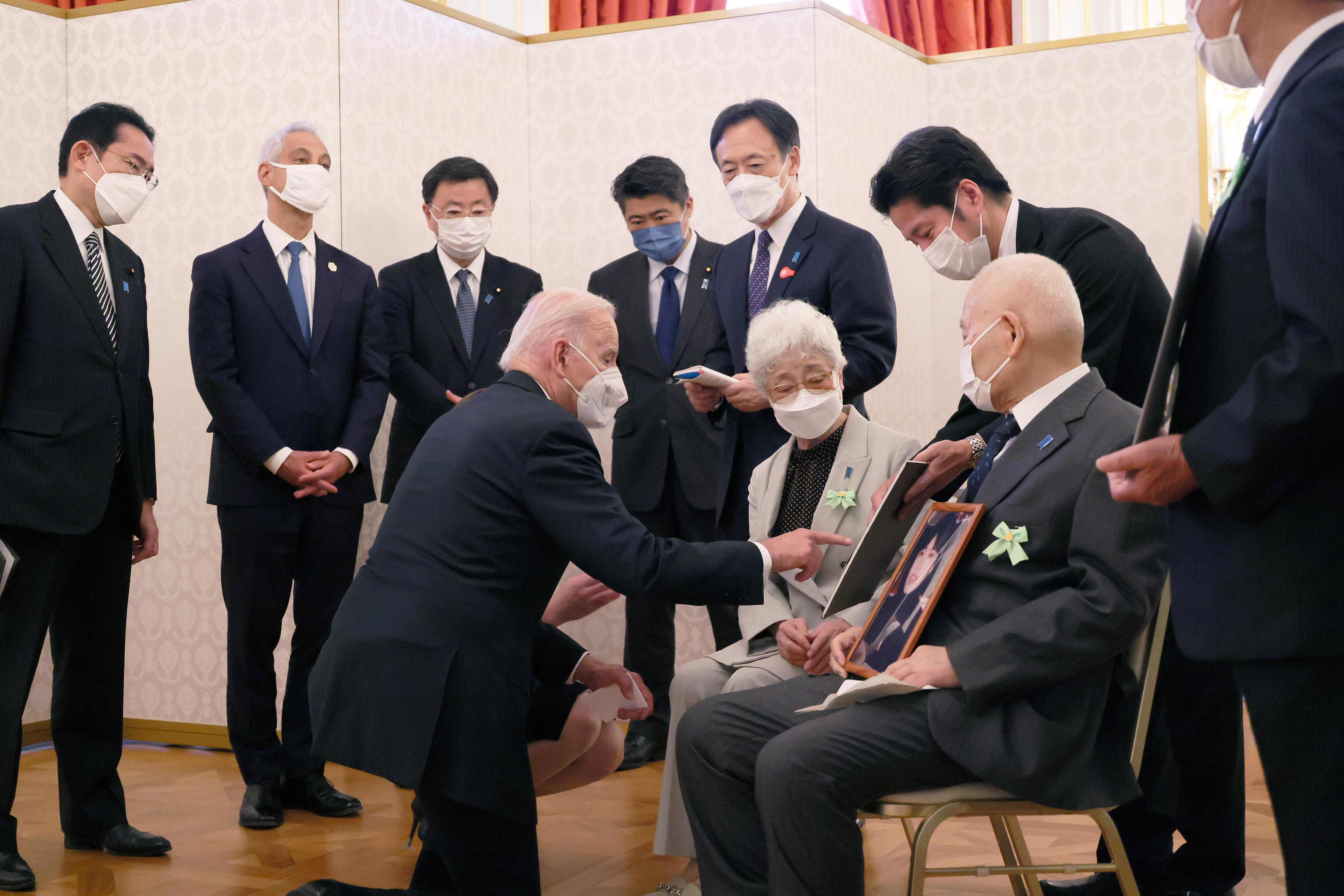
2022年5月23日、北朝鮮による拉致事件の被害者家族の前にひざまずいて話を聞くバイデン大統領

その後、赤坂迎賓館を訪問した北朝鮮による拉致事件の被害者家族と面会。バイデンは高齢のため椅子に座っていた家族の前でひざまずいて話を聞くなど、一人一人に言葉をかけ、「あなた方と同じ気持ちです」と家族に伝えた。これについて拉致被害者横田めぐみの弟横田拓也は「母のところにバイデン大統領がひざまずかれて、愛情というか、わたしたちへの同情というか、優しいお心を持った言葉をかけていただきました。正直、涙がとまらなかったありがたさがありましたけれども、あたたかいお志をいただけたことは、本当に感謝の気持ちでいっぱいです」と述べた。
5月24日には首相官邸で開かれたクアッドの首脳会談に出席。対面の首脳会合は昨年9月に米ワシントンで開かれて以来2回目である。クアッド4カ国首脳はロシアのウクライナ侵攻をめぐって協議し「力による一方的な現状変更をいかなる地域でも許してはならない」との認識を共有し「自由で開かれたインド太平洋」実現に向けた連携を確認。岸田は記者会見で「インドも参加する形でウクライナの悲惨な紛争に懸念を表明し、法の支配や主権、領土の一体性の原則はいかなる地域でも守らなければならないことを確認した」と述べたが、伝統的にソ連・ロシアと関係が深いインドに配慮して共同声明はウクライナ情勢を「悲劇的な紛争」としつつ、ロシア名指し批判を避けた。また声明では中国を念頭に「ルールに基づく海洋秩序への挑戦に対抗する」と記述された。

#### 対台湾政策
2021年2月10日の初めての米中首脳電話会談でバイデンが中国の台湾への強圧姿勢に懸念を表したことを受けて台湾外交部はバイデンに感謝を表明した。
中国外相の王毅がバイデン政権に対して、台湾との関係を強化してきた前政権の政策を改めるよう要求してきたことについてホワイトハウス報道官は「台湾への支援を続けていく」と反論した。
アメリカ政府は中国による台湾侵攻の可能性が高まってきていると判断しており、3月16日の日米安全保障協議委員会（2プラス2）では、日米両政府は「台湾海峡の平和と安定の重要性」について認識を共有した。
3月26日にはアメリカの対台湾窓口機関のアメリカ在台協会と駐アメリカ台北経済文化代表処が沿岸警備ワーキンググループの設置に関する覚書を締結した。アメリカ沿岸警備隊と台湾の海洋委員会海巡署が意思疎通の向上や協力関係構築、情報共有などを行うことを内容とする。バイデン政権下では最初の米台間の沿岸警備に関する協定となる。
4月9日に国務省は台湾との政府間交流を促進するため、これまで中国への配慮で禁止されていた連邦政府の庁舎内などでの米台実務者レベルの会合を今後は行っていく新方針を発表した。その理由について国務省は「台湾との非公式な関係が深まっていることを反映させた」「台湾には力強い民主主義があり、米国の安全保障や経済面での重要なパートナーだ」と述べており、対中国を見据えた動きと考えられる。
4月13日にはリチャード・アーミテージ、クリス・ドッド、ジェームズ・スタインバーグらを非公式代表団として台湾に派遣した。「台湾の長年の友人でバイデン大統領とも個人的に近い高官3人の人選は、台湾とその民主主義に対する米国のコミットメントの重要な証しになる」と米政府は述べている。
4月16日の日本の首相菅とバイデンの日米首脳会談の共同声明には「台湾海峡の平和と安定の重要性」が明記された。これについて台湾の総統府報道官は17日に感謝と評価を表明した。報道官は「台湾海峡の平和と安定は、両岸（中台）関係の範囲から、インド太平洋地域、ひいてはグローバルな焦点に引き上げられた」と述べている。
10月23日にボルティモアでの市民との対話集会に出席した際に台湾防衛について2度質問されたバイデンは2度とも「責務がある」と答えた。これまで歴代米政権は中国が台湾に攻撃を仕掛けた場合の対応について、明確な姿勢を打ち出さない「戦略的曖昧さ」の外交方針を堅持してきた経緯があったので、それを転換するのかと注目されたが、後に米政府は台湾に関する政府の方針に変更はないとし、台湾との関係は台湾関係法に基づいて対応し、台湾の自衛の後押しを続けるとともに現状の一方的な変更には反対する立場であるとしている。バイデン発言に対して中国外務省報道官は「米国は台湾独立を狙う分離主義勢力にシグナルを一切送ってはならない。米国は一つの中国政策と中米間の三つの共同コミュニケを厳密に順守すべき」と批判した。逆に台湾外交部はバイデンの発言に感謝を表明し「台湾の民主主義、安全保障や住民の幸福を十分守るための自衛能力の強化を図り続ける」と声明した。
12月9日と12月10日の二日にかけて開催した民主主義サミットに台湾を招待。台湾外交部は感謝を表明するとともに、IT担当閣僚の唐鳳（英語名オードリー・タン）と、アメリカの台湾当局代表機関「駐米台北経済文化代表処」代表の蕭美琴を台湾代表として出席させることを発表した。これに対して北京の中国共産党政府は「われわれはアメリカと台湾による、いかなる形の公式の交流にも断固反対する。アメリカには『1つの中国』の原則をしっかりと守り、台湾に関わる問題を適切に処理するよう求める」と反発している。蕭美琴は「サミットに参加することで、台湾が収めてきた民主主義の成功体験を広く共有できる。中国は、民主主義はアジアの国々や香港にそぐわないという主張を宣伝し続けているが、それが間違いだということを台湾は証明した」「台湾が自由で開かれた民主的な社会として存続することは、インド太平洋地域の平和と安定にとって極めて重要だ。すべての民主主義国家の利益となる」と訴えている。
2022年3月1日にマレン元統合参謀本部議長を団長とする安全保障問題に関する元米政府高官団を台湾に派遣した。ロシアのウクライナ侵攻に乗じて中国の習近平が台湾統一を狙って台湾の蔡英文政権に軍事的圧力を務める恐れがある中、平和維持に米国が積極的に関与する姿勢を確認した。

#### 対韓国政策

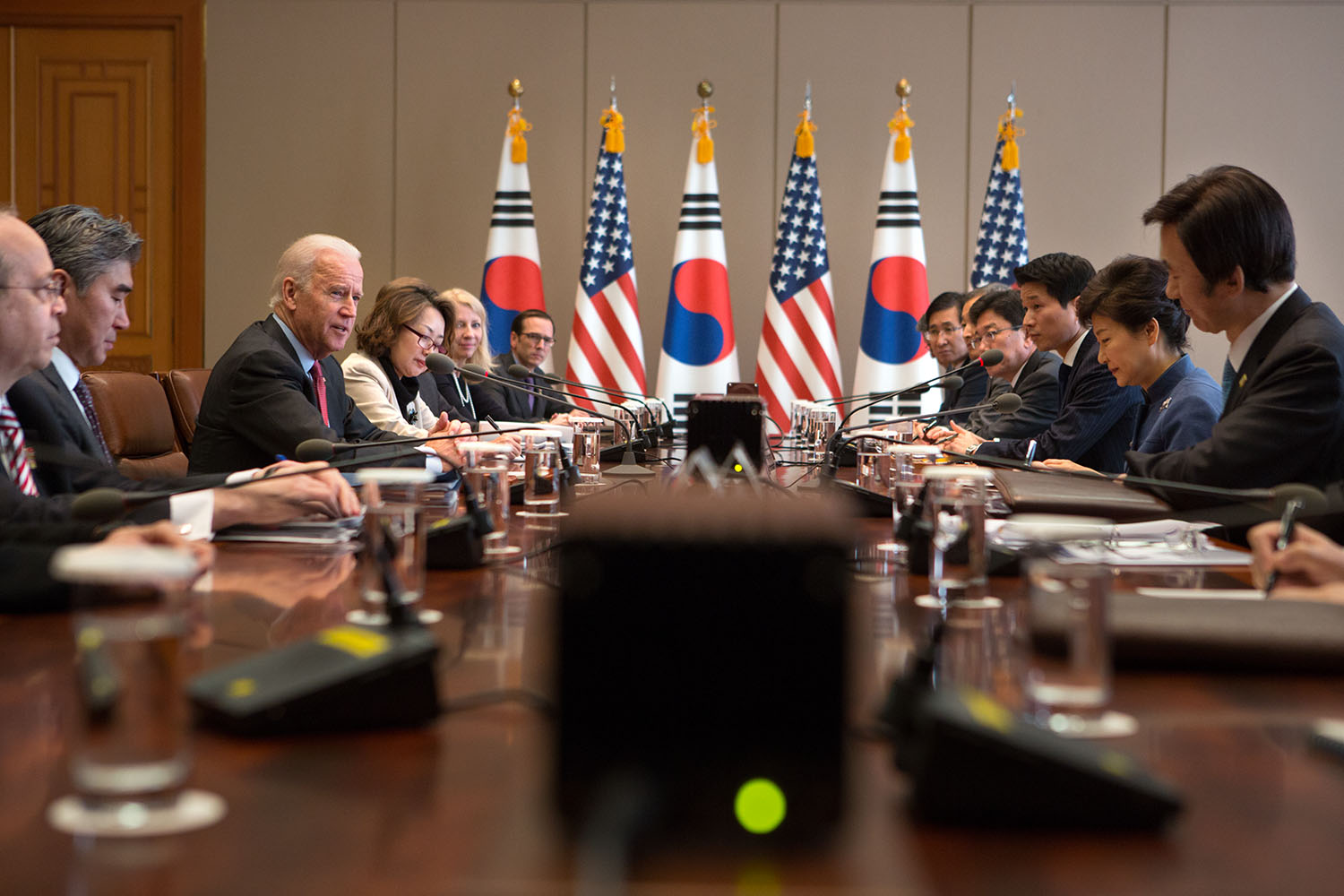
2013年12月6日、韓国ソウル青瓦台で韓国大統領朴槿恵と2か国会合を行うバイデン副大統領

トランプ政権は韓国に駐留経費を5倍に増額しなければ在韓アメリカ軍を撤収させるという脅迫を行い、さらに在韓アメリカ軍で働く韓国人労働者のうち約半数の4000人以上が駐留経費交渉難航を理由に2020年4月以降から無給休職を強いられた。6月以降は交渉がまとまるまで韓国政府が彼らの給料を支払うことをアメリカ政府と合意したが、交渉妥結の目途は立たない状態だった。
これについてバイデンは大統領選挙の直前の2020年10月30日に韓国の『聨合ニュース』に寄稿して、米韓同盟について朝鮮戦争をともに戦った「血で結ばれた同盟」であることを強調し、「在韓米軍を縮小するという向こう見ずな脅しによって韓国を強要するのではなく、私は米大統領として、韓国を支持し、東アジアや他地域の平和を守るために、同盟を強化する」「理にかなった外交を目指し、北朝鮮の非核化と朝鮮半島の統一に向けた取り組みを続ける」と約束した。
そのため韓国内ではバイデンの当選にひとまず安堵の声が広がっている。全国在韓米軍韓国人労働組合の事務局長孫址吾はバイデンの当選について「心からお祝いする。バイデン氏にはお互いの信頼を取り戻し、合理的な水準で駐留経費負担の交渉を早期に妥結させるよう望む」と述べるとともに無給休職問題の改善に取り組むことを求めた。
米民主党政権は伝統的に日米韓の安全保障協力を重視するので、バイデンが日韓関係の修復のため両国間の歴史問題に介入するのではとの懸念が韓国内で広がっている。韓国メディアは、2015年12月に妥結された慰安婦問題の日韓合意はオバマ政権が水面下で両国に迫ったものであるとしたうえでバイデン政権も徴用工問題などで同様の仲裁に乗り出す可能性があるとの見方を伝えている。
2021年1月28日に日本の菅とバイデンの電話会談があって以降、韓国では文在寅とバイデンの電話会談の遅れを心配する声が上がっていたが、2月4日に文在寅とバイデンの初めての電話首脳会談を行われた。バイデンは中国や北朝鮮への対応を視野に、日米韓の同盟関係の強化を重視する立場から日韓の対立を望まないことを文に伝えるとともに、日本との関係を改善するよう要請した。ただ韓国政府関係者によれば徴用工問題や慰安婦問題など日韓間の具体的懸案への言及はなかったという。北朝鮮問題については文が「対話による解決の重要性」を訴えたのに対し、バイデンはそれに同調しつつも「過去のやり方は望ましくない」と述べ、トランプのような金正恩との首脳会談を通じたトップダウンの解決方式は取らないとくぎを刺した。また中国を念頭にした日米共通の構想「インド・太平洋地域の協力」に文も賛意を表明し、最大限協力する姿勢を示したという。

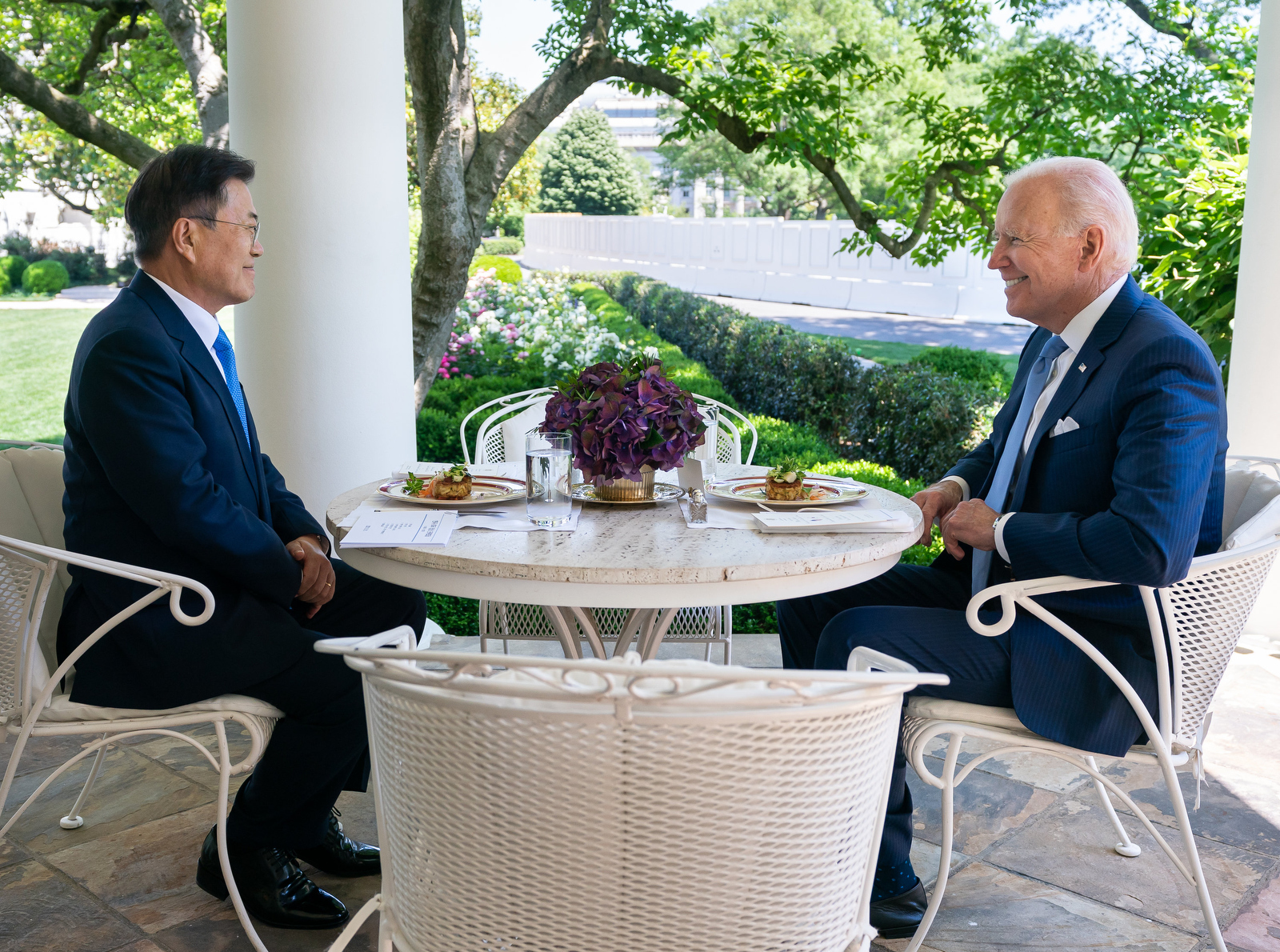
2021年5月20日、訪米した韓国大統領文在寅と昼食をとるバイデン大統領

2021年5月21日に訪米した文在寅と会談。文は日本の菅に続きバイデンと対面会談した2人目の外国首脳となった。両首脳の米韓共同声明では北朝鮮について「外交と対話は朝鮮半島の完全な非核化と恒久的な平和構築に不可欠」との文言が盛り込まれた。また中国問題では中国の名指しを避けながらも「両首脳は台湾海峡の平和と安定の維持の重要性を強調する」と明記。また中国の行動を念頭にしたと思われる「ルールに基づく国際秩序を脅かし、不安定にするあらゆる行動に反対する」という文言も盛り込まれ、南シナ海での航行の自由の尊重がうたわれた。またバイデンは米軍と密接に協力する韓国軍要員55万人を対象に新型コロナウイルスワクチンを提供することを表明した。先月の日米首脳会談ではバイデンと菅は共にマスクをし、握手も回避してエアグータッチですませたが、5月1日から新型コロナウイルスに対するワクチン接種者の行動指針が緩和されたことにより、文との会談はマスク無し握手有りで行った。またバイデンと文の昼食は、カニの身をハンバーグのように料理した東海岸料理「クラブケーキ」が出された。韓国側は、先月に菅に出された昼食のハンバーガー以上の扱いを要求していた。
12月9日と10日にバイデンが主催した民主主義サミットには文在寅も招待されて出席したが、文は中国に対する言及を避け、民主主義国家内の問題として内向きな課題であるフェイクニュース対策について論じた。
2022年3月9日の韓国大統領選挙に当選した尹錫悦と電話会談を行い、米韓同盟の強固さの確認と対北朝鮮での緊密な協力を約束した。尹の大統領就任後早いうちに首脳会談を行うことでも一致。また尹はロシアのウクライナ侵攻への抵抗で米国が同盟国と共に国際協力をリードしていることについて敬意を表明し、これに対してバイデンも「韓国がウクライナ問題などで中核的な役割を果たしている」と応じた。

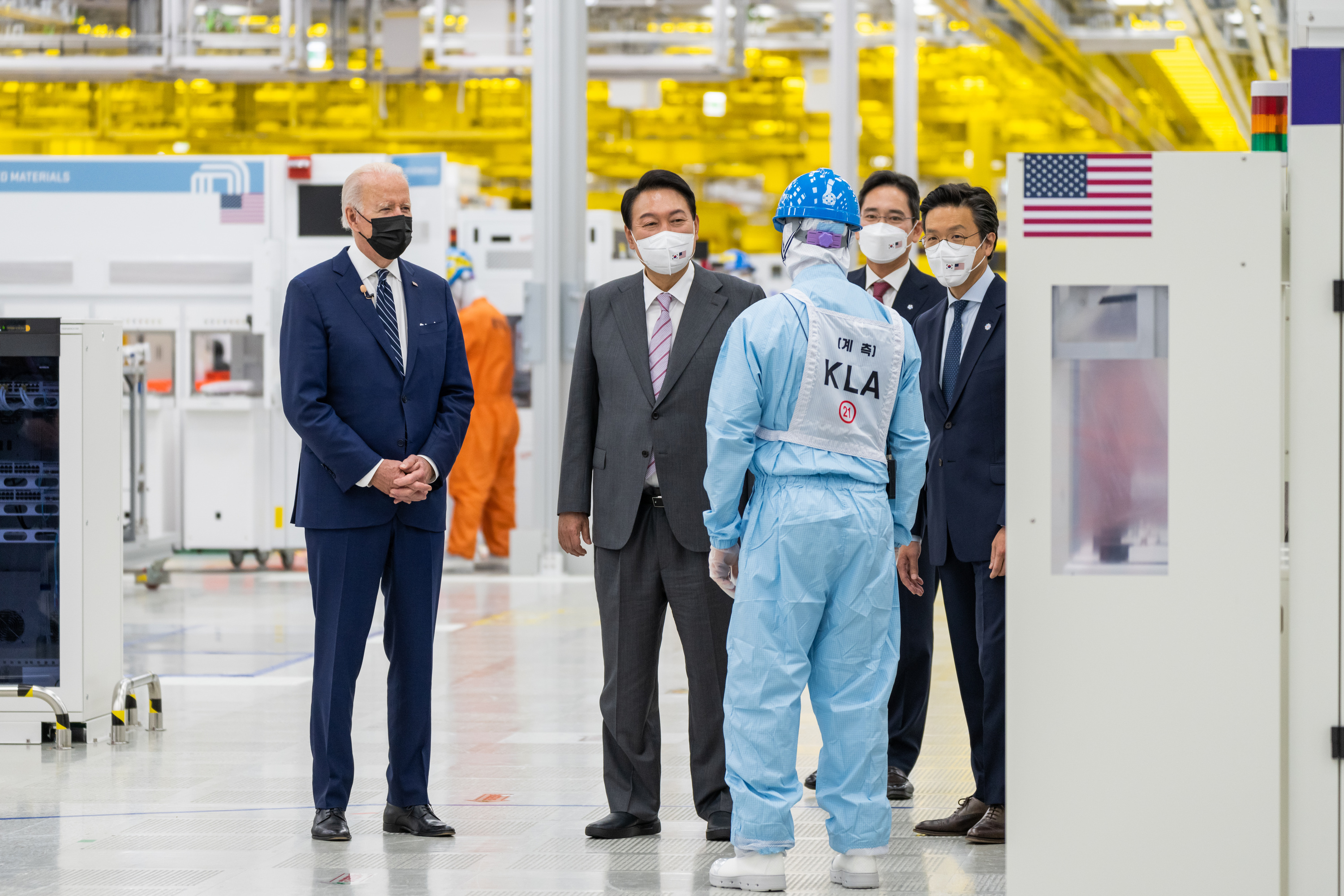
2022年5月20日、サムスン電子平沢半導体工場を視察するバイデンと尹錫悦

2022年5月20日にアメリカ大統領就任後初めて訪韓した。米中対立が激しさを増す中で韓国との同盟関係や半導体などのサプライチェーン強化に向けて連携を確認する。同日バイデンと韓国大統領尹錫悦はサムスン電子平沢半導体工場を視察。工場でバイデンは「我々の経済や安全保障を、価値観を共有しない国々に依存させないために、供給網を確保する必要がある。韓国のような価値観を共有するパートナーと協力し、供給網の回復力を強化することが重要だ」と演説した。尹も「今日の訪問をきっかけに韓米関係が先端技術と供給網の協力を基盤とした経済安全保障同盟として生まれ変わることを望む」と述べた。5月21日には韓国の新大統領府の旧国防省庁舎においてバイデンと尹の会談が行われた。バイデンは韓国に「核の傘」を含む拡大抑止を提供する責務を再確認するとともに日米韓3カ国の協力が重要であることを強調した。覇権主義を強める中国を念頭に、経済安全保障協力や「自由で開かれたインド太平洋」を推進する方針も申し合わせた。また尹は日米豪印4カ国の連携枠組みである「クアッド」への韓国の参加に関心を示し、バイデンはそれに歓迎を表明した。また米主導の経済圏構想「インド太平洋経済枠組み（IPEF）」を通じて経済面でも米韓が緊密に連携することで一致した。
2022年5月31日には韓国のアイドルグループ「BTS（防弾少年団）」をホワイトハウスに招待し、アジア系住民へのヘイトクライムなどについて意見交換した。
2023年8月18日にはキャンプ・デービッド原則によって日米韓3ヵ国の安保連携を制度化した。

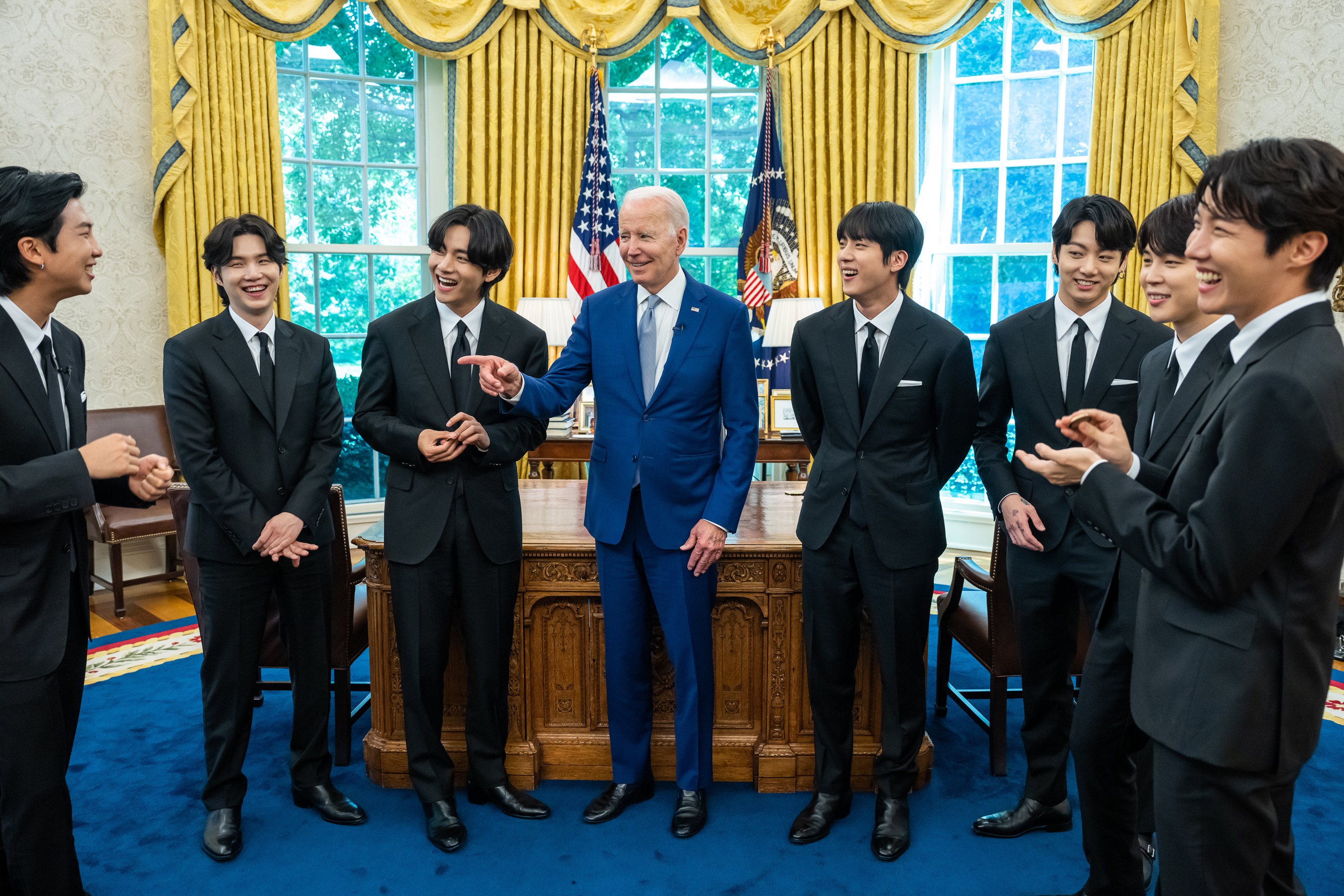
BTS（防弾少年団）とバイデン（2022年5月31日、ホワイトハウス）

#### 対北朝鮮政策

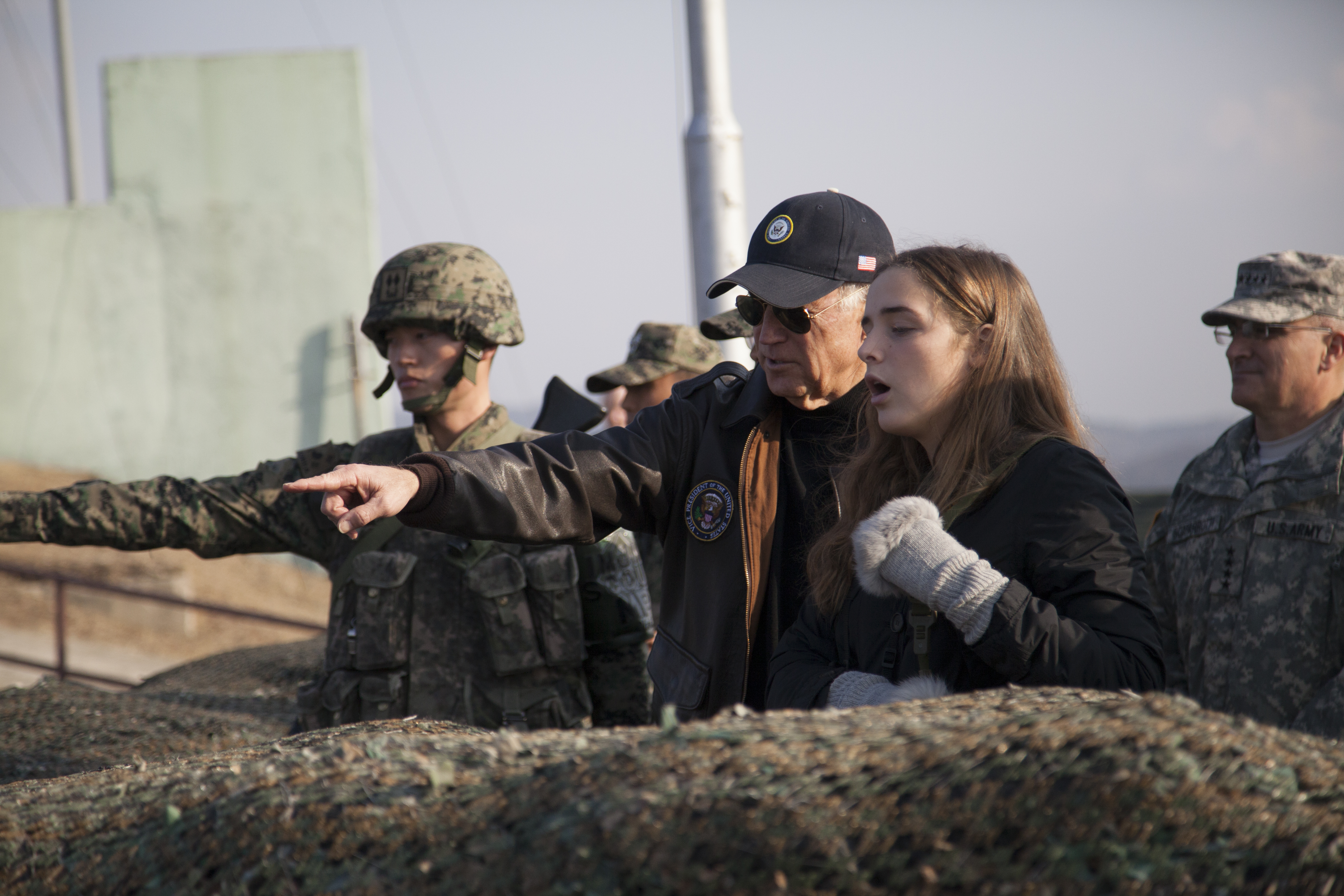
2013年12月7日、訪韓中のバイデン副大統領と孫娘のフィネガン・バイデンが共同警備区域のウィレット監視所で北朝鮮エリアを眺める。

北朝鮮に対してはバイデン政権はトランプ政権より厳しい態度で臨むと見られており、また北朝鮮問題自体の優先順位も低いと見られることから、南北融和政策を進めてきた韓国の文在寅政権はトランプ政権で生まれた対話の流れをつなぎ留めようとほとんどコネクションがないバイデン陣営に接触を図っていると報道されている。
大統領選挙のテレビ討論会ではトランプが北朝鮮の朝鮮労働党委員長金正恩と良好な関係を築いて戦争を回避したことを実績として誇ったのに対してバイデンは「悪党を仲間だと言っている」と批判して金正恩を「悪党」と定義するとともに、ナチス・ドイツへの宥和政策を引き合いに出して「我々はヒトラーが欧州を侵略するまで友好関係にあった」と述べ、対話重視の北朝鮮政策を批判した。そして自分は金正恩と個人的交友関係を作るつもりはないことを明言した。
北朝鮮をめぐるトランプとバイデンの対立は、2019年5月の北朝鮮のミサイル発射の時にもあった。このとき北朝鮮に厳しい処置を取るよう求めた大統領補佐官ジョン・ボルトンからの進言を退けてトランプは北朝鮮を批判しなかったが、バイデンは北朝鮮に批判的な立場を取ったため、北朝鮮の朝鮮中央通信はバイデンについて「最高指導者を中傷した」「権力欲に取りつかれて見境と分別がなくなっている」「彼の発言は政治家としてはもちろん、人間としての最低限の資質さえ失った愚か者の詭弁にすぎない」として「知能指数が低い」「低能なばか」と罵倒した。それについてトランプが「私は金委員長に同意する」と記者会見で発言してトランプの金正恩への同調ぶりが問題になった。バイデン陣営の選対本部長は「大統領の発言は大統領職の品位にふさわしくない。戦没者追悼記念日に外国にいて、血なまぐさい独裁者に繰り返し同調して同じアメリカ人の前副大統領を攻撃するなど言語道断だ。大統領は一環してこの国の根幹をないがしろにし、独裁者を温かく歓迎してきた」と批判した。
朝鮮中央通信は2019年11月にもバイデンのことを「大胆にも最高指導者の尊厳を冒とくした」「認知症の末期症状」「バイデンのような狂犬を自由にさせておけば多くの人々に危害が及ぶ」「始末する必要のある狂犬病にかかった犬」と罵倒し、これに対してバイデン陣営の報道官は「不快な独裁者やその称賛者がバイデン氏を脅威と感じている様子が顕著になっている」「バイデン氏が安全や国益、価値感を米国の外交政策の柱とし、世界における米国の統率力を取り戻すことが可能だからだ」と応じた。
バイデン当確が出た後には北朝鮮は一切口をつぐんでいる。北朝鮮の公式メディアはバイデン当選を未だに報じていない。過去の米国大統領選挙は10日以内には伝えていたのでこれだけ長期間沈黙が続くのは異例である。韓国の国家情報院によれば金正恩はバイデンを刺激するなという異例のかん口令を敷いているという。バイデンに当選の祝辞を送っていない指導者は金正恩のみとなっている。
2021年3月25日の大統領就任後最初の記者会見で北朝鮮の短距離弾道ミサイルの発射について「国連安全保障理事会の決議に違反する」と批判。日本は射程に入るもアメリカには届かない短距離弾道ミサイルの発射について問題視しない立場を取っていたトランプ前大統領と一線を画し、日本との協調を重んじる姿勢を示した。
2021年4月28日の施政方針演説で北朝鮮の核開発について「米国と世界の安全保障にとって深刻な脅威」であるとし「同盟国と緊密に連携し、外交や厳しい抑止力で対処したい」と述べた。これに対して北朝鮮外務省は「我々の自衛的抑止力を脅威と罵倒するのは言語道断で自衛権に対する侵害だ」と批判したうえで「米国は非常に深刻な状況に直面することになる」とする警告声明を出した。

#### 対オセアニア政策
オーストラリアは対中戦略枠組みクアッド（アメリカ・日本・インド・オーストラリア）とAUKUS（アメリカ・イギリス・オーストラリア）双方の参加国であり、バイデン政権としても重視している。2021年9月に締結されたAUKUSにより米国政府はオーストラリアに原子力潜水艦の建造技術を提供する。オーストラリア首相スコット・モリソンは8隻の原子力潜水艦の建造を目指している。
12月にはキャロライン・ケネディをオーストラリア大使に据え、オーストラリアとの連携を重視する姿勢を示した。
オセアニアで力を強める中国を念頭にクック諸島、ニウエを国家承認。

#### 対カナダ政策

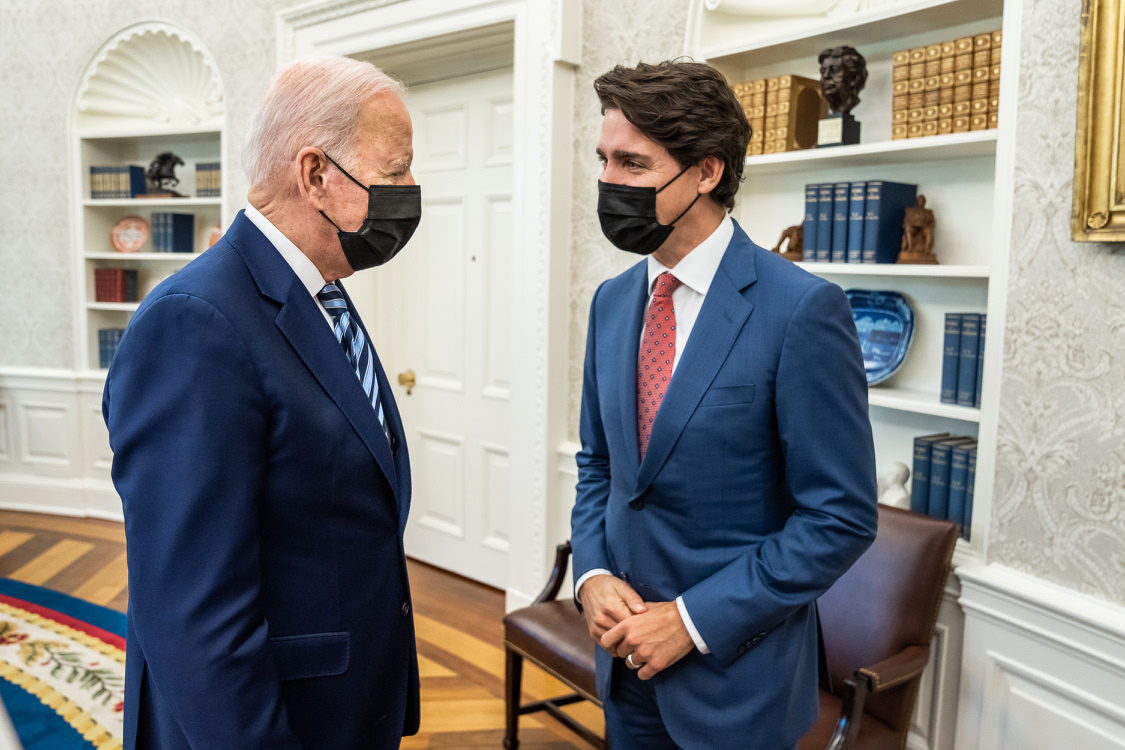
2021年11月18日、ホワイトハウス。バイデン大統領とカナダ首相ジャスティン・トルドー

2021年2月23日に大統領就任後の初めてカナダ首相ジャスティン・トルドーとのオンライン会談を実施。気候変動と対中政策重視を確認し、中国で拘束されているカナダ人2人の解放について話し合った。
トランプ時代にギクシャクしたカナダ・メキシコなど近隣諸国との関係を回復して北米地域の連携強化を目指すため、2021年11月18日にカナダ・メキシコ首脳をホワイトハウスに迎えての5年ぶりの3カ国首脳会談を開催。3首脳は、中国製品を念頭にした「強制労働でつくられた製品の輸入を禁止する」方針を示した。トルドー首相はトランプ前米大統領とは頻繁に衝突したが、バイデン大統領とは多くの問題で「強く一致している」と述べており、米国と連携して中国に対峙していく姿勢を示している。

#### 対キューバ政策
バイデン政権がオバマ時代のキューバ融和政策に戻るか、トランプ時代の強硬路線を維持するのか注目されていたが、2021年7月15日にバイデンはキューバのディアスカネル共産主義体制の失政や拙劣な新型コロナウイルス対策に抗議する大規模デモが発生している問題について「キューバは破綻国家であり、自国民を抑圧している」「共産主義は世界中で失敗した制度であり、社会主義もあまり有効な代替制度とはいえない」「普遍的権利を行使するキューバの人々を断固として支持する。キューバ政府に対し、人々の声の封殺を図る暴力を控えるよう求める」「キューバ政府を利することのない形でキューバ国民を救う方策を考えている」とする声明を出しキューバの共産主義体制を批判した。トランプ前政権下で実施されたキューバのテロ支援国家指定を撤回する動きもバイデン政権内では出ておらず、バイデン政権としては当面はキューバに強硬姿勢で対処する構えである。
7月22日にはデモ参加者を不当に拘束する人権侵害を行ったとしてキューバ政府のミエラ国防相と内務省特殊部隊に制裁対象に加えるとともに「キューバ国民を沈黙させるために人々を不当に投獄する、大量拘束と不正な裁判を明確に非難する」「62年間にわたる共産主義政権の抑圧に反対するために通りに出た勇敢なキューバ国民を米国は支持する」と声明した。

#### 対インド政策
インドはクアッド参加国（アメリカ、オーストラリア、日本、インド）の中では最も中国と敵対することに慎重な立場であり、2020年半ばに起きた中印国境での武力衝突以降は中国との対立を回避してきた。しかし合同演習や武器購入、技術移転などを通じて米国との関係の強化には力を入れている。国境沿いやインド洋での覇権主義を強めていく一方の中国の動向を監視する必要に迫られ、追跡技術などの強化を図っているようである。
2022年3日2日、ロシアのウクライナ侵攻非難の決議が国連総会で採択されたことについてバイデンは「プーチンを非難する決議に141カ国が賛成した。中国は棄権した。インドも棄権した。彼らは孤立している」と述べ棄権したインドを名指しで批判した。
3月4日にクアッドのオンライン首脳会談が行われたが、ここでもインドがロシア非難決議を出すことに難色を示したため、共同声明がまとめられなかった。インドとそれ以外の3国（日米豪）の距離が広がってきている。
3月21日のビジネスフォーラムの席上でクアッド諸国のロシアへの対応について触れた場面があり、そこで「クアッドは、一部でやや薄弱なインドは例外かもしれないが、日本は極めて強く、オーストラリアもプーチンの侵攻に対処する点で同様だ」と述べ、インドの対ロ姿勢への不満を改めて表明した。

#### 東南アジア政策
2021年10月26日にアメリカ大統領として4年ぶりにASEAN首脳会議にオンラインで出席。トランプ政権の東南アジア軽視を改め、中国の覇権主義的な海洋進出や域内の影響力拡大を念頭にASEANとの戦力的関係の強化を目指す。会議で「米国とASEANの関係は、未来と自由で開かれたインド太平洋のために決定的に重要だ」と述べるとともに新型コロナウイルス対策や気候変動問題などで総額約1億ドルの支援を表明した。

##### 対ミャンマー政策
2021年2月1日、ミャンマーで起きた軍によるクーデターについて「民主主義や法の支配への移行に対する直接の攻撃だ」と非難し「国際社会はミャンマー国軍が掌握した権力を直ちに放棄し、拘束した活動家や当局者を釈放し、通信の制限を解除し、市民への暴力をやめるよう、声を一つにして要求するべきだ」」と述べた。また「米国は民主化の進展に基づき、過去10年間にわたってミャンマーに対する制裁を解除した。（ミャンマー国軍が）その進展を逆戻りさせることで、制裁に関する法律や権限を即座に見直し、適切な措置を講じることが必要になる」と述べ、制裁を復活させる姿勢を示した
この問題でもバイデンはトランプ前大統領の「米国第一主義」とは異なり、他の民主主義国家と足並みをそろえる中で米国の力を発揮する考えを示し、日本を含む先進7カ国（G7）と欧州連合（EU）ですみやかにミャンマーで起きたことを非合法的な暴力で政権を奪う「軍事クーデター」と認定した上で、クーデターを非難する共同の外相声明をとりまとめた。一方中華人民共和国は国軍を批判せず、沈黙を保っている。国内で言論の自由を抑圧している中国やロシアが入っている国連安全保障理事会で、強い非難がまとまらないのは織り込み済みであり、むしろインドなどを含めた民主主義国家での包囲網づくりを進め、ミャンマーだけでなく、自由や民主主義の価値を無視する形で大国化する中国にも圧力をかけていく狙いがあり、ミャンマーは新たな米中対立の火種となる可能性があると報じられている。
2月11日にクーデターを主導した軍の幹部やその家族、軍と関係が深い企業に対して制裁を科すことを大統領令で指示した。軍の幹部がアメリカ国内にあるミャンマー政府の10億ドルの資金にアクセスできないようにするほか、貿易を巡る経済制裁を科す考えも示した。バイデン政権は軍の対応次第で、追加の制裁も辞さない構えである。
軍のクーデターに抗議するデモ隊に治安部隊が発砲を繰り返し、50人以上が死亡（国連発表）したことから「アメリカはクーデターの加害者たちに責任を負わせ続ける」として3月4日に対ミャンマー追加制裁を出し、ミャンマーの国防省や軍に関係する大手企業などに対してアメリカ製品の輸出を事実上禁止すると発表した。
3月28日、ミャンマー国軍による市民への発砲について「ひどいものだ。間違いなく常軌を逸している。報道によれば、大勢の人々が何らの必要もないのに殺害されている」と述べ、3月29日にはクーデターとその抗議デモへの弾圧に対する制裁の一環として2013年にミャンマーとの間に締結した貿易・投資枠組み協定（TIFA）に基づく全ての貿易・投資を即時停止した。

#### 対アフリカ政策
アフリカ連合のＧ２０入りを支持
米国・アフリカ首脳会議を8年ぶりに開催
武装組織との戦いを支援する為、トランプ政権で決定したソマリアからの部隊撤退の決定を覆し、再駐留を決定。

### 司法
バイデンは外交通としてのイメージが強いが、司法政策にも精通していることで知られている。特に上院司法委員会での活動は、1977年に初めて委員に就任してから現在に至るまで約30年にも及んでいる。その為同委員会での役職経験も豊富であり、前述のように、1987年から1995年までの8年間にわたって委員長を務めたほか、1981年から1987年と1995年から1997年の2度にわたって、委員会における少数党代表者（ranking minority member）を務めた。（「委員会における少数党代表者」は、各委員会における少数党出身委員の代表者であり、委員会においては副委員長と同格の扱いを受ける（実際に副委員長に就任している委員会もある）要職である。多くの委員会において、同職は委員長と共に、各委員会の下に連なる全ての小委員会のメンバーとなる。また、議会において与野党が逆転した際は、多くの場合、少数党代表者が次の委員長に就任する。）
また司法委員会に連なる5つの小委員会にも在籍しており、前述のように犯罪及び麻薬に関する小委員会では委員長を務めている。5つの小委員会は下記の通りである。
- 犯罪及び麻薬に関する小委員会
- 反トラスト競争政策及び消費者権利に関する小委員会
- 人権及び法に関する小委員会
- 入国管理・国境警備ならびに難民に関する小委員会
- テロ・技術ならびに国土安全保障に関する小委員会

また上記の委員会活動と並行して、麻薬政策に関して連邦政府への監視・諮問を行う上院国際麻薬取締委員会（The United States Senate Caucus on International Narcotics Control）の議長を務める他、上院のNATOオブザーバーグループの共同議長も務めている。

#### 主な政策
バイデンは司法委員として様々な問題に取り組んでいるが、その中でも麻薬政策に熱心に取り組んでいる。また、麻薬政策のみならず、犯罪防止政策や人権政策などにも積極的に取り組んでいる。

#### 連邦最高裁判事の承認問題
上院司法委員会の重要な任務の1つに、アメリカ連邦最高裁判所判事の承認がある。司法委員会は上院本会議での投票に先立ち公聴会を開催し、大統領が指名した判事候補者に対して質疑応答・投票による審査を行うが、バイデンは委員長として、大きな議論を呼んだ2度の公聴会を主催している。
- ロバート・ボーク候補への公聴会（1987年）
バイデンが初めて主催した判事候補者に対する公聴会は、保守派の大物であったロバート・ボーク候補に対するものであった。
ボークはロナルド・レーガン大統領によって判事候補者に指名されたのだが、バイデンは指名直後から反対を明言した。しかし、彼は前年にボークの指名が確実視されていた際に受けたインタビューで賛成する意向を表明していたため、この早々の反対表明は「公正な公聴会運営ができない」として保守派の怒りを買った。しかし彼は、この公聴会の期間中に彼の大統領選挙キャンペーンが挫折・撤退を余儀なくされたにも関わらず、公平に、かつ素晴らしいユーモアと度胸を持って公聴会を仕切ったことで、最終的に高く評価されることになったのである。
そもそもボーク指名に対する反対は根強く、共和党内でも、穏健派で上院司法委員会のメンバーでもあるアーレン・スペクター議員が反対を表明するような状況であった。公聴会ではスペクターやエドワード・ケネディらが激しい質問をボークに浴びせた。バイデンは自らの質問の中で、アメリカ合衆国憲法で規定されている自由とプライバシーの権利は、憲法上で明文化されている以上に拡大されており、この点とボークが主張する強力な始原主義はイデオロギー的に両立しないのではないかという論点を中心に質疑を行った。
最終的に、ボークの承認案は上院司法委員会・上院本会議の双方で否決されることとなった。ちなみに司法委員会においては賛成5票・反対9票で、上院本会議においては賛成42票・反対58票という投票結果であった。ちなみにバイデン自身も先立っての反対表明通り、反対票を投じた。
- クラレンス・トーマス候補への公聴会（1991年）
バイデンが2度目に主催した判事候補者に対する公聴会は、ボークと同じく保守派のクラレンス・トーマス候補に対するものであった。
トーマスは、黒人初の連邦最高裁判事として知られたサーグッド・マーシャルの後任として、ジョージ・ハーバート・ウォーカー・ブッシュ大統領によって判事候補者に指名され、公聴会が行われた。バイデンは、トーマスに対する公聴会において財産権に関する憲法上の問題に関して質問したのだが、この質問はしばしば長く複雑なものとなり、答える側のトーマスが、質問を忘れてしまうほどであった。トーマスは後に、この時のことを「バイデン氏の質問は危険球のようなものであった。」と述べている[518]。
しかし、公聴会が終盤に差し掛かった時期に大きな問題が明らかになる。かつてトーマスが雇用機会均等委員会委員長を務めていた時の部下であったアニタ・ヒル（現ブランダイス大学教授）が、「トーマス氏からセクハラを受けていた」と告発したことを記載した司法委員会とFBIの報告書が、ナショナル・パブリック・ラジオの最高裁担当記者であったニーナ・トーテンバーグの元にリークされ、これを契機にトーマスのセクハラ問題が連日メディアで取り上げられ、急浮上することになったのである。この時の公聴会は全米にテレビ中継され、アメリカ国民の大きな関心を呼んだ。
この時バイデンは、1987年の大統領選挙における自身の苦い経験（後述）もあって個人的な問題に踏み込むことを躊躇しており、ヒル本人が宣誓証言する意思のないことを理由に、告発の事実を委員会内で公表するに留め、完全に公にはしていなかった。さらに、一転してヒルが公聴会で証言した後は、同様の告発を行っていたアンジェラ・ライトやハラスメント問題の専門家など、彼女を支持する他の証人による更なる証言を一切認めなかった。これについてバイデンは、「トーマス氏のプライバシーの権利と、委員会の品位を守るために取った措置である」と発言している。
結局トーマスの承認案は、上院議員アーレン・スペクターがヒルの証言に信憑性がないこととして、攻撃的な質問を行うなど激論が交わされた後、上院本会議にて賛成52票・反対48票の僅差で可決された。バイデンはこの時も反対票を投じたが、その後彼はリベラル派の弁護士グループや女性団体などから「（委員長でありながら、）証人であるヒルを十分にサポートせず、公聴会の進行を誤った」と強い批判を浴びることになった。この後彼は司法委員会で働く女性を捜し、「女性に関する問題は委員会における立法議題の1つである」と強調するなど、弁明を行った。

#### 犯罪関連法案の制定
バイデンはこれまで数々の犯罪に関連する連邦法制定に関与してきている。1984年に民主党の議事進行係議員を務めていた際に携わった犯罪管理法（Comprehensive Crime Control Act）の制定では、いくつかの条項に対して修正を加えたが、その修正が同法の通過・成立に大きな影響を与えたとして、市民的自由至上主義者（シヴィル・リバタリアン）から高評価を受けた。
また1994年に携わった「暴力犯罪防止・法執行法」（Violent Crime Control and Law Enforcement Act (VCCLEA)）においては、同法とそれに連なる法律の起草作業の先頭に立ち、成立に尽力した。この法律は一般に“バイデン犯罪法”として知られており、彼の最大の業績として広く認識されている。
この法律によって定められた主な点は以下の通りである。
- 「女性に対する暴力法」（Violence Against Women Act（VAWA） ）の制定
VCCLEAの第4章という形で、「女性に対する暴力法」（VAWA）が定められた。VAWAは、ドメスティック・バイオレンスを犯罪と規定し、加害者責任を追及することに言及している点で当時としては画期的であり、VCCLEA（暴力犯罪防止・法執行法）に関する一連の法案の中でも特に高い評価を得ている。さらに同法では、女性に対する暴力の捜査・訴追の強化に16億ドルの連邦予算が投じること、被告人の審理前拘留を拡大すること、有罪となった場合に強制的かつ自動的に賠償義務を課すことと、不起訴となった場合でも民事による救済を認めることなどが規定された。
VAWA（女性に対する暴力法）は5年間の時限立法であり、延長するためには議会の再承認が必要である。VAWA（女性に対する暴力法）は2000年と2005年の2回にわたって再承認されている。しかし、2000年に連邦最高裁が、民事による救済に関する条項に関して「連邦主義の観点から見て、違憲である」という判断を下した為、この条項に則って進められていた事業は事実上ストップしている。
バイデンはVAWA（女性に対する暴力法）について、「VAWAこそが35年間に渡る上院議員生活で関わった立法の中でも、唯一最も重要な法案だと考えている」と発言している。
これに関連して、2004年3月にはテキサス州オースティンに本拠を置く関連団体「ナショナル・ドメスティックバイオレンス・ホットライン」が問題を抱えた際には、大手技術系企業の協力を得て問題の調査を行い、設備の寄付などを行った。
- 受刑者に対する教育の廃止
VCCLEA（暴力犯罪防止・法執行法）の中では、受刑者に対する教育に関して重要な条項が定められた。1965年に定められた高等教育法に対する修正条項である。高等教育法では、受刑者が出所後に高等教育を受けることができるように、収監中でもペル奨学金（Pell Grant，教育省が資金を提供している奨学金制度で、前述の高等教育法に基づいて設立された。ペルという名前は、関連条項の制定に尽力した上院議員クレイボーン・ペルの名前にちなんだものである。）を受けることを許容していたのだが、この修正条項ではその方針が180度転換され、「連邦ないしは州の刑務所に収監中のいかなる人物に対しても、基礎奨学金を与えてはならない」と定められた。この修正条項は、低収入の受刑者が刑期中に大学教育を受ける機会を事実上奪うものであり、刑期中の受刑者の教育レベルが改善されないままになってしまうことから、議論を呼んでいる。
- 連邦死刑法の制定
この法律の第6章という形で連邦死刑法が定められた。元来アメリカ合衆国は死刑存置国であるが、この法律においてはテロ行為や薬物の違法取引・走行中の車からの銃撃による殺人など、60の犯罪が新たに死刑適用対象として定められた。この法律については、現在も大きな変更が加えられることなく運用されている。
ちなみに、この法律が施行された数ヵ月後にオクラホマシティ連邦政府ビル爆破事件が発生した。同事件の主犯であったティモシー・マクベイは、この法律によって死刑を執行された。
- 対人殺傷用武器と見なされた半自動式火器の規制
この法律の第11章によって、対人殺傷用武器と見なされた半自動（セミオートマチック）式火器19種類に対して規制が加えられた。着脱可能な弾倉を有するアサルトライフルが規制された他、以下の6種類の器具のうち2種類以上を装備した銃が規制対象となった。

- はめ込み式の銃床
- 折り畳み式の銃床
- ピストルグリップ
- フラッシュハイダー
- グレネードランチャー
- 銃剣固定用ラグ

2004年に同法が無効になり、半自動火器の売上が増えたことにバイデンは「半自動火器は扱いが難しい。護身には散弾銃を使うべきだ」とコメントした。しかし、全米ライフル協会や銃所持賛成派からは「散弾銃は反動が重く、特に女性の護身には適さない」などと批判を受けた。
- 警察・刑務システムの強化
この法律によって警察・刑務システムの強化が図られた。警察組織の強化策として10万人を超える警察官を雇用することが決定された。また刑務・更生システムの強化策として、非行少年に対する矯正ブートキャンプが開始された他、刑務所の建設に十分な額の予算を割り当てることが定められた。この条項の施行によって、アメリカの犯罪率は1世代で最低水準まで下がったと評価されている。
- 新たな連邦犯罪の指定
この法律において、新たに50の犯罪が連邦犯罪（連邦捜査局が捜査権限を持つ犯罪）に指定された。特に有名なのはギャングに加入することを罪としている条項であり、この点については一部では権利章典で保障されている結社の自由を侵害しているのでは無いかという議論がある。

#### ビル・クリントンのスキャンダル問題に対して
1990年代、ビル・クリントンの大統領任期中には、ホワイトウォーター疑惑（クリントンがアーカンソー州知事時代、知人と共同経営していた不動産開発会社「ホワイトウォーター」に関連して、不正な土地取引や融資を行っていたのではないかという疑惑。）やモニカ・ルインスキーとの不倫疑惑、さらには当時大統領次席法律顧問を務めていたヴィンセント・フォスターが不可解な自殺を遂げるなど、同大統領に関する数々のスキャンダルが浮上し、ジョージ・H・W・ブッシュ政権で訟務長官を務めたケネス・スターが独立検察官に任命され、厳しい捜査・追及が行われた。
バイデンは特にホワイトウォーター疑惑とルインスキー疑惑の2件に関するスターの捜査活動に批判的であり、クリントンに対する弾劾法案にも反対票を投じた。

#### 麻薬政策
バイデンは前述のように上院議員有志で作る「上院国際麻薬取締会議」の議長を務めており、麻薬取締政策に熱心に取り組んでいる。同会議の議長としてバイデンは、連邦政府の麻薬取締政策を統括する「麻薬問題担当長官」(Drug Czar)を創設する法案を起草した。
2002年にはレイヴ法（RAVE Act）を議会に提案した。同法は薬物を故意に保持するなど、薬物を使用可能な状態に置く行為から、製造・販売などで利益を得る行為、実際に使用する行為に至るまで、個人の規制薬物に関連するあらゆる行為を禁止するものである。
この法案は第107回連邦議会の会期中に提案・審議されていたものの、審議中に議会が閉会したことから、2003年1月3日に開会した第108回連邦議会の冒頭に再び提案された（正式な提案日は2003年1月7日）。再提案時には、当時の上院議員トム・ダシュルが主提案者となり、バイデンは10人の賛同者のうちの1人として名を連ねた。しかしこの時は、2人の議員が賛同を取り下げたことで可決に失敗してしまった。
この可決失敗の後、レイヴ法自体は再提案されることはなかった。しかし、ほぼ同じ内容を持つ「不法薬物反拡散法」（Illicit Drug Anti-Proliferation Act）が2003年4月30日に成立したことで、レイヴ法の目的は達成されたと言える。
多くのスポーツ選手や一般人が使用していることで社会問題となった、アンドロステンジオン（アンドロ）に代表されるステロイドを非合法化する法律を2004年に成立させた。この時期には議会で『薬を使って強くなるのは反則だ。アメリカ的ではない。』とのスピーチを行うも、クリス・ベルはこれに対して『いやそれは逆で、ものすごくアメリカ的なことだと思いますよ。』と反論している。
彼が現在取り組んでいる麻薬関連の政策は、デートレイプ・ドラッグと呼ばれる種類の薬物と、エクスタシー（MDMA）・ケタミンの2種類の薬物の規制である。このうち前者は、フルニトラゼパムに代表される薬物で、健忘などの症状を引き起こす事からデートレイプにしばしば悪用される。また後者は、主に若者の間で急速に広まっている薬物であり、深刻な社会問題となっている。

#### その他の業績
バイデンの司法関連の業績の中で、あまり知られていないのが教育関連の立法である。彼は、"キッズ2000"（Kids 2000）法の成立に関わっている。
この法案では、以下のような項目について支援が決定された。
- 高等教育に対する家庭支出の支援・促進
高等教育に対する家庭の支出を支援・促進する目的で、所得税の控除を行う制度である。高等教育を受ける家族に学資援助を行ったり、あるいは学資ローンを利用している家庭は、1年間に家庭が支払う所得税について、年間1万ドルを上限に控除が受けられるようになっている。
- デジタル・ディバイドの是正支援
若者に対してデジタル教育を施すことを目的とした、公的機関と民間のパートナーシップを設立することを目指したものである。このパートナーシップは、若者にコンピュータセンターや専門の教師、インターネットアクセスやその他の専門的な訓練を提供することで、コンピュータ教育やインターネット教育のレベルを向上させ、デジタル・ディバイドを是正することが目標であり、家庭の収入が低く、非行に走る可能性のある少年を主要なターゲットに据えている。

### 人工妊娠中絶
人工妊娠中絶を容認する政策に賛成する立場をとってきた。
1984年アメリカ合衆国大統領選挙において、民主党が指名した米国史上初の女性副大統領候補ジェラルディン・フェラーロがカトリック信徒でありながら中絶を容認していたことで教皇庁まで巻き込む中絶を論点とする騒動が起こった。この騒動でフェラーロのみならず、マリオ・クオモ、エドワード・ケネディ、ダニエル・パトリック・モイニハンといった中絶を容認するカトリック政治家とともに当時上院議員だったバイデンも巻き込まれた。
2019年6月6日には連邦資金による妊娠中絶費の支援に賛成すると表明。同年6月に、南部サウスカロライナ州で開かれた集会で、「中絶の権利を認める法律を作ろう。そうすれば何も恐れることはない」と発言した。
2021年3月22日にカトリック大学の名門ノートルダム大学の構成員がバイデン大統領が中絶を容認しているのを理由に卒業式に呼ばないよう求める署名を学長に提出したことが報じられた（今大学では1984年アメリカ合衆国大統領選挙中に当時ニューヨーク州知事のマリオ・クオモが中絶を容認する演説をして以降、1992年アメリカ合衆国大統領選挙中にビル・クリントンが、2009年に当時大統領だったバラク・オバマが中絶を容認する演説をしている）。この時、バイデン大統領は予定が合わないために出席しないとも報じられている。
2021年6月14日には、米国のカトリック司教協議会がバイデン大統領を含む中絶を容認する政治家への聖体拝領を拒否することを検討していることが報じられ、18日にはバイデン大統領は「私的な事柄であり、私はそのようなことが起こるとは考えていない」と述べたことなどが伝えられた。この件は14日に報じられた時点で、教皇庁は聖体拝領の拒否をしないよう司教協議会に警告していたこともつたえられている。さらに10月にバイデン大統領がローマで教皇フランシスコから直々に聖体拝領を受け、「善良なカトリック」と称されもした。最終的に11月17日に司教協議会は中絶などの具体的な事例を盛り込まないガイダンス文書を承認するに留まった。
2021年9月1日に南部テキサス州で人工妊娠中絶を事実上禁止する法律が施行されたことについてバイデン大統領は「憲法上の権利を侵害している」と批判した。

## 疑惑

### ウクライナへの圧力をめぐる疑惑
2016年にアメリカ合衆国副大統領としてウクライナを訪問した際に、ジョー・バイデンの次男ハンター・バイデンが役員を務めていた同国ガス会社の捜査を統括する立場にあった同国検事総長の辞任を要求し、捜査が打ち切られたという疑惑を持たれた。ただ、ハンター・バイデンが捜査対象だったという証拠はない。
またドナルド・トランプ大統領はこの疑惑を大統領選挙の直前に野党・民主党の有力大統領候補ジョー・バイデンを追い落とす材料にしようとした為か、ウクライナのウォロディミル・ゼレンスキー大統領にこの疑惑の天然ガス会社を捜査するようトランプ政権の外交チームで圧力をかけたり自ら直接電話交渉をしたりしていたが、逆に外交安全保障を私的な駆け引きのために悪用し、憲法違反、大統領宣誓違反によって国民を裏切ったとして米情報機関からは内部告発され、下院から「権力の乱用」などの罪で弾劾訴追されるという展開となった。

### セクハラ・性的暴行疑惑
バイデンにはこれまでに女性に行った複数のセクシャルハラスメント疑惑がかけられてきた。
2019年3月に女性の民主党員で元ネヴァダ州議会議員のルーシー・フローレス（英語: Lucy Flores）は、2014年の選挙活動中にバイデンが背後から近づき、髪の香りをかいで、ゆっくりと後頭部にキスされたとし、「これほど露骨に不適切な真似を経験したことがない」と告発した。バイデンは3月31日の声明で、不適切な行動をとった認識は全くないとフローレンスに反論するも、続いて彼から不適切な接触行為を受けたとする2人目の女性が名乗り出た。彼女は彼のこの件への対応に失望して自身も告発に踏み切ったという。4月3日、バイデンはツイッターに投稿した動画で自身のセクハラ問題について釈明したが、その後も告発者は続き、2019年4月5日現在、7名の女性が名乗り出ている。
オバマ政権時の副大統領時代から彼の過剰な女性（未成年者・児童を含む）への接触は一部メディア・インターネットで話題になっていた。同年4月、ジム・ハインズ下院議員（民主党）の側近エイミー・ラッポスは、2009年にバイデンが台所でラッポスの顔を両手で包み、鼻をこすり合わせるなど不適切に触られたと告発した。ラッポスは「不適切に触ったり、セクハラをしてレイプ文化を増長させるような男性は、権力の場にいてはいけない」「こうした振る舞いを『単なる好意』『おじいちゃんみたい』『フレンドリー』と言ってしまうこと自体、この問題を非常に軽視していることの表れで、問題の一部だ」と批判した。
批判が高まった背景として、民主党が2018年にブレット・カバノー最高裁判所判事の過去の性的暴行疑惑を徹底的に追及したのに対し、バイデンのセクハラ疑惑は「問題ない」と片付けようとしているとして、左派勢力および保守勢力の双方から「二重基準」「偽善的な対応」と批判されたこと、またバイデン自身はかつて他人の疑惑をめぐり「名乗り出た女性を信じるべきだ」と女性側の主張を聞き入れるよう批判したこと、ほか、支持母体の民主党も大統領選挙の政敵であるトランプの性的暴行疑惑を盛んに非難してきた経緯があった。
バイデンは2019年4月に大統領選挙出馬を表明した際の動画の中で女性4人が不適切な接触行為を受けたと主張している件を巡って謝罪し、社会規範が変わりつつあるとしたうえで今後は「人々のパーソナルスペース（個人的空間）により配慮し、尊重する」と語る動画をツイッターに投稿した。
2020年3月26日にはバイデンが1993年に雇っていた当時20代の女性事務職員タラ・リード（Tara Reade）がバイデンから性的暴行を受けたと主張した。リードによると、バイデンが壁に押しつけたあとにキスをし、スカートの中に手を入れ性器に指を挿入し、「どこか別の場所へ行かないか」と囁いたという。リードは、民主党は「すべての女性が安全に発言できる国を作りたいという立場を取っているが、私はその機会に恵まれなかった」とバイデン陣営を批判し、さらにバイデン氏支持者から証拠がないままロシアのスパイだと非難され、殺害予告を受け取ったり、SNSアカウントをハッキングされて、個人情報が抜かれたと述べた。5月1日にバイデンはリードの主張について真実ではないとして全面的に否定した。

## 栄典

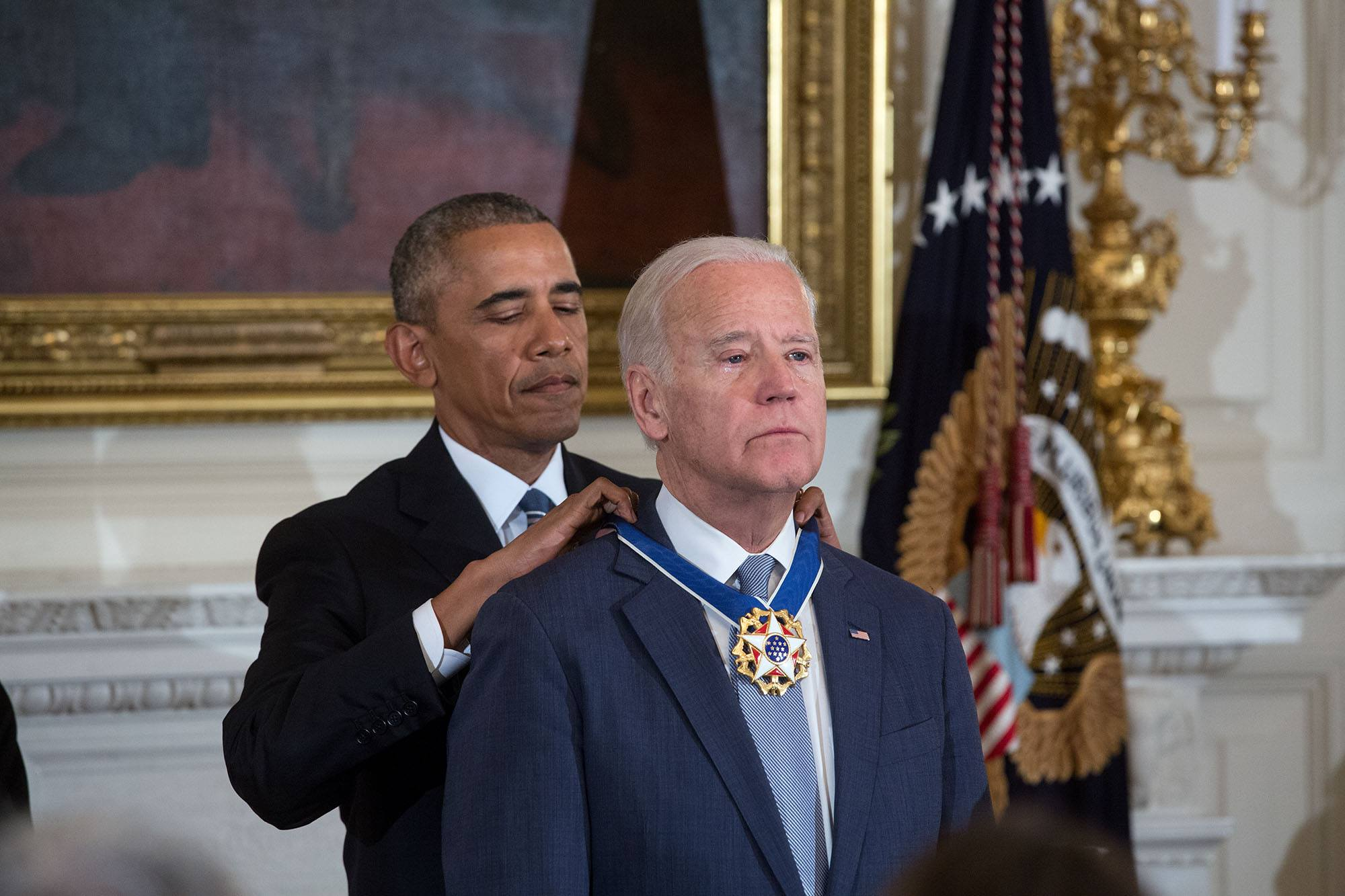
2017年1月12日の大統領自由勲章受章時

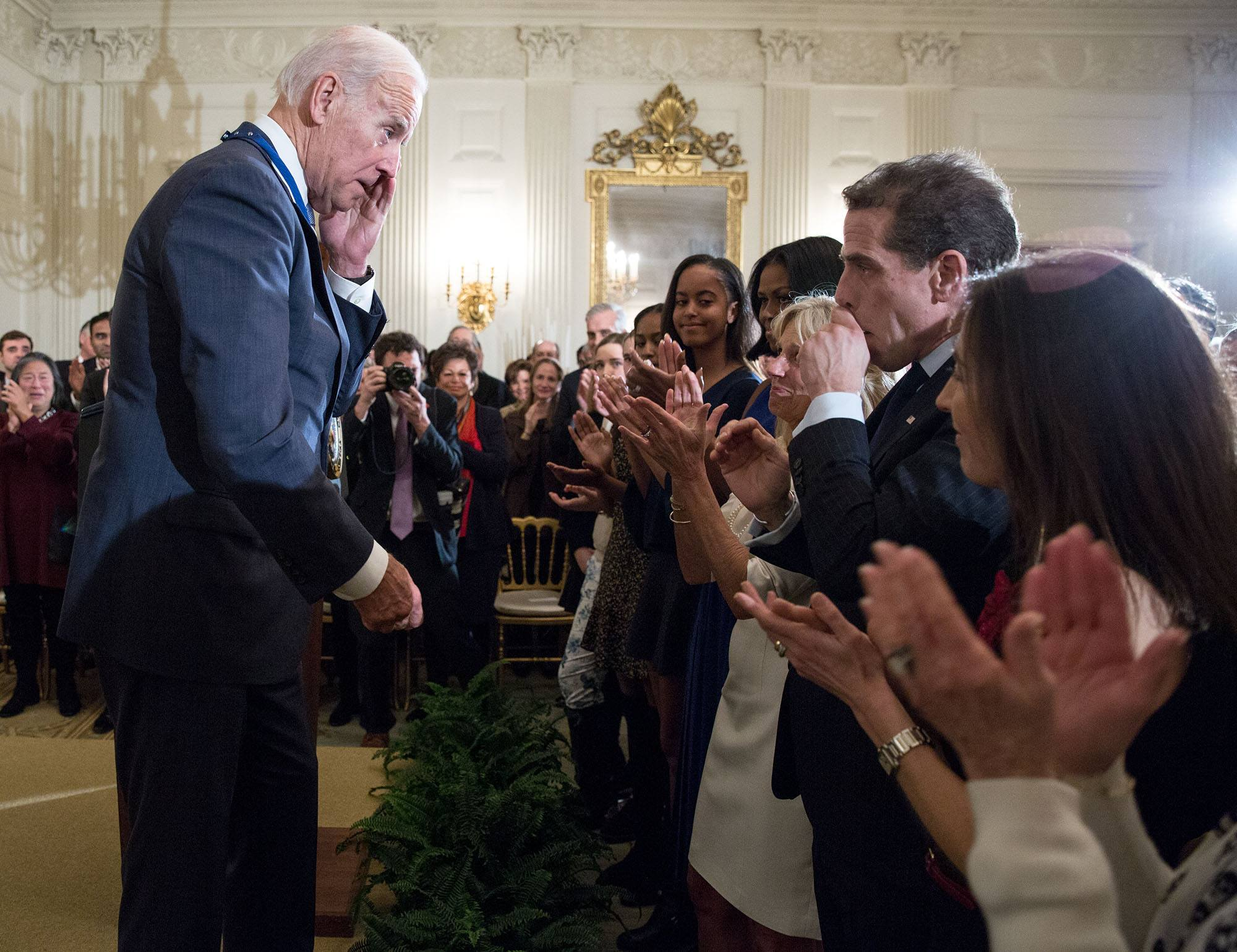
同上。涙を拭うバイデン

### 名誉学位
バイデンは次の大学から名誉学位を受けている。
- スクラントン大学（英語版）（1976年）[545]
- セントジョセフ大学（英語版）（1981年LL.D）[546]
- ウィディーンアー大学ロースクール（英語版）（2000年）[547]
- エマーソン大学（2003年）[548]
- デラウェア州立大学（英語版）（2003年）[549]
- 母校のデラウェア大学（2004年LL.D）[550]
- サフォーク大学ロースクール（英語版）（2005年）[551]
- 母校のシラキュース大学（2009年LL.D）[552]
- ウェイクフォレスト大学（2009年LL.D）[553]
- ペンシルベニア大学（2013年LL.D）[554]
- マイアミ・デイド大学（英語版）（2014年）[555]
- サウスカロライナ大学（2014年DPA（英語版））[556]
- トリニティ・カレッジ（2016年LL.D）[557]
- コルビー大学（2017年LL.D）[558]
- モーガン州立大学（英語版）（2017年DPS）[559]

### 受賞歴
- シラキュース大学よりChancellor Medal（1980年）とGeorge Arents Pioneer Medal（2005年）を授与された[560][561]
- 2008年には「家庭にやさしい労働政策によりアメリカ人の生活の質を向上させた」としてワーキングマザー誌からベスト・オブ・コングレス賞が贈られた[562]
- 2008年にはパキスタン政府から「パキスタンへの継続的な支援に貢献があった」として上院議員のリチャード・ルーガー（英語版）とともにヒラル・イ・パキスタン（英語版）を贈られた[563]
- 2009年にコソボより1990年代にコソボの独立を支援した功績として自由金メダルが贈られた[564]
- デラウェア志願消防士協会（英語版）に殿堂入りした[565]
- 2009年にはリトルリーグホール・オブ・エクセレンス（英語版）に名前が入った[566]
- 2016年5月15日、ノートルダム大学から下院議長ジョン・ベイナーらとともにアメリカのカトリックの最高位の名誉と見做されているレターレ・メダル（英語版）を贈られた[567][568]
- 2016年6月25日、アイルランド・ラウス県の名誉市民権を授与された[569]
- 2017年1月12日、ごく限られた者にしか贈られたことがない米国最高の名誉である大統領自由勲章を大統領バラク・オバマより贈られた。オバマは「同胞のアメリカ人を信じ、国を愛し、生涯をかけて国に尽くしてきた」とバイデンを称えた。バイデンによれば受勲を全く知らされていなかったといい、感極まって涙を流している[570]。
- 2018年12月11日、デラウェア大学政治学部は「ジョセフ・R・バイデン・ジュニア政治学部（Joseph R. Biden, Jr. School of Public Policy and Administration）」に改名した。バイデン研究所（Biden Institute）もそこに存在する[571]
- 2020年12月10日、バイデンとカマラ・ハリスが『タイム』誌の「パーソン・オブ・ザ・イヤー」に選ばれた。『タイム』誌は2人の授賞理由として「分裂の怒りよりも、共感の力が偉大であることを示し、悲嘆にくれている世界に癒しの展望を示した」と評している[572]。

## 選挙

### ニューキャッスル郡議会選挙
| 選挙年 | バイデン | バイデン | バイデン | バイデン | 対立候補 | 対立候補               | 対立候補 | 対立候補 | 対立候補 |
| 選挙年 | 当落     | 所属党   | 得票数   | 得票率   | 当落     | 氏名                   | 所属党   | 得票数   | 得票率   |
| ------ | -------- | -------- | -------- | -------- | -------- | ---------------------- | -------- | -------- | -------- |
| 1970年 | 当       | 民主党   | 10,573票 | 55％     | 落       | ローレンス・メズイック | 共和党   | 8,192票  | 43%      |

### 上院選挙
| 選挙年 | バイデン | バイデン | バイデン  | バイデン | 対立候補 | 対立候補                 | 対立候補 | 対立候補  | 対立候補 |
| 選挙年 | 当落     | 所属党   | 得票数    | 得票率   | 当落     | 氏名                     | 所属党   | 得票数    | 得票率   |
| ------ | -------- | -------- | --------- | -------- | -------- | ------------------------ | -------- | --------- | -------- |
| 1972年 | 当       | 民主党   | 116,006票 | 50％     | 落       | キャレブ・ボッグス       | 共和党   | 112,844票 | 49%      |
| 1978年 | 当       | 民主党   | 93,930票  | 58％     | 落       | ジェームス・バクスター   | 共和党   | 66,479票  | 41%      |
| 1984年 | 当       | 民主党   | 147,831票 | 60%      | 落       | ジョン・バーリス         | 共和党   | 98,101票  | 40%      |
| 1990年 | 当       | 民主党   | 112,918票 | 63%      | 落       | ジェーン・ブレディ       | 共和党   | 64,554票  | 36%      |
| 1996年 | 当       | 民主党   | 165,465票 | 60%      | 落       | レイ・クラットワージー   | 共和党   | 105,088票 | 38%      |
| 2002年 | 当       | 民主党   | 135,253票 | 58%      | 落       | レイ・クラットワージー   | 共和党   | 94,793票  | 41%      |
| 2008年 | 当       | 民主党   | 257,484票 | 65%      | 落       | クリスティーン・オドネル | 共和党   | 140,584票 | 35%      |

### 大統領・副大統領選挙
| 選挙年 | 自陣営 | 自陣営                              | 自陣営 | 自陣営       | 自陣営 | 自陣営 | 対立陣営 | 対立陣営                              | 対立陣営 | 対立陣営     | 対立陣営 | 対立陣営 |
| 選挙年 | 当落   | 大統領候補 （副大統領候補）         | 所属党 | 得票数       | 得票率 | 選挙人 | 当落     | 大統領候補 （副大統領候補）           | 所属党   | 得票数       | 得票率   | 選挙人   |
| ------ | ------ | ----------------------------------- | ------ | ------------ | ------ | ------ | -------- | ------------------------------------- | -------- | ------------ | -------- | -------- |
| 2008年 | 当     | バラク・オバマ （ジョー・バイデン） | 民主党 | 69,498,516票 | 53％   | 365人  | 落       | ジョン・マケイン （サラ・ペイリン）   | 共和党   | 59,948,323票 | 46%      | 173人    |
| 2012年 | 当     | バラク・オバマ （ジョー・バイデン） | 民主党 | 65,915,795票 | 51％   | 332人  | 落       | ミット・ロムニー （ポール・ライアン） | 共和党   | 60,933,504票 | 47%      | 206人    |
| 2020年 | 当     | ジョー・バイデン （カマラ・ハリス） | 民主党 | 81,268,924票 | 51％   | 306人  | 落       | ドナルド・トランプ （マイク・ペンス） | 共和党   | 74,216,154票 | 47%      | 232人    |

## 著作
- Biden, Joseph R., Jr.; Helms, Jesse (2000年4月1日). Hague Convention On International Child Abduction: Applicable Law And Institutional Framework Within Certain Convention Countries Report To The Senate. Diane Publishing. ISBN 0-7567-2250-0
- Biden, Joseph R., Jr. (2001年7月8日). Putin Administration's Policies toward Non-Russian Regions of the Russian Federation: Hearing before the Committee on Foreign Relations, U.S. Senate. U.S. Government Printing Office. ISBN 0-7567-2624-7
- Biden, Joseph R., Jr. (2001年7月24日). Administration's Missile Defense Program and the ABM Treaty: Hearing Before the Committee on Foreign Relations, U.S. Senate. U.S. Government Printing Office. ISBN 0-7567-1959-3.  オリジナルのMarch 5, 2016時点におけるアーカイブ。
- Biden, Joseph R., Jr. (2001年9月5日). Threat of Bioterrorism and the Spread of Infectious Diseases: Hearing before the Committee on Foreign Relations, U.S. Senate. U.S. Government Printing Office. ISBN 0-7567-2625-5
- Biden, Joseph R., Jr. (2002年2月12日). Examining The Theft Of American Intellectual Property At Home And Abroad: Hearing before the Committee On Foreign Relations, U.S. Senate. U.S. Government Printing Office. ISBN 0-7567-4177-7
- Biden, Joseph R., Jr. (2002年2月14日). Halting the Spread of HIV/AIDS: Future Efforts in the U.S. Bilateral & Multilateral Response: Hearings before the Comm. on Foreign Relations, U.S. Senate. Diane Publishing. ISBN 0-7567-3454-1
- Biden, Joseph R., Jr. (2002年2月27日). How Do We Promote Democratization, Poverty Alleviation, and Human Rights to Build a More Secure Future: Hearing before the Committee on Foreign Relations, U.S. Senate. U.S. Government Printing Office. ISBN 0-7567-2478-3
- Biden, Joseph R., Jr. (2002年8月1日). Hearings to Examine Threats, Responses, and Regional Considerations Surrounding Iraq: Hearing before the Committee on Foreign Relations, U.S. Senate. U.S. Government Printing Office. ISBN 0-7567-2823-1
- Biden, Joseph R., Jr. (January 1, 2003年1月1日). International Campaign Against Terrorism: Hearing before the Committee on Foreign Relations, U.S. Senate. Diane Publishing. ISBN 0-7567-3041-4
- Biden, Joseph R., Jr. (2003年1月1日). Political Future of Afghanistan: Hearing before the Committee on Foreign Relations, U.S. Senate. Diane Publishing. ISBN 0-7567-3039-2
- Biden, Joseph R., Jr. (2003年9月1日). Strategies for Homeland Defense: A Compilation by the Committee on Foreign Relations, U.S. Senate. Diane Publishing. ISBN 0-7567-2623-9
- Biden, Joseph (2005). “Foreword”. In Nicholson, William C.. Homeland Security Law and Policy. C. C Thomas. ISBN 0-398-07583-2
- Biden, Joe (2007年7月31日). Promises to Keep（英語版）. Random House. ISBN 978-1-4000-6536-3 ペーパーバック版は2008年にRandom Houseから出版 ISBN 0-8129-7621-5.
- Biden, Joe (2017年11月14日). Promise Me, Dad: A Year of Hope, Hardship, and Purpose. Flatiron Books. ISBN 978-1-250-17167-2